# Musée d'Histoire de l'art de Vienne
Pour les articles homonymes, voir KHM.
Le musée d'Histoire de l'art (en allemand : Kunsthistorisches Museum, abrégé KHM), est un musée d'art situé à Vienne, en Autriche. Il est considéré comme l'un des premiers musées d'art ancien du monde.

## Historique
Planifié en 1867, sa construction débuta en 1871 sur la Ringstrasse. Le musée d'Histoire de l'art a ouvert ses portes le 17 octobre 1891 sous le règne de l'empereur François-Joseph pour abriter les collections constituées au fil des siècles par la maison des Habsbourg. Contrairement à de nombreux autres musées nationaux (musée du Louvre, musée de l'Ermitage, etc.) qui sont d'anciens palais, la fonction du bâtiment qui l'accueille a été fixée dès la construction.

## Le bâtiment
Le musée d'Histoire de l'art est situé sur le boulevard circulaire, le Ring, dans un bâtiment imitant le style de la Renaissance italienne entrepris en 1871 et achevé en 1891. Le Kunsthistorisches Museum, avec son bâtiment jumeau, le musée d'histoire naturelle en face, est l'un des grands bâtiments historicistes les plus importants de l'époque de la Ringstrasse. La structure intérieure de l'édifice associe plusieurs traditions architecturales : le vestibule, le vaste escalier et le dôme forment un tout, comme une mise en scène célébrant  l'empereur maître d'ouvrage et ses prédécesseurs. L'impression d'ensemble est dominée par les marbres polychromes, les peintures au plafond et les riches décorations de la coupole. L'impressionnant escalier du musée abrite des œuvres de Gustav Klimt, Ernst Klimt, Franz Matsch, Hans Makart et Mihály Munkácsy, et la sculpture d'Antonio Canova Thésée et le Centaure. Chaque année, plus de 600 000 personnes (dont 75 % d'étrangers) le visitent.

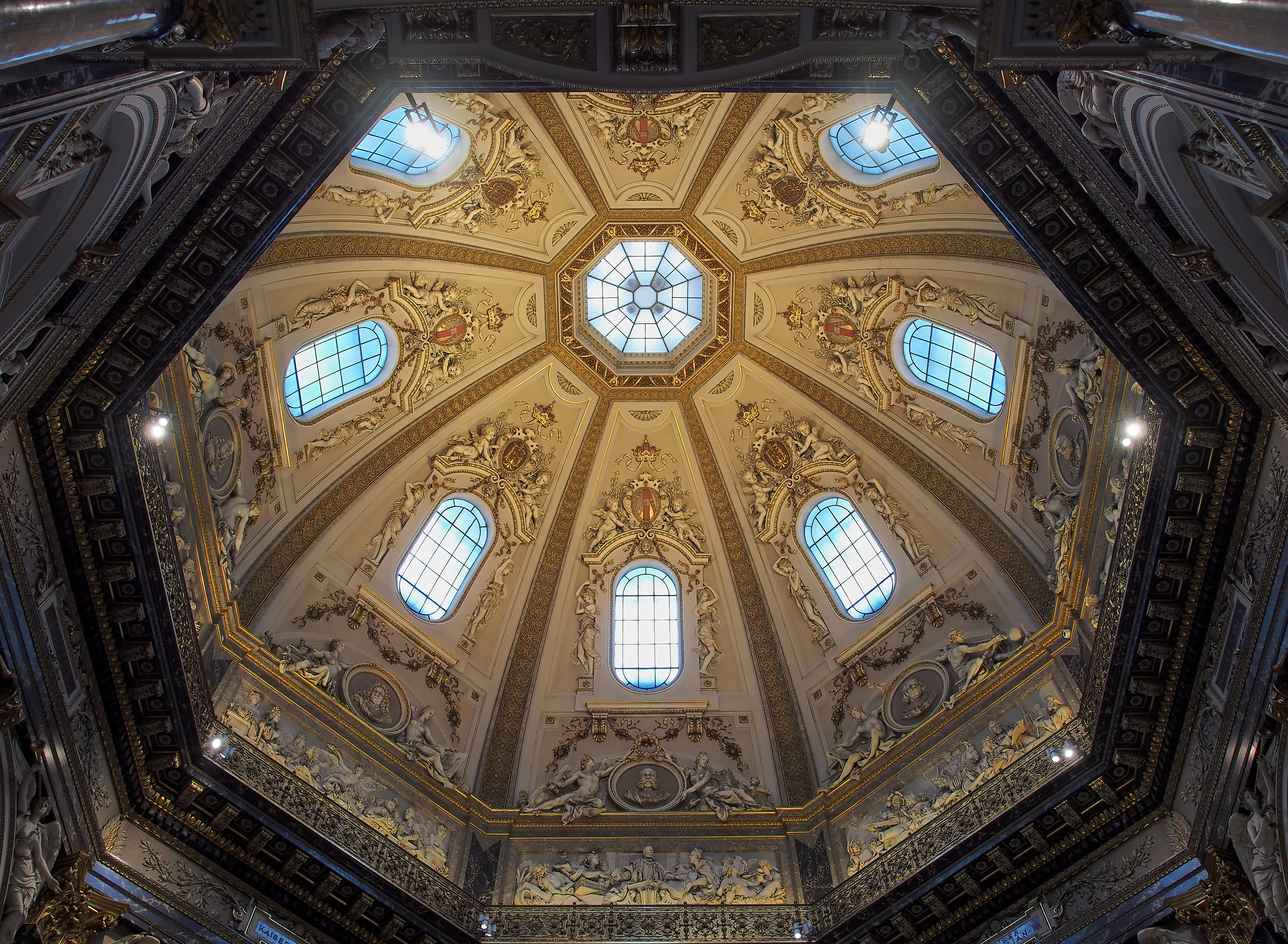
Coupole.
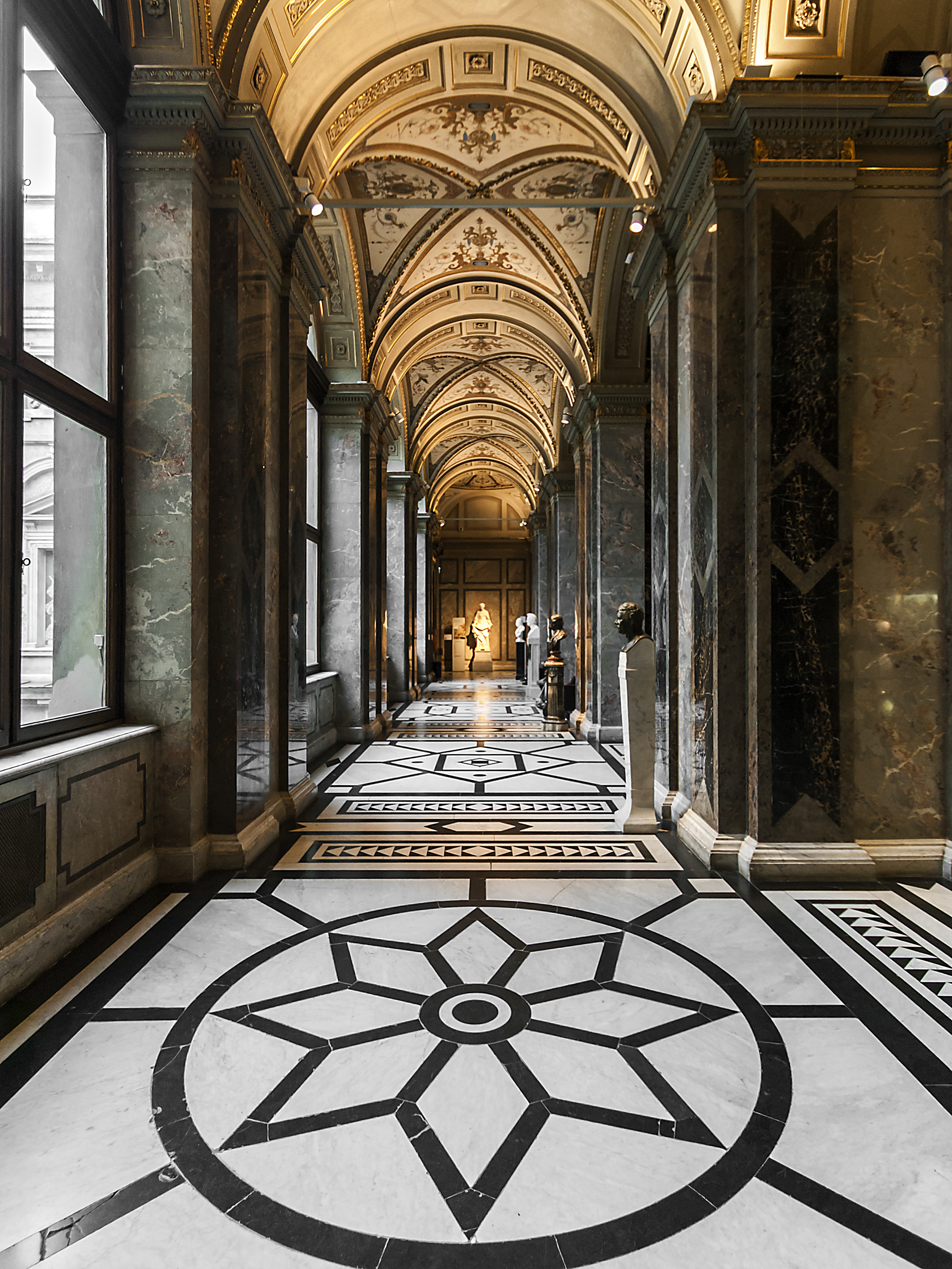
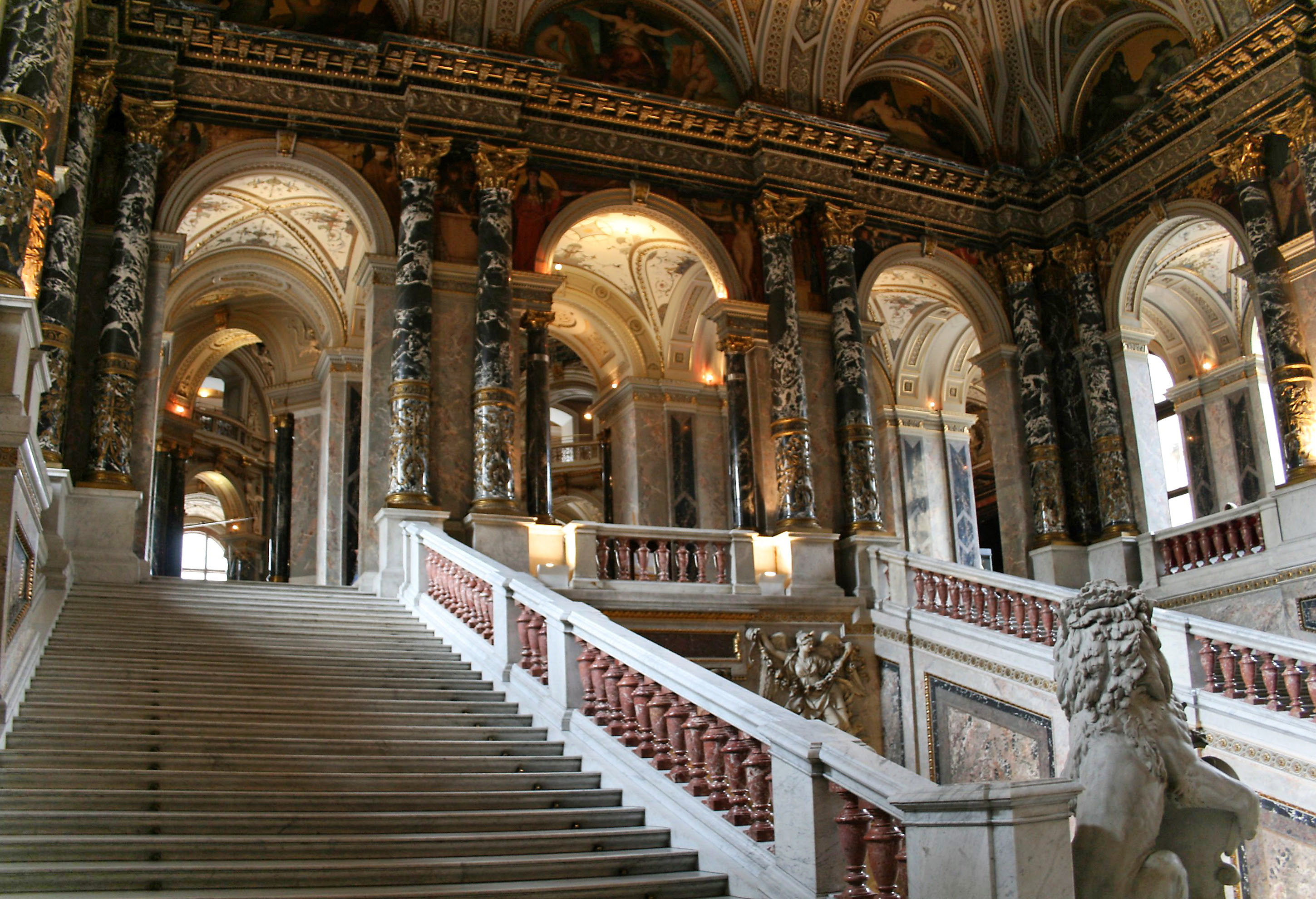
Grand Escalier.

## Collections

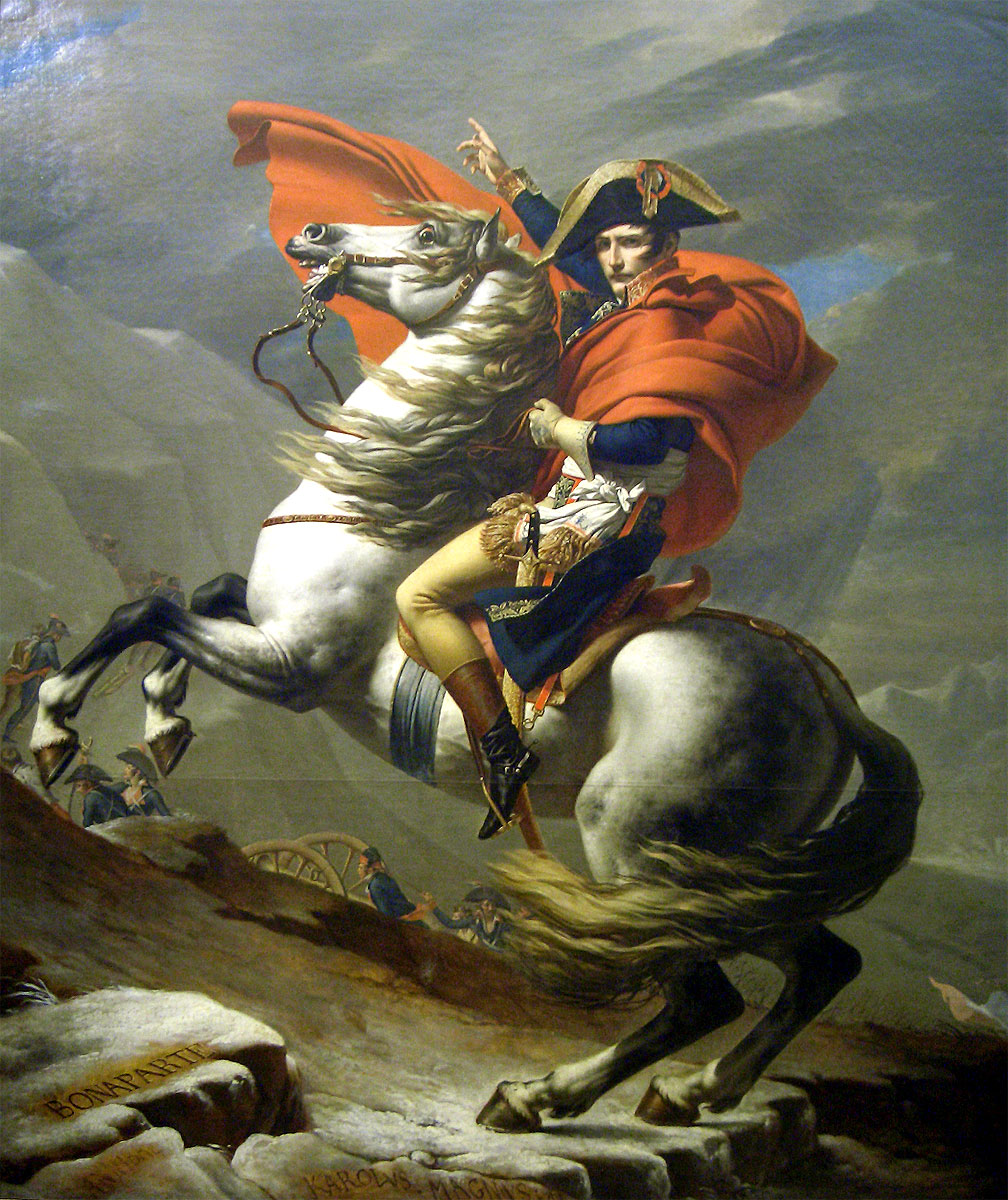
Jacques-Louis David, Bonaparte franchissant le Grand-Saint-Bernard, 1802-1803.

Les collections du musée d'Histoire de l'art, issues notamment des anciennes collections impériales autrichiennes de la dynastie des Habsbourg, rassemblent des œuvres allant de l'Antiquité égyptienne et grecque jusqu'au XVIIIe siècle, dans le domaine des arts décoratifs, et de la peinture.
Au rez de chaussée et à l'entresol, on trouve les collections égyptiennes et proches-orientales, ainsi que les antiquités grecques, étrusques et romaines. À l'entresol sont réunies les sculptures et les arts décoratifs.
Tout le premier étage est consacré à la peinture : l'aile gauche est réservée aux écoles flamande, hollandaise et allemande ; l'aile droite, aux écoles italienne, espagnole et française.
Au deuxième étage, les salles de la galerie annexe (Sekundärgalerie) rassemblent des centaines d'œuvres flamandes, allemandes et italiennes des XVIe et XVIIe siècles.
Dépendent également du musée les collections d'instruments de musique anciens, le musée d'Ephèse et la collection d'armes et d'armures, tous trois situés dans le Neue Burg.

### Antiquités d'Égypte et du Proche-Orient
Les collections égyptiennes et proche orientales comportent 17 000 œuvres au total, dont 4 000 seulement sont exposées. Constituée par les Habsbourg au début du XIXe siècle, la collection égyptienne notamment abrite 12 000 œuvres, comprenant des sarcophages, sculptures et objets du quotidien. Les salles égyptiennes présentent une décoration égyptisante présente depuis l'origine. Les collections se répartissent dans cinq grandes salles et cinq cabinets latéraux. Parmi les œuvres notables :
- Buste du pharaon Thouthmosis III ;
- colonnes papyriformes soutenant le plafond de la Salle I ;
- chambre du culte de Ka-Ni-Nisut ;
- tête funéraire (Ancien Empire) ;
- groupe de statues du dieu Horus et du roi Horemheb ;
- sarcophage de Pa-Di-Aset ;
- statue de Sebek-em-Sauf.

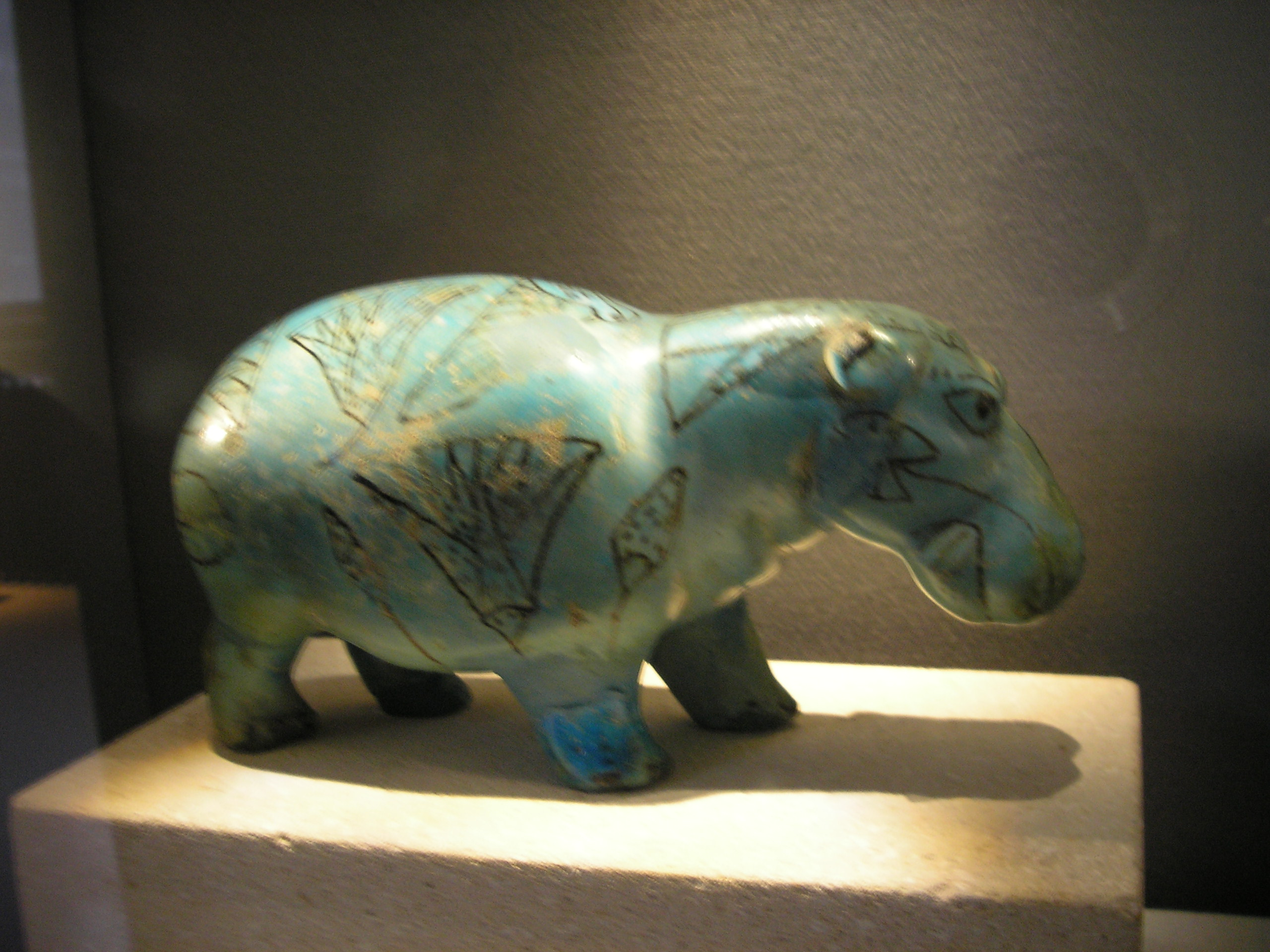
Hippopotame bleu.
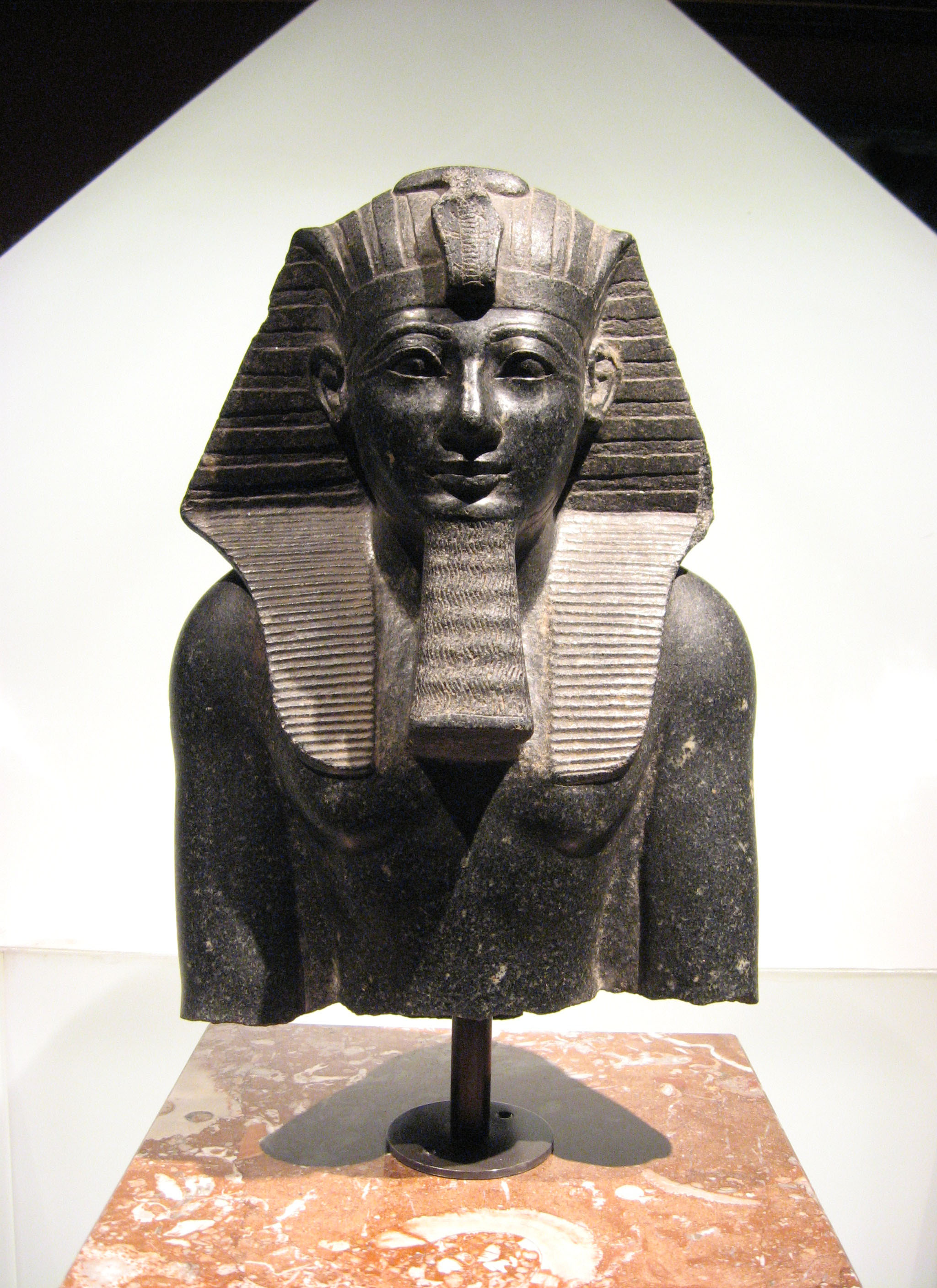
Thouthmosis III.
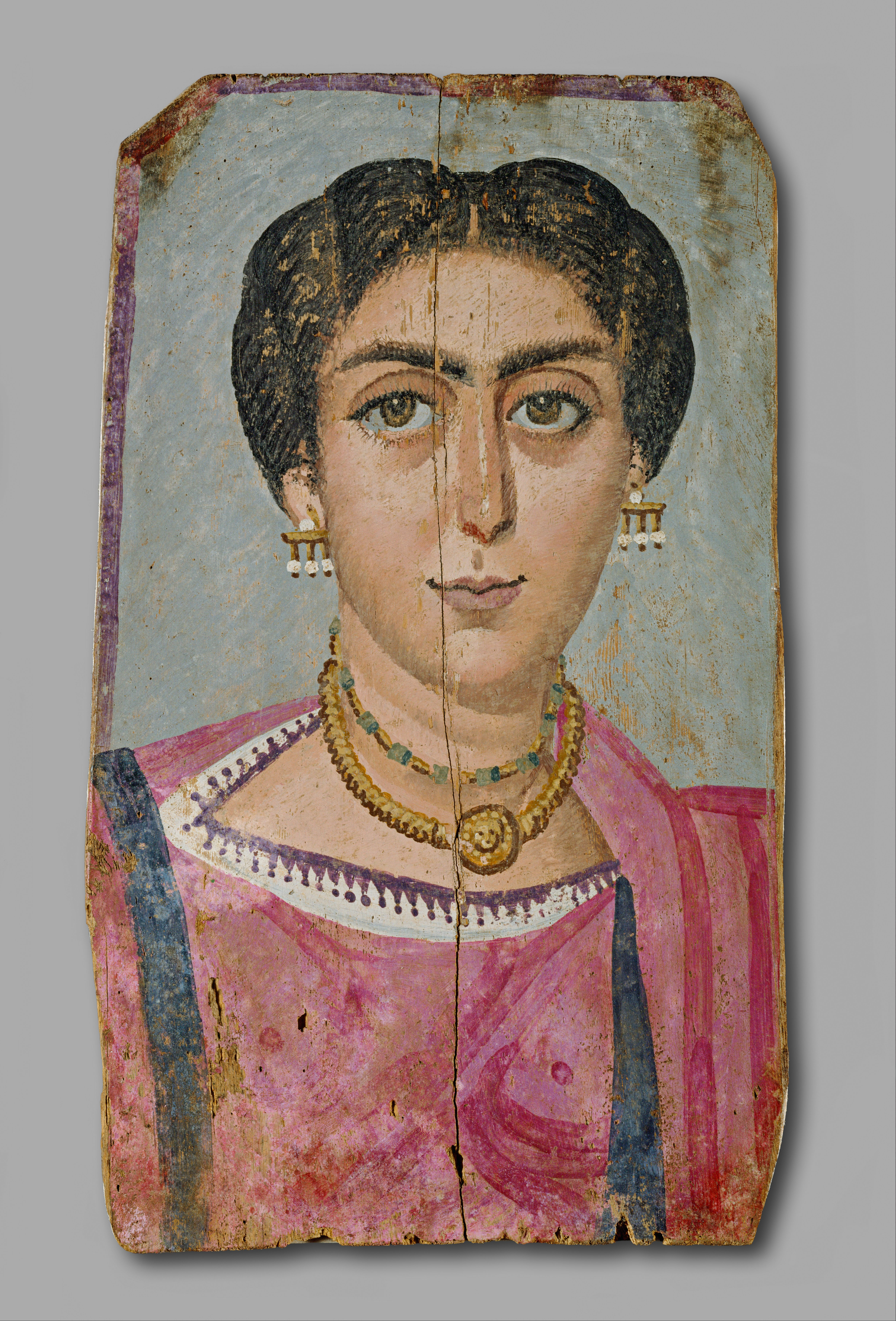
Portrait de femme avec collier et boucles d'oreilles.
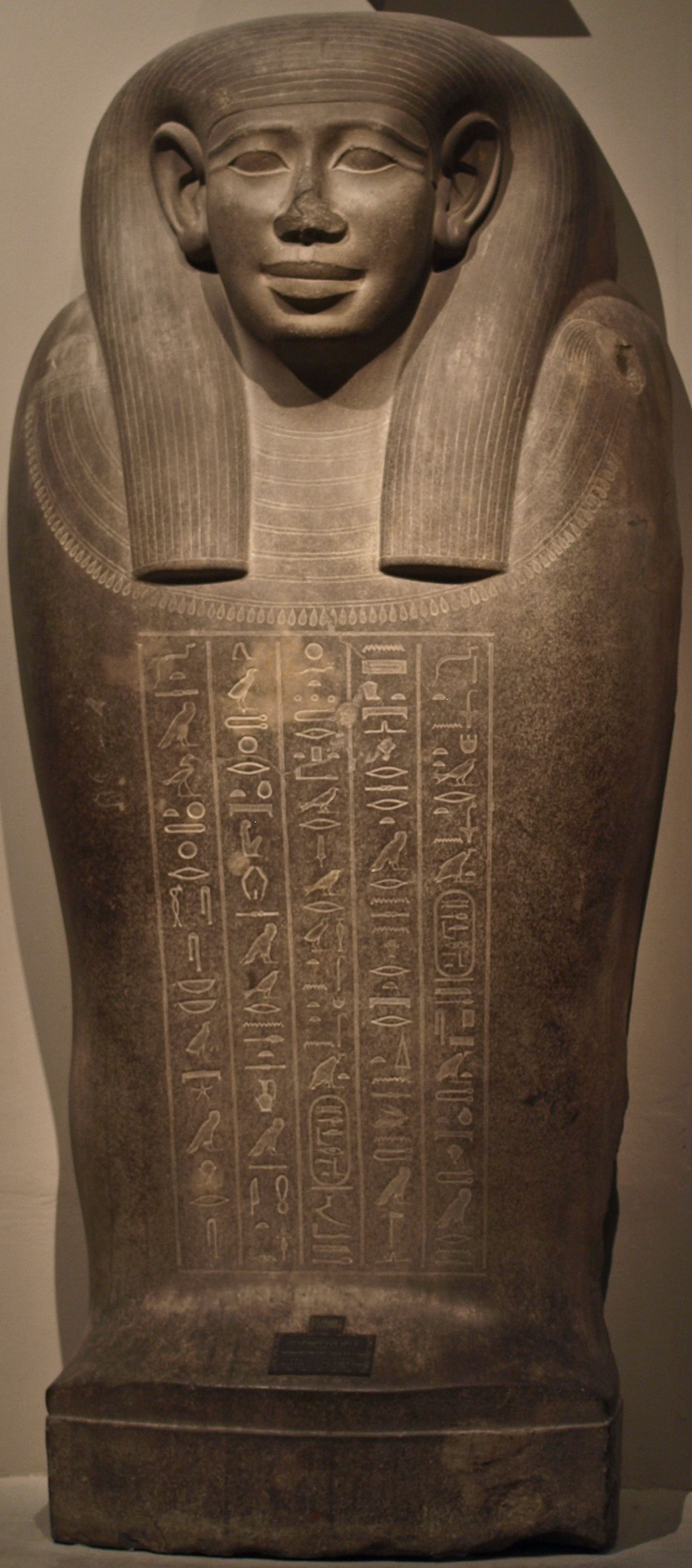
Sarcophage en granit.

### Antiquités grecques et romaines
Les objets de la Collection d'antiquités grecques et romaines couvrent une période de plus de trois millénaires et vont des céramiques de l'âge du bronze de Chypre datant du IIIe millénaire avant J.C. aux découvertes médiévales anciennes. La collection provient presque entièrement des fonds des Habsbourg, qui collectionnaient des antiquités depuis le XVIe siècle. Quelque 2500 objets sont exposés en permanence. Trois domaines principaux en particulier font de cette collection l'une des meilleures du genre : les camées antiques uniques et spectaculaires (presque 3000 au total), dont la célèbre Gemma Augustea, les trésors datant de la période des grandes migrations et du début du Moyen Âge, comme le doré trésor de Nagyszentmiklós, et la collection de vases avec des chefs-d'œuvre tels que la Coupe Brygos.
- La pièce la plus célèbre est sans aucun doute la Gemma Augustea, camée romain en onyx, gravé, qui célèbre les triomphes militaires d'Auguste
- Camée Gemma Claudia ; camée des Ptolémées
- Statue votive d'homme (IVe siècle av. J.-C.), d'époque archaïque
- Artémis de Larnaca (IIe siècle av. J.-C.)
- Mosaïque de Thésée
- Sarcophage des Amazones (IVe siècle av. J.-C.)
- Portrait du Fayoum dite Dame au collier
- Statue en bronze d'Apollon (Ier siècle av. J.-C.)
- Trésor d'Osztrópataka
- Trésor de Nagyszentmiklós

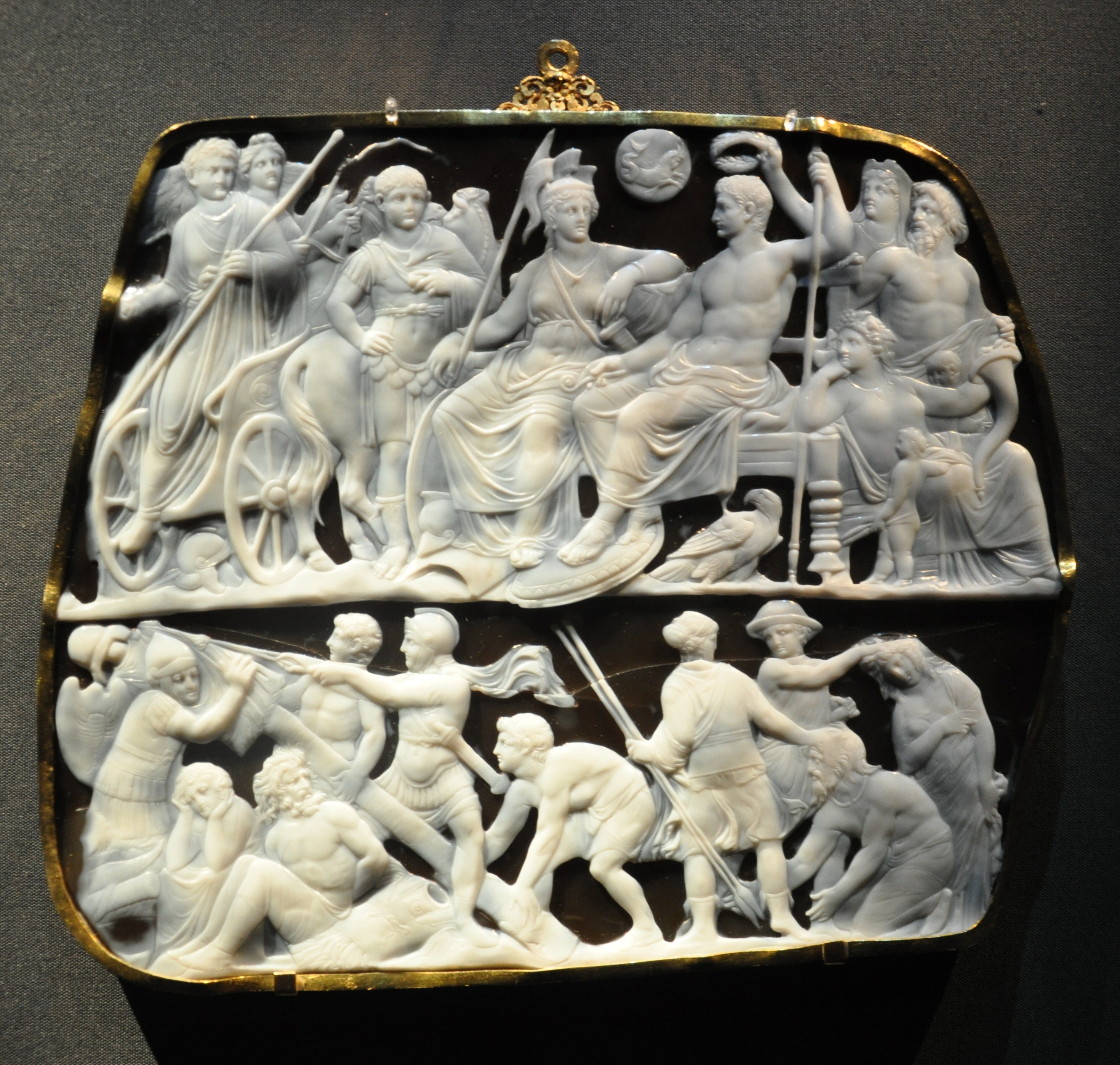
Gemma Augustea
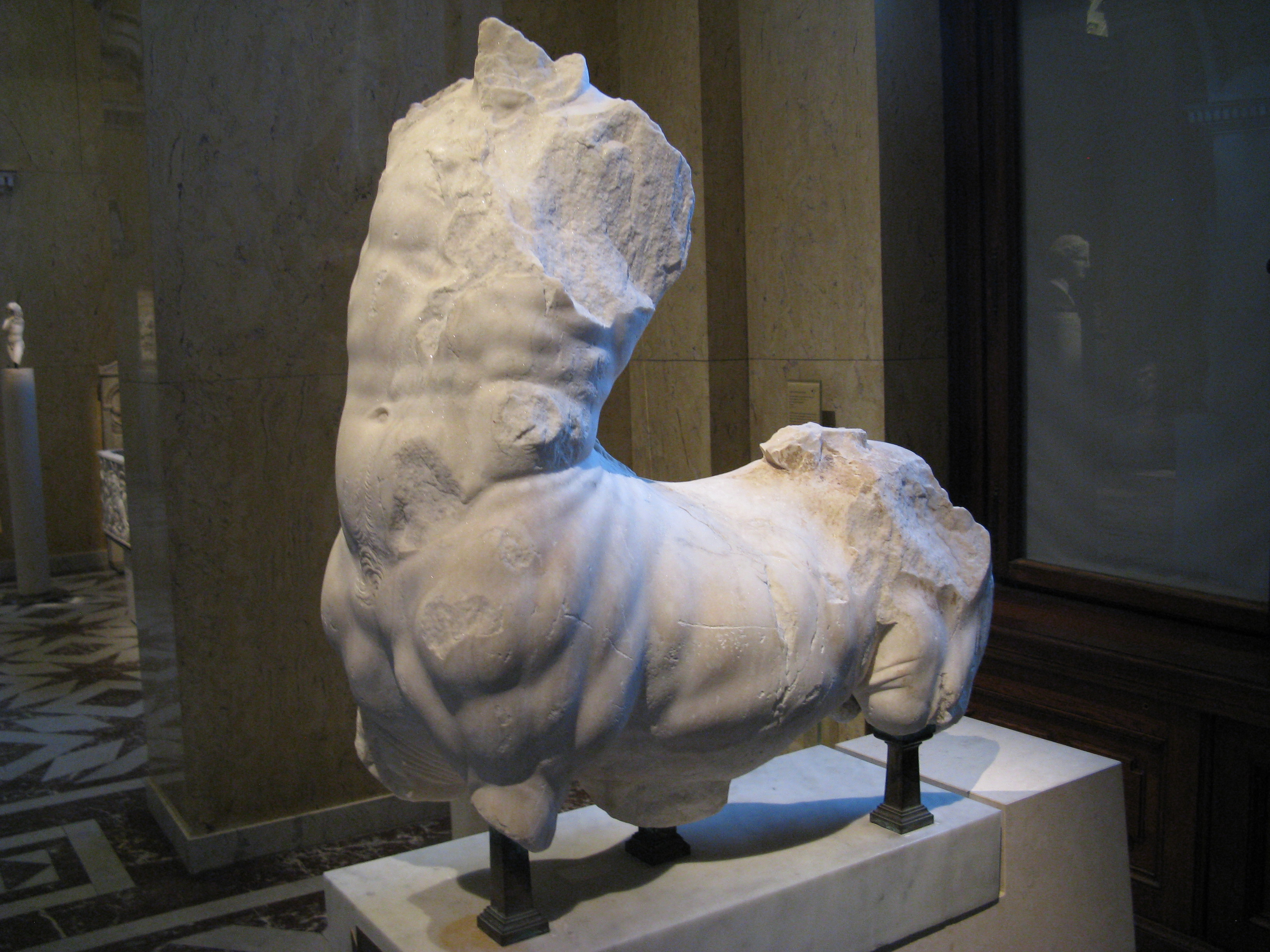
Centaure.
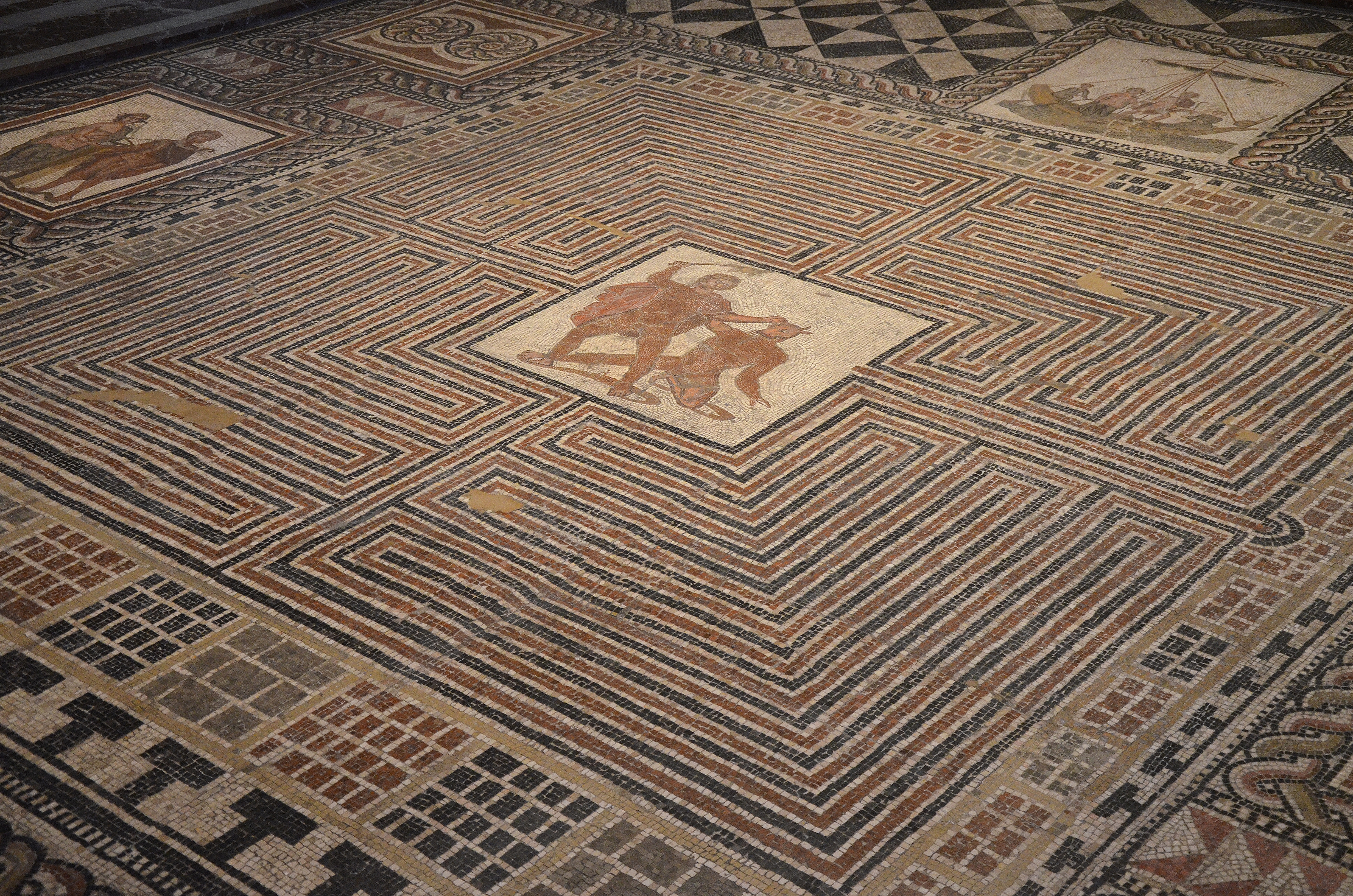
Mosaïque de Thésée.
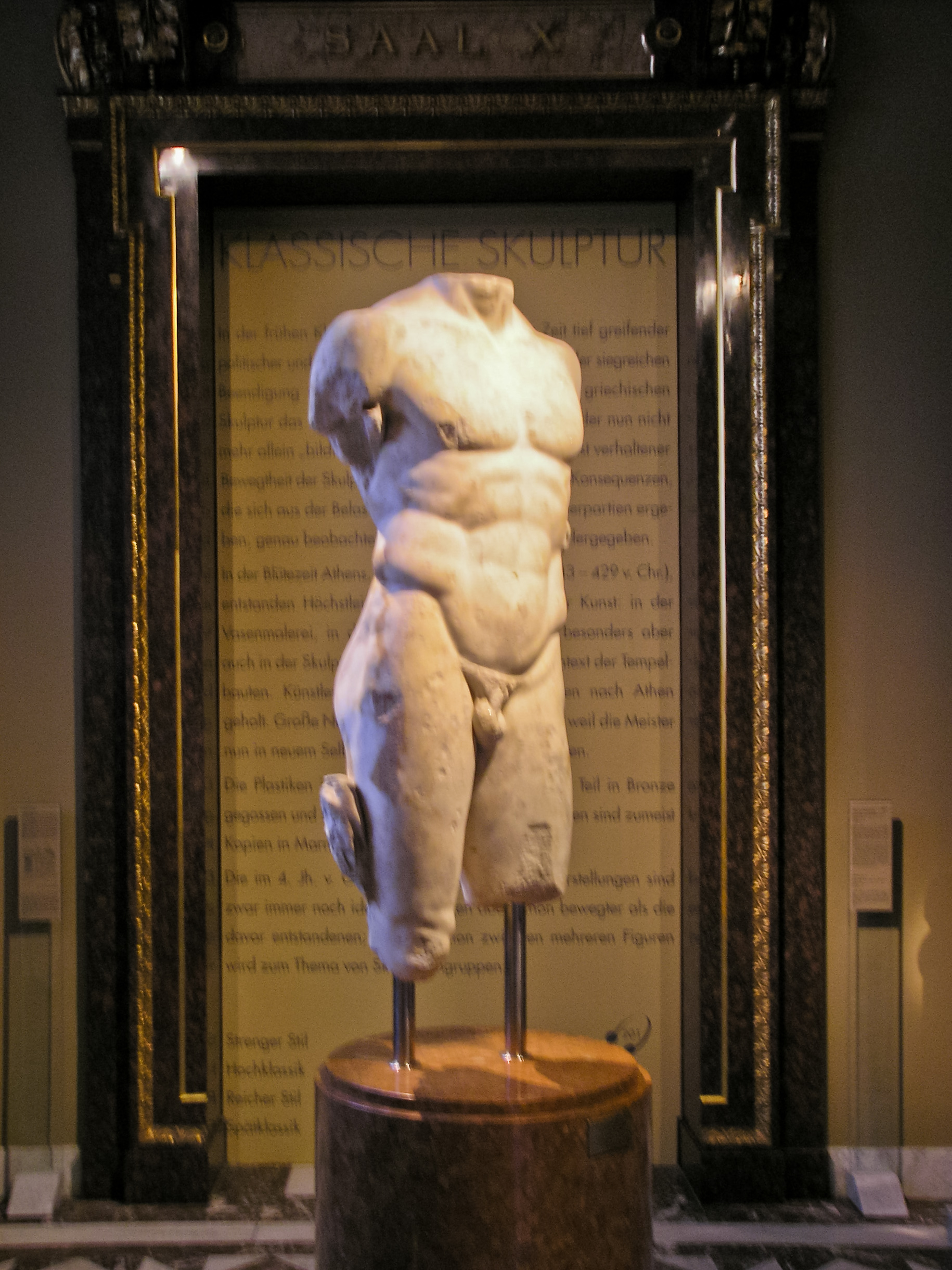
Statue de Dieu grec en marbre.
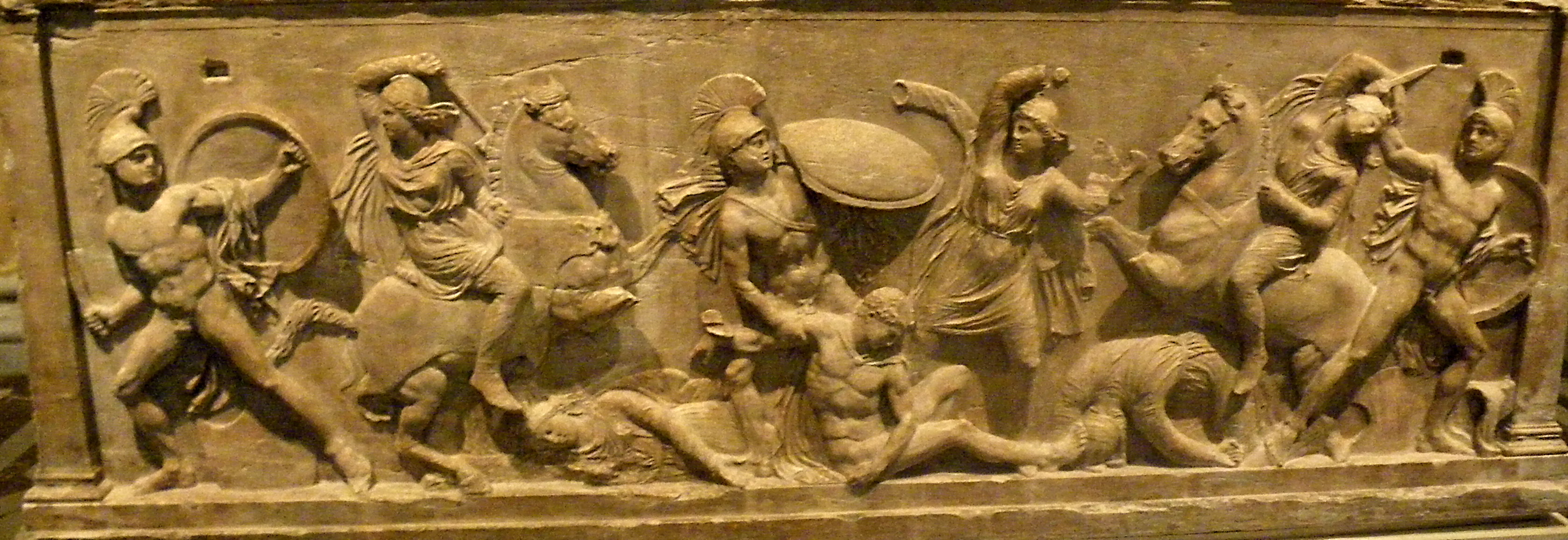
Sarcophage des Amazones.
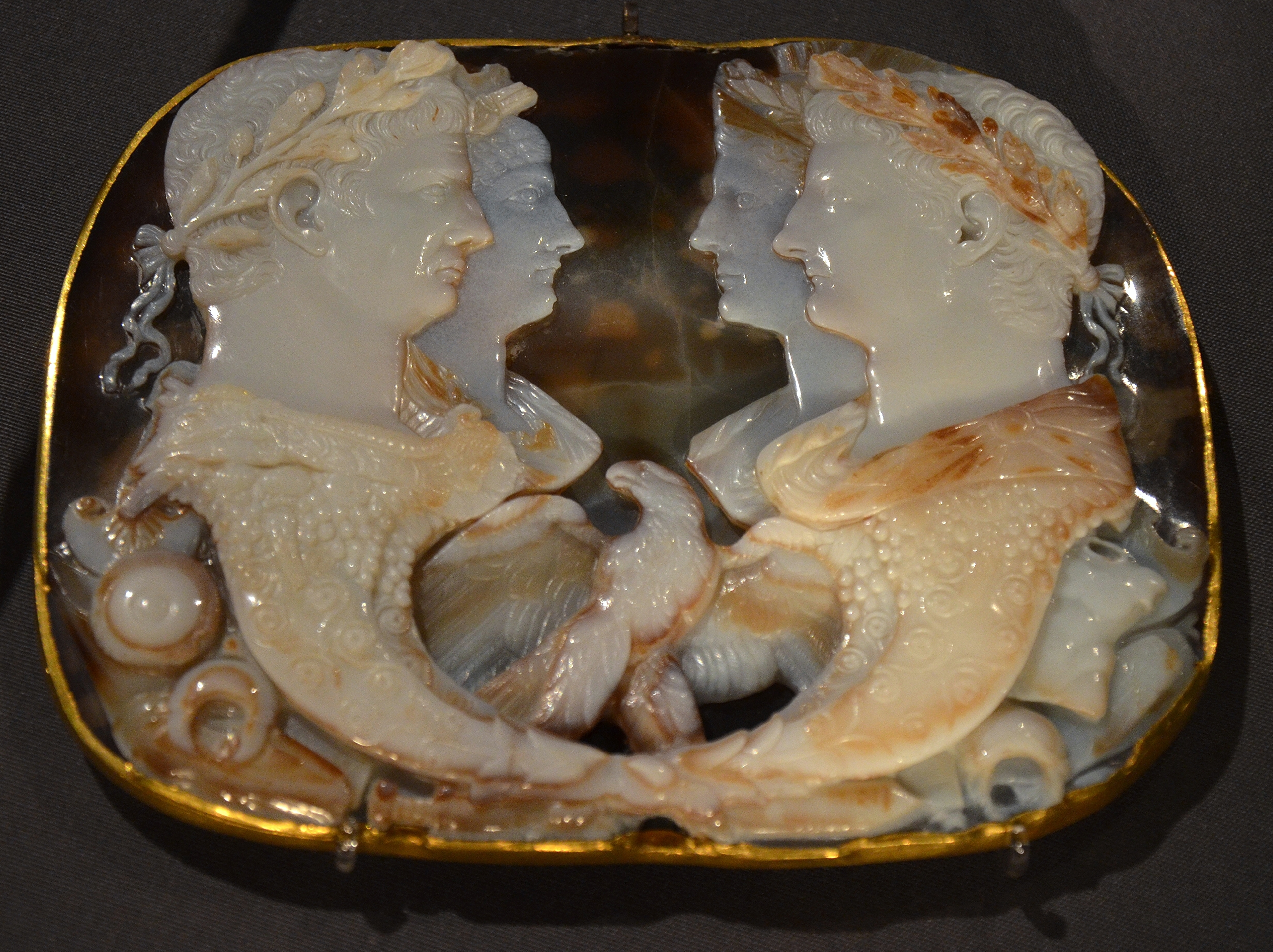
Camée Gemma Claudia.
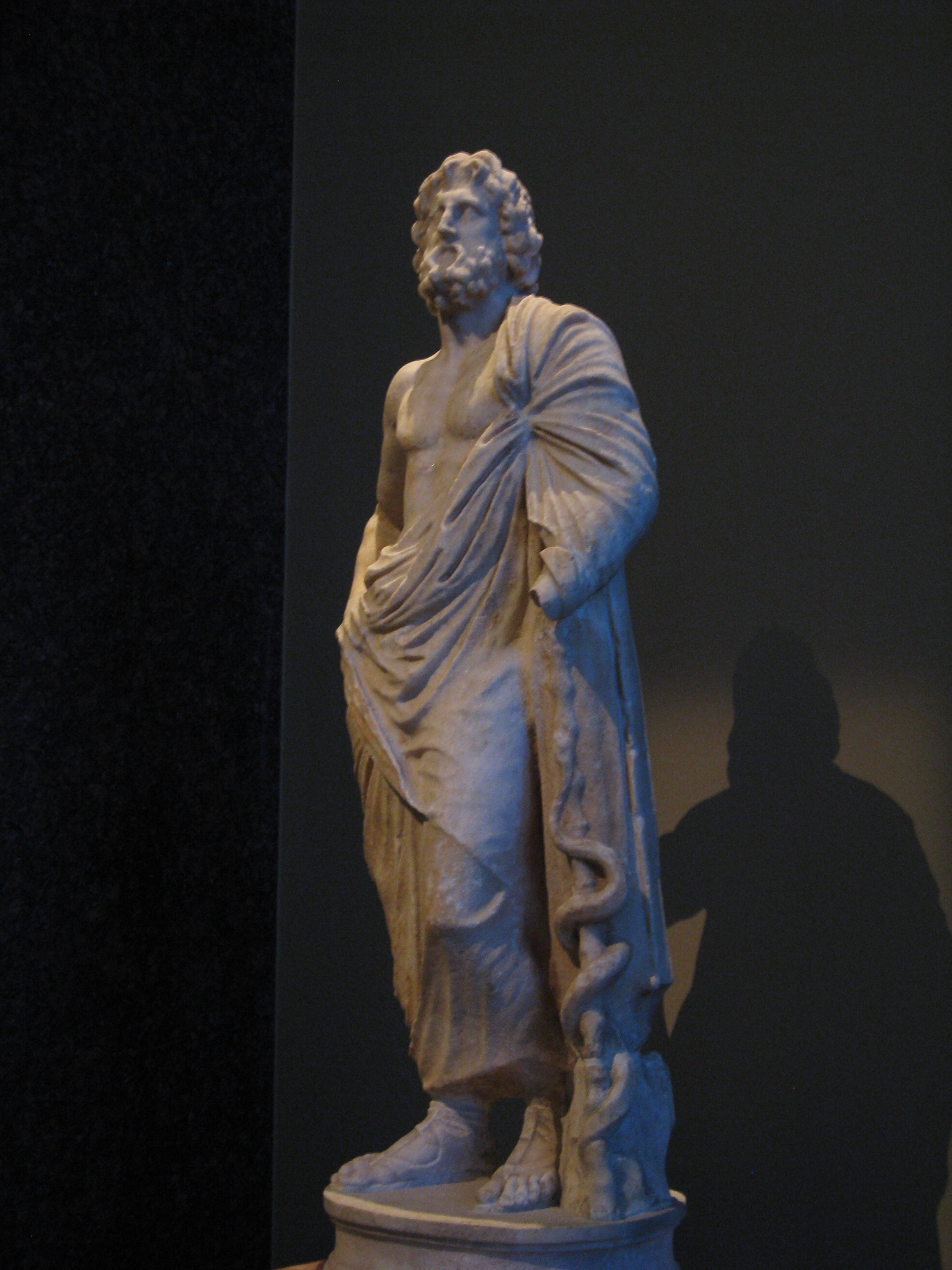
Statue d'Asclepios.

### Kunstkammer (Cabinet d'Art)
La Kunskammer a été rouverte en 2013, dans une aile du rez de chaussée, après de longues années de travaux. Elle est constituée de 2162 objets précieux collectionnés au fil des siècles par les Habsbourg : statuettes, trésors du Saint Empire Romain, bijoux, ivoires, émaux, horloges, instruments scientifiques, curiosités, bustes, sculptures, arts décoratifs européens... Ce cabinet d'Art est l'un des plus importants du monde dans son genre. Il conserve dans 20 salles et 2 700 m2 des objets allant du Moyen Âge, de la Renaissance et du Baroque, jusqu'à l'éclectisme du XIXe siècle. L'œuvre la plus célèbre est sûrement la salière de Cellini, créée au XVIe siècle pour le roi de France François Ier.

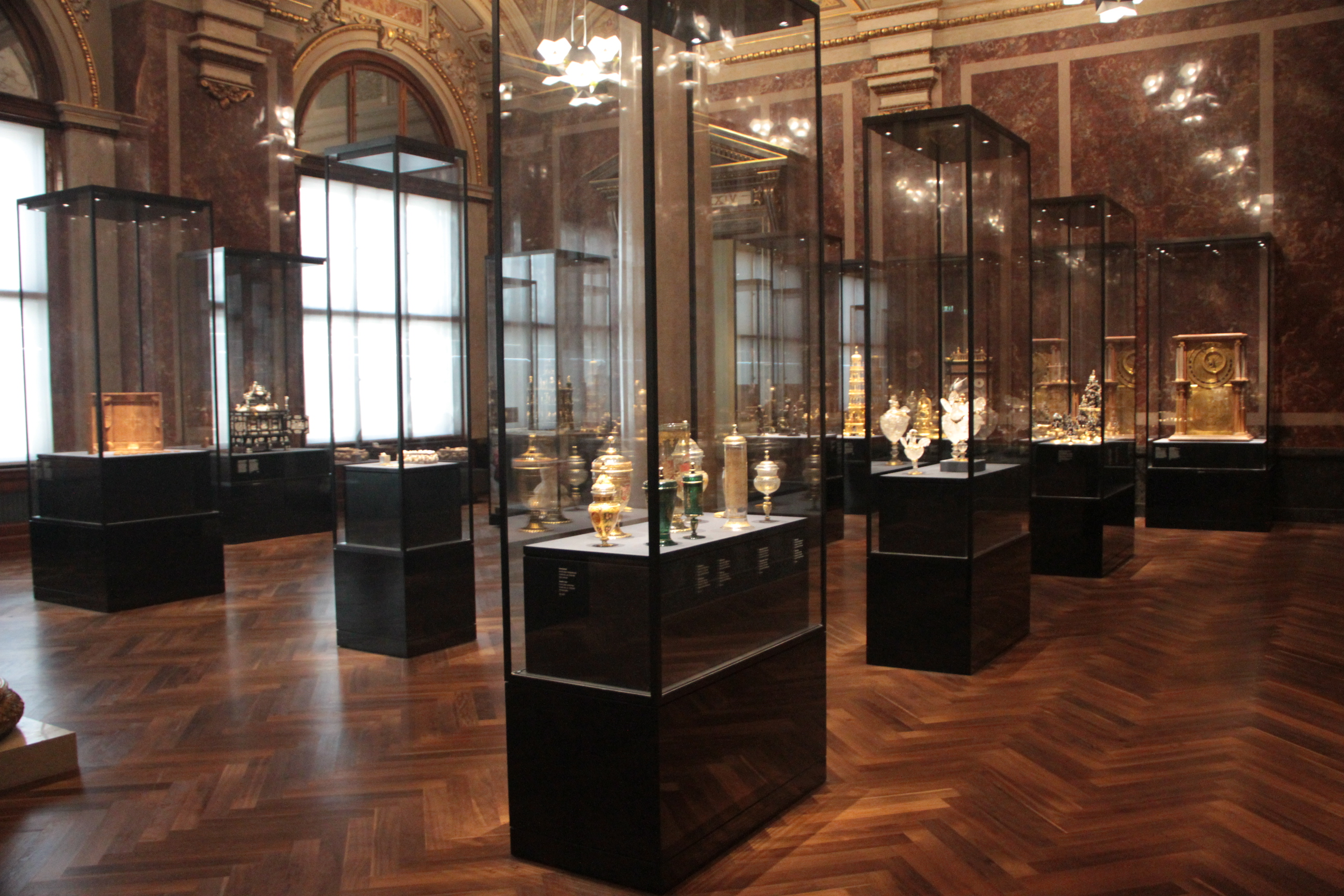
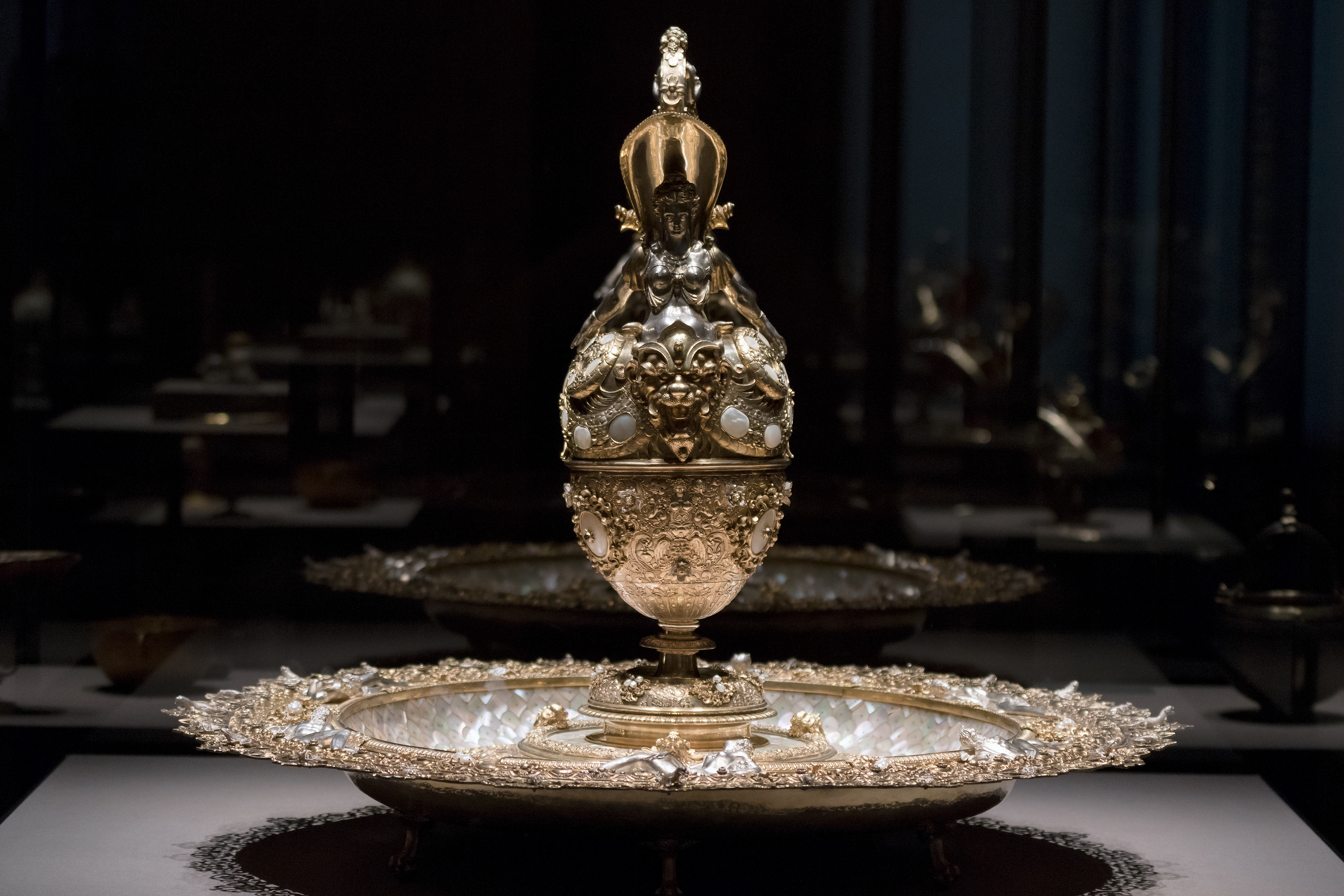
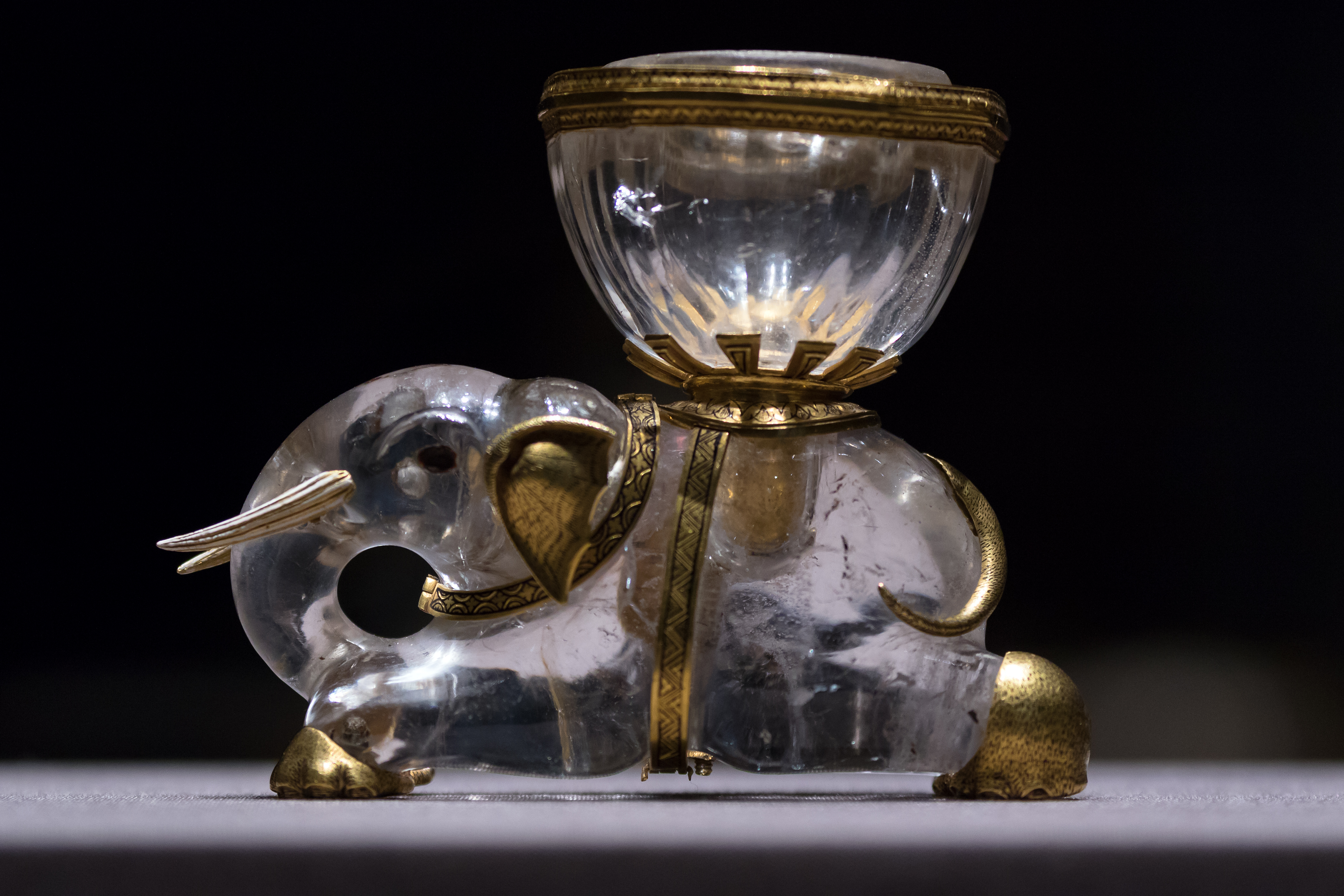
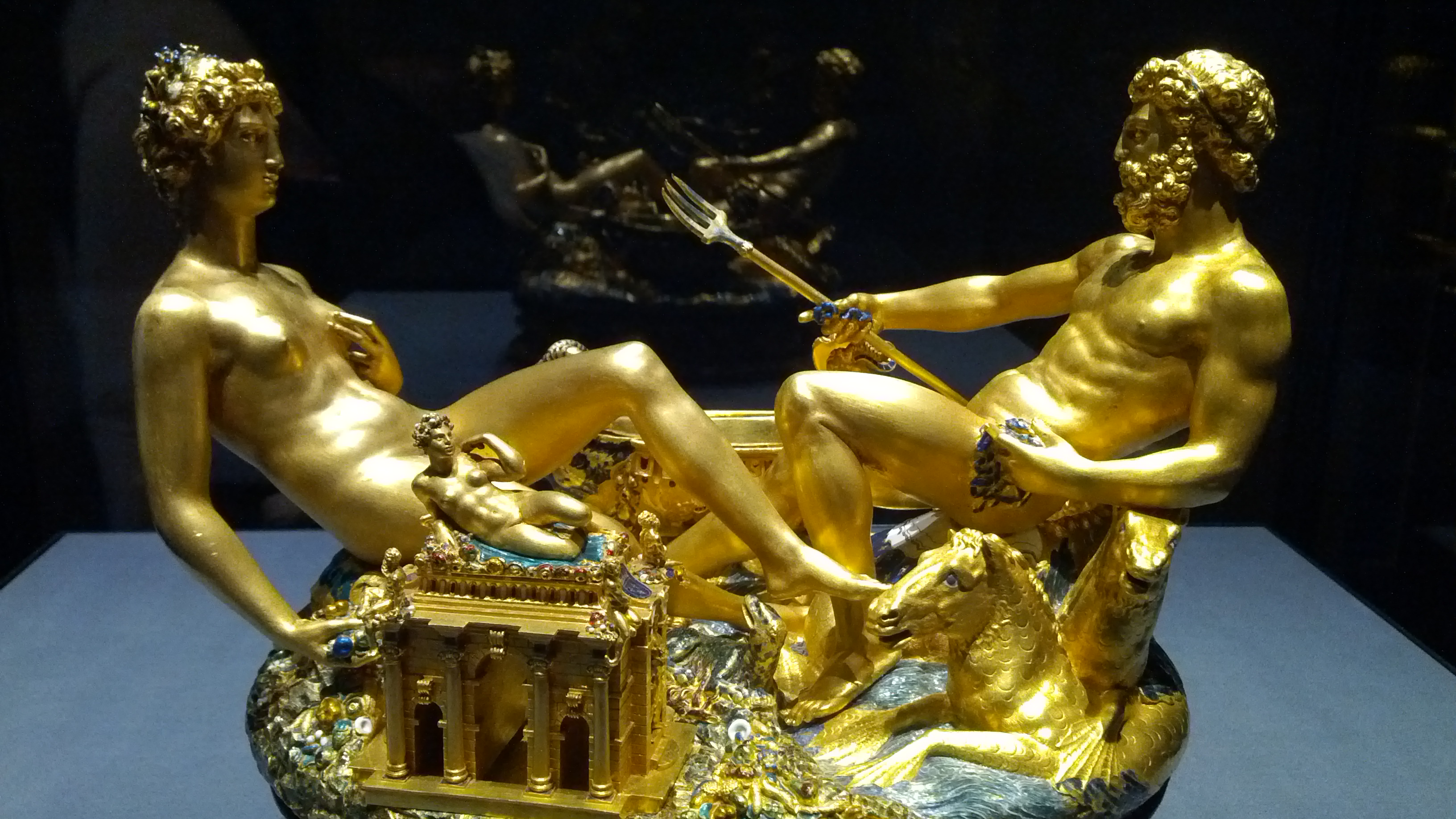
Salière de Cellini.

Quelques œuvres : 
- Aquamanile en forme de griffon (XIIe siècle)
- Salière de Cellini dite Salière de François Ier
- Nef de Charles Quint
- Statue équestre en ivoire de Joseph Ier
- Buste de l'Empereur Rodolphe II
- Buste de l'Archiduchesse Marie Antoinette à 15 ans par Lemoyne
- Buste d'Isabelle d'Aragon (1488, Francesco Laurana)
- Bacchus et Ariane (1505, Tullio Lombardo)
- Couronne de Skanderbeg
- Camées impériaux (Louis Sirieys)

### Le cabinet des monnaies
Le cabinet numismatique remonte aux Habsbourg, qui ont commencé à amasser des monnaies (notamment antiques) dès le début du XVIe siècle. Aux immenses collections des Habsbourg se sont ajoutés par la suite des donations, achats... En 1875, le fonds comptait déjà 130 000 pièces environ (monnaies ou médailles). Aujourd'hui riche de 700 000 pièces de toutes les époques, cette collection numismatique est l'une des cinq plus importantes du monde. La collection contient non seulement des pièces de monnaie, mais aussi du papier-monnaie, des médaillons, des commandes, etc. Quelque 2 000 objets sont visibles dans les trois salles abritant l'exposition permanente, qui ne représentent qu'une petite partie du patrimoine.

## Peintures
La galerie de peintures du Kunsthistorisches Museum est issue des collections d'art de la Maison des Habsbourg et est aujourd'hui l'une des plus grandes et des plus importantes de ce genre au monde. Elle présente plus de 800 tableaux, une grande partie des œuvres provient de la galerie du Stallburg, collection constituée par l'archiduc Léopold Wilhelm lorsqu'il vivait à Bruxelles.

### La Renaissance dans les pays d'Europe du Nord

#### Flandres et Pays Bas
- Pieter Brueghel l'Ancien : le musée possède la plus grande collection au monde d'œuvres de Pieter Brueghel l'Ancien (17 sur les 45 existant au monde) : 
  - La Tour de Babel
  - Chasseurs dans la neige
  - Le Cycle des mois : janvier ; février ou mars ; octobre ou novembre
  - Le Combat de Carnaval et Carême
  - Le Repas de noce 
  - Les Jeux d'enfants
  - La Rentrée des troupeaux
  - La Danse des paysans
  - Le Paysan et le voleur de nid
  - La Journée sombre
  - Le Massacre des innocents
  - Le Suicide de Saül
  - La Conversion de St Paul
  - Le Portement de croix
- Jérôme Bosch : Le Portement de croix
- Hugo van der Goes : 
  - Le Péché originel
  - Lamentation sur le Christ mort
- Hans Memling : Triptyque de la Vierge au Trône (ou retable de Saint Jean)
- Joachim Patinier :
  - Le Baptême du Christ
  - Le Miracle de la roue de sainte Catherine
  - La Bataille de Pavie
- Frans Pourbus le Jeune :
  - Portrait de Vincent Ier de Gonzague, duc de Mantoue
  - Portrait d'Éléonore de Médicis, duchesse de Mantoue
- Jan Van Eyck : 
  - Portrait du cardinal Niccolo Albergati
  - Portrait de Jan de Leeuw
- Van der Weyden : Triptyque de la Crucifixion

Renaissance en Flandres et Pays-Bas
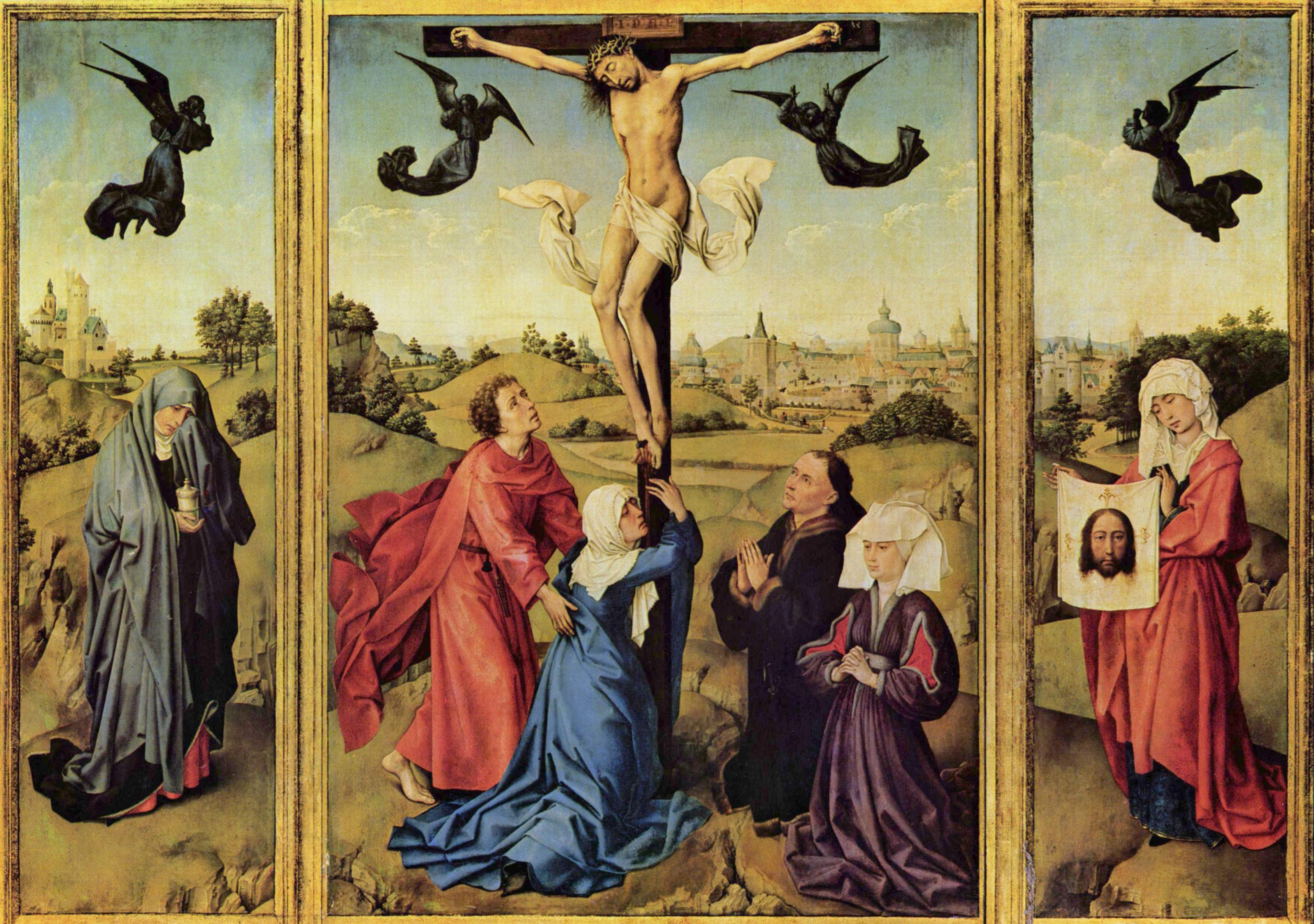
Rogier van der Weyden (vers 1400-1464), Crucifixion, 1440-1445.
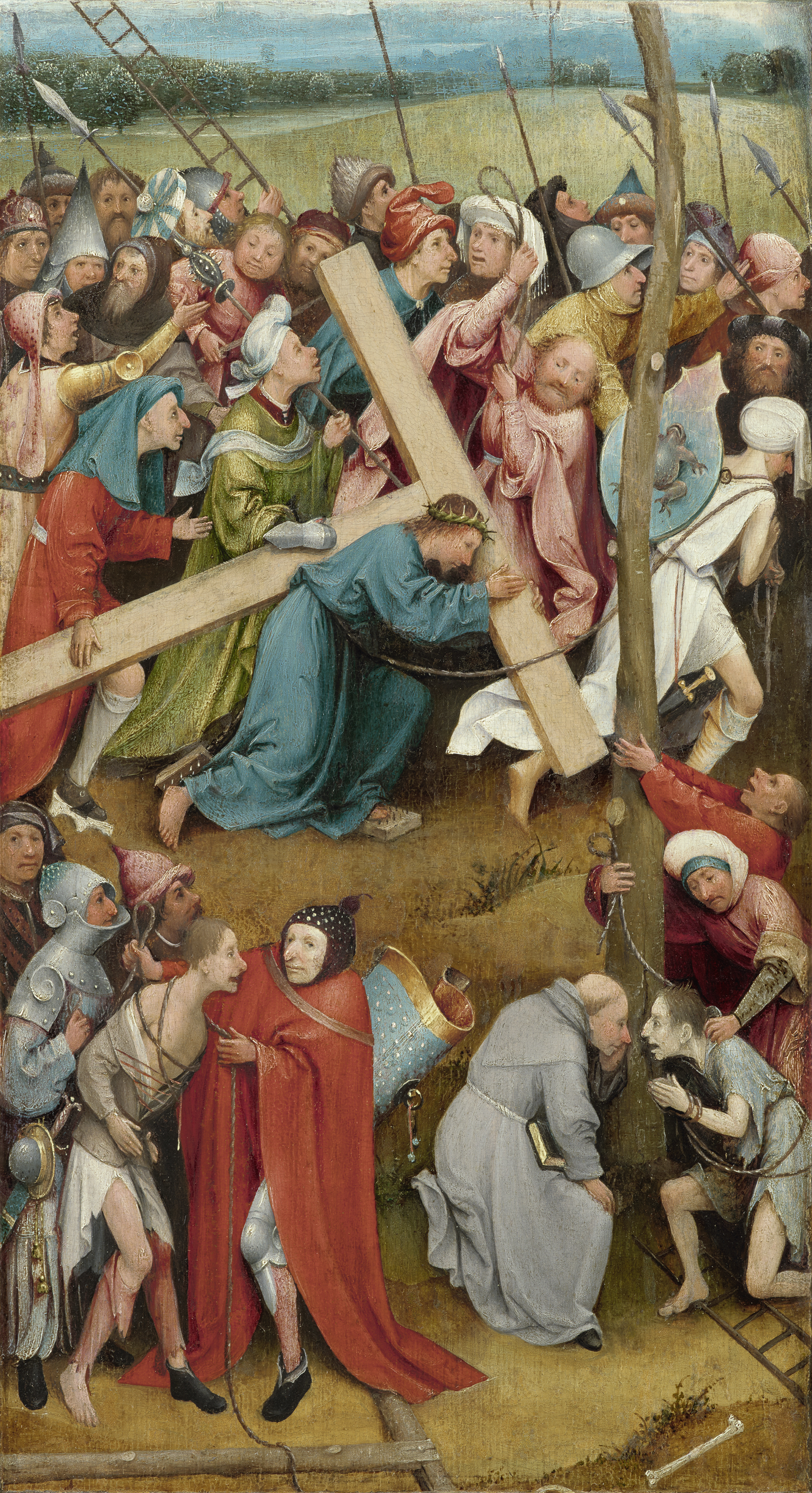
Jérôme Bosch - (1450-1516), Le Portement de croix, 1490-1500.
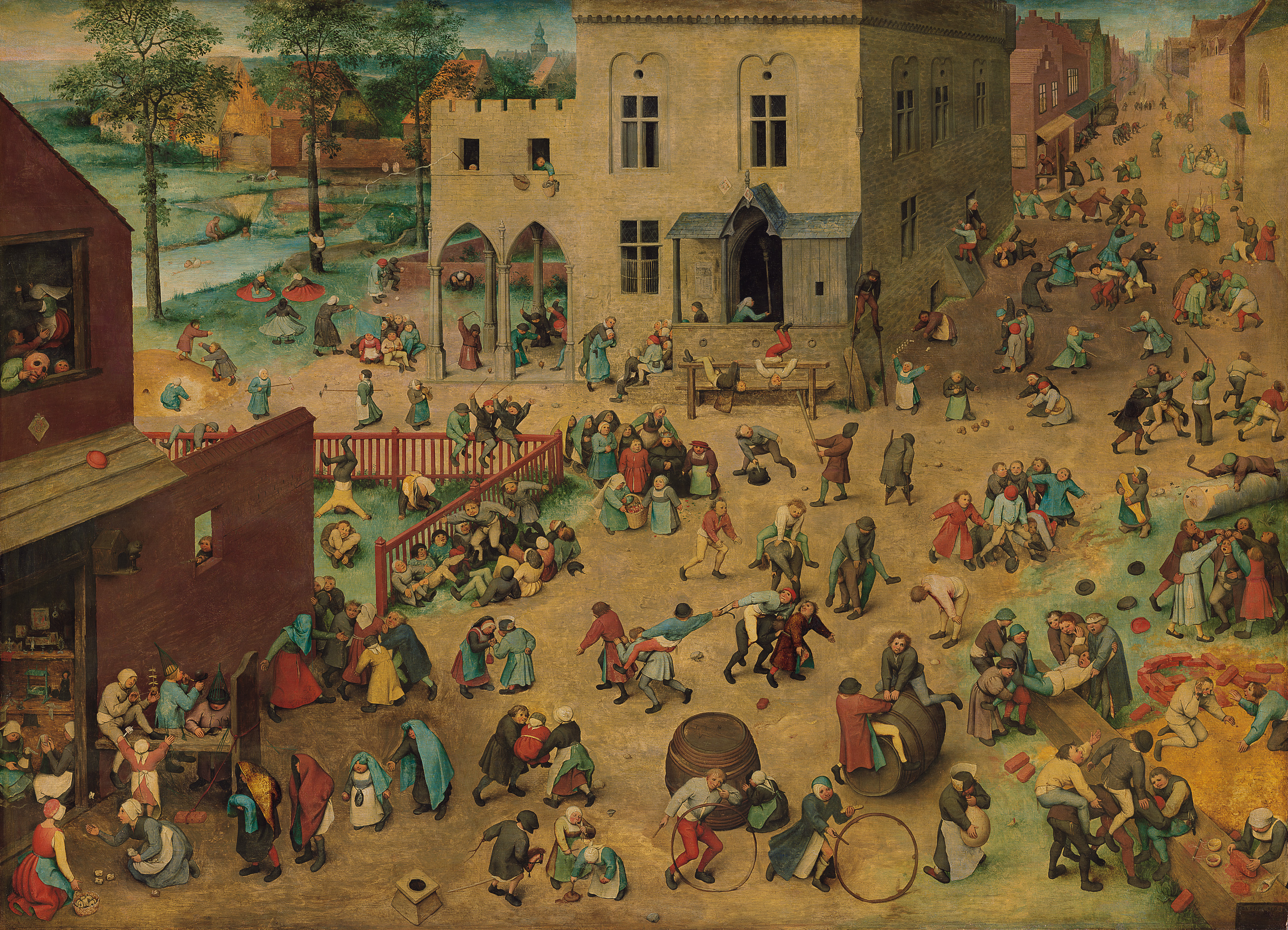
Pieter Brueghel l'Ancien (1525-1569), Les Jeux d'enfants, 1560.
Pieter Brueghel l'Ancien(1525-1569), La Tour de Babel, 1563.
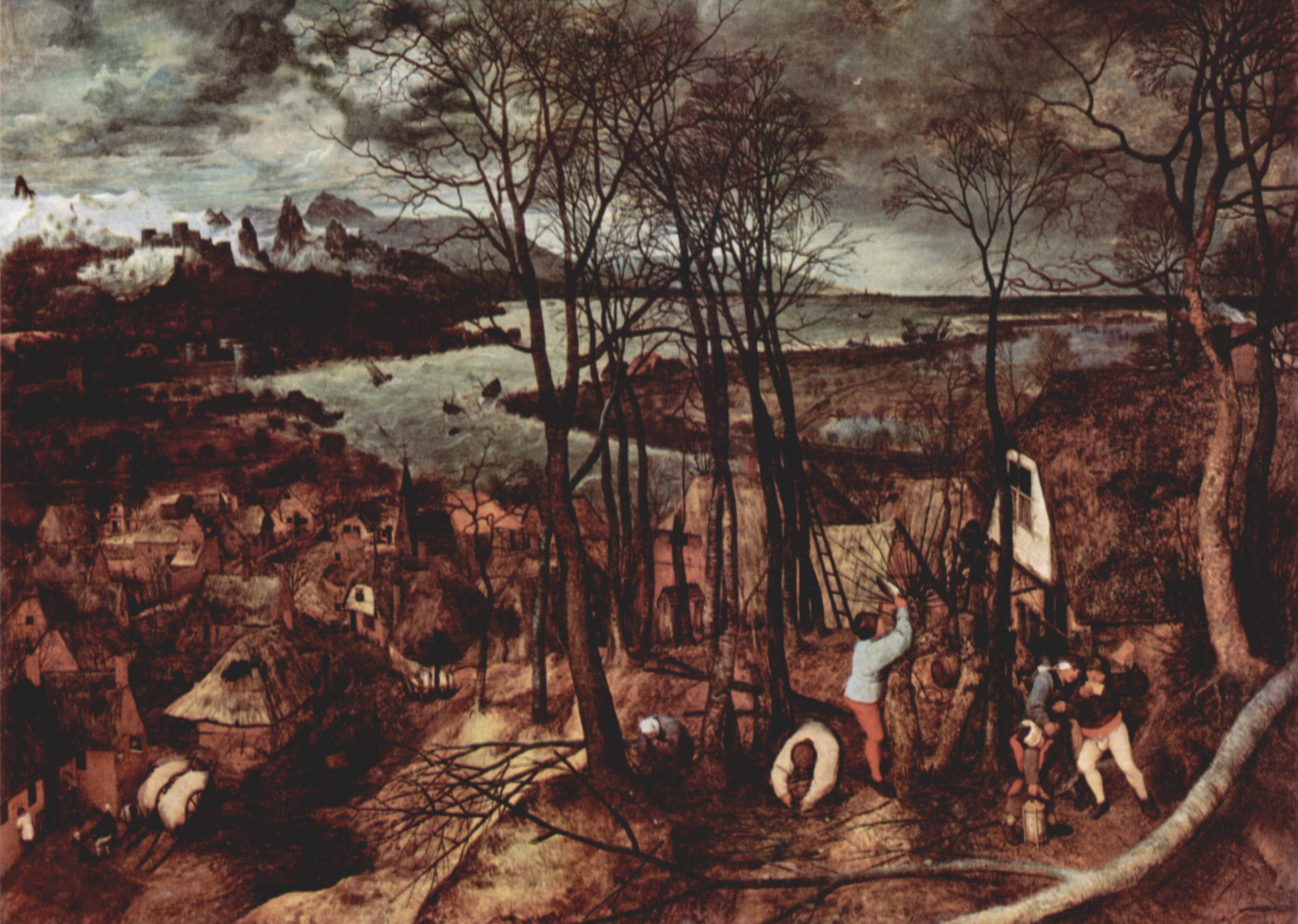
Pieter Brueghel l'Ancien (1525-1569), Le Cycle des mois : février ou mars, 1565.
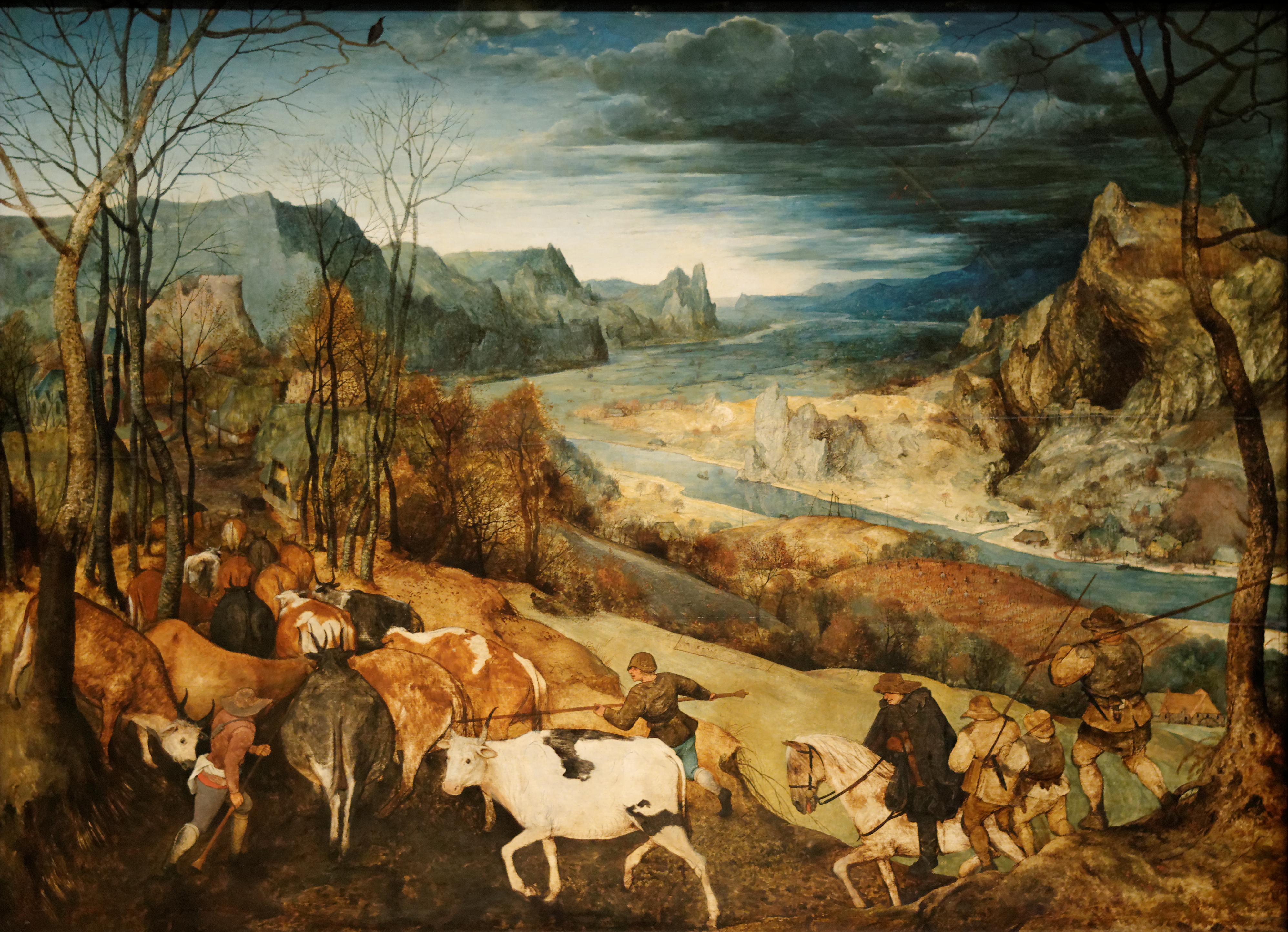
Pieter Brueghel l'Ancien (1525-1569), Le Cycle des mois : octobre ou novembre, 1565.
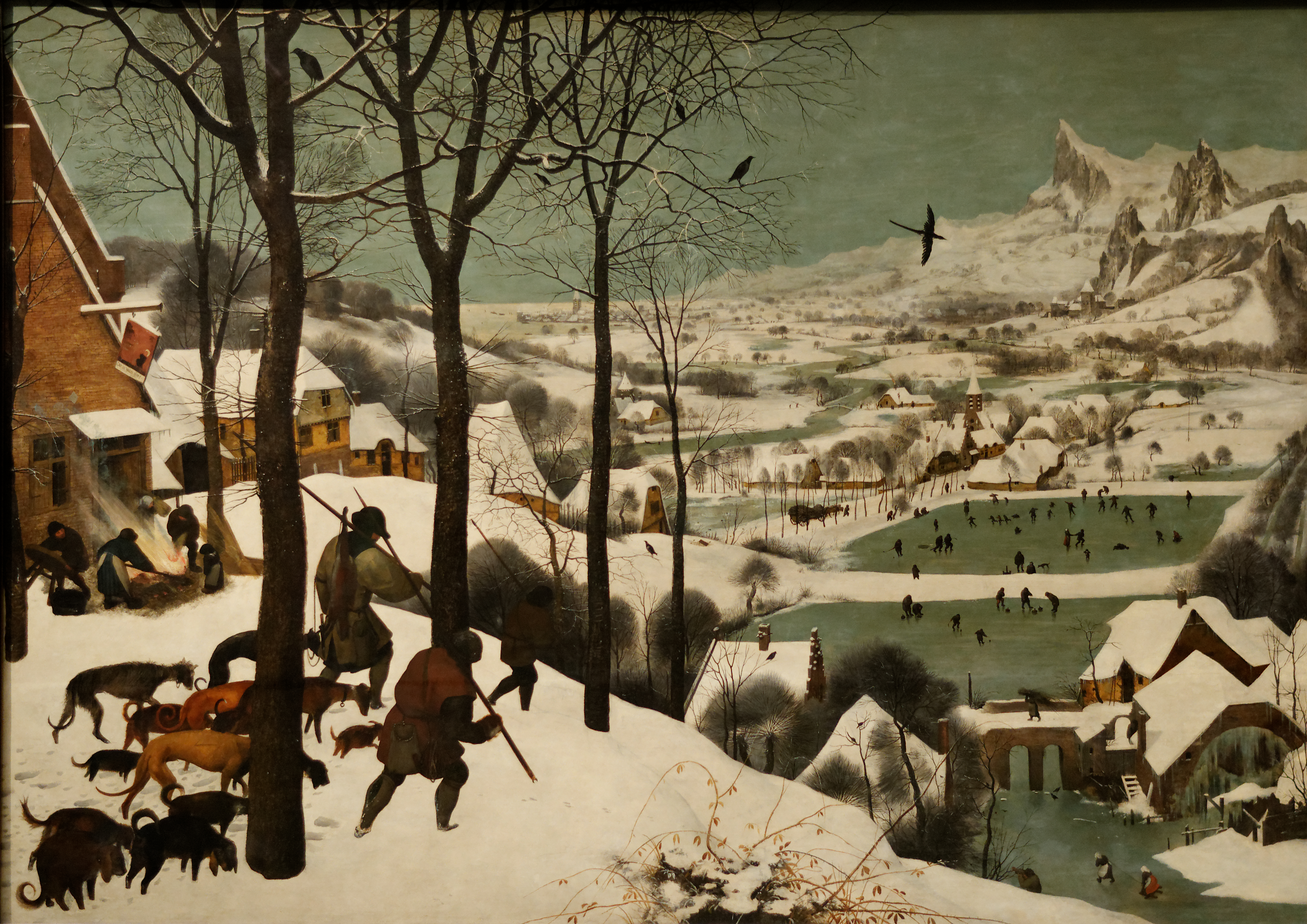
Pieter Brueghel l'Ancien (1525-1569), Le Cycle des mois : janvier, 1565.
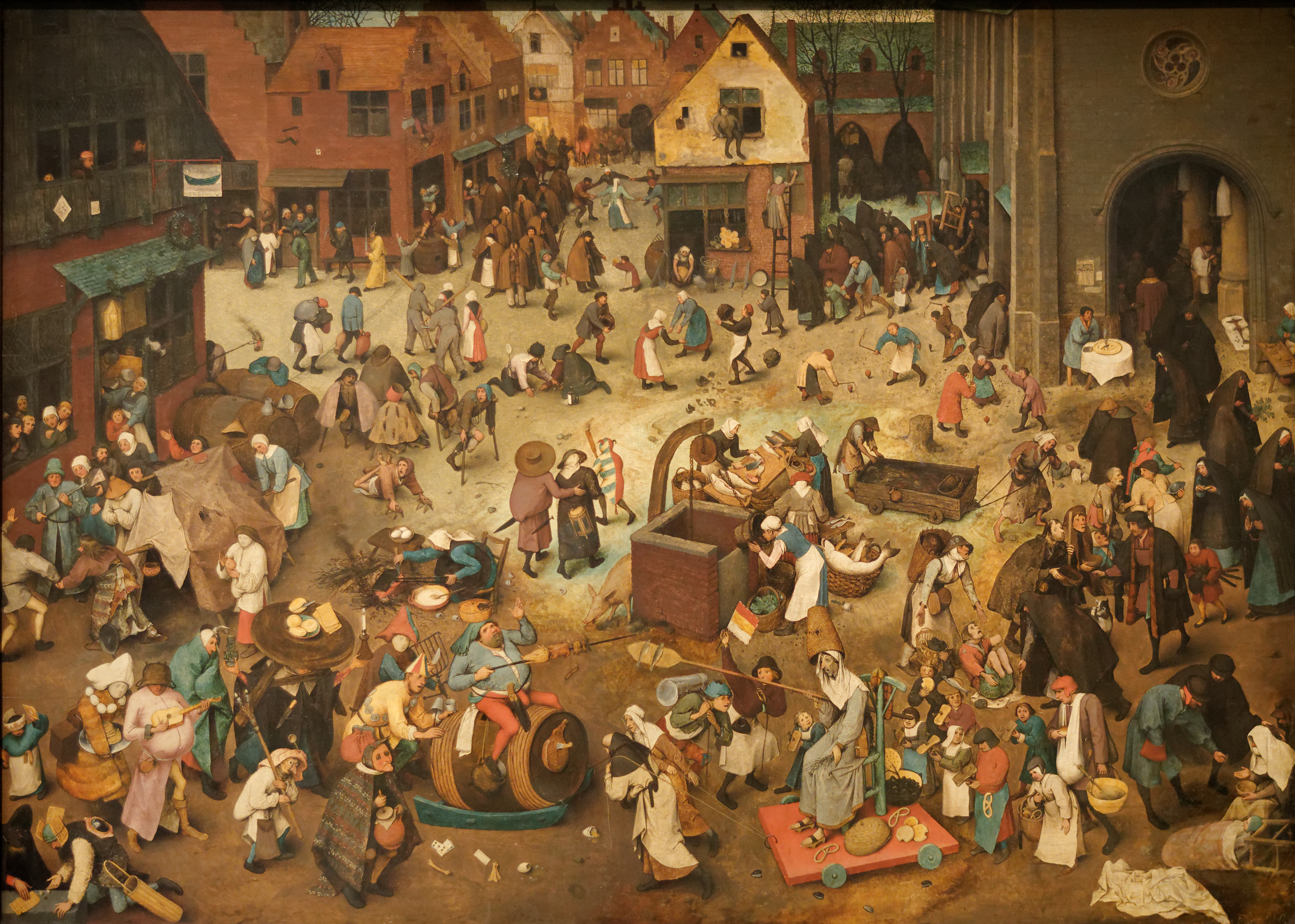
Le Combat de Carnaval et Carême, Pieter Brueghel l'Ancien.
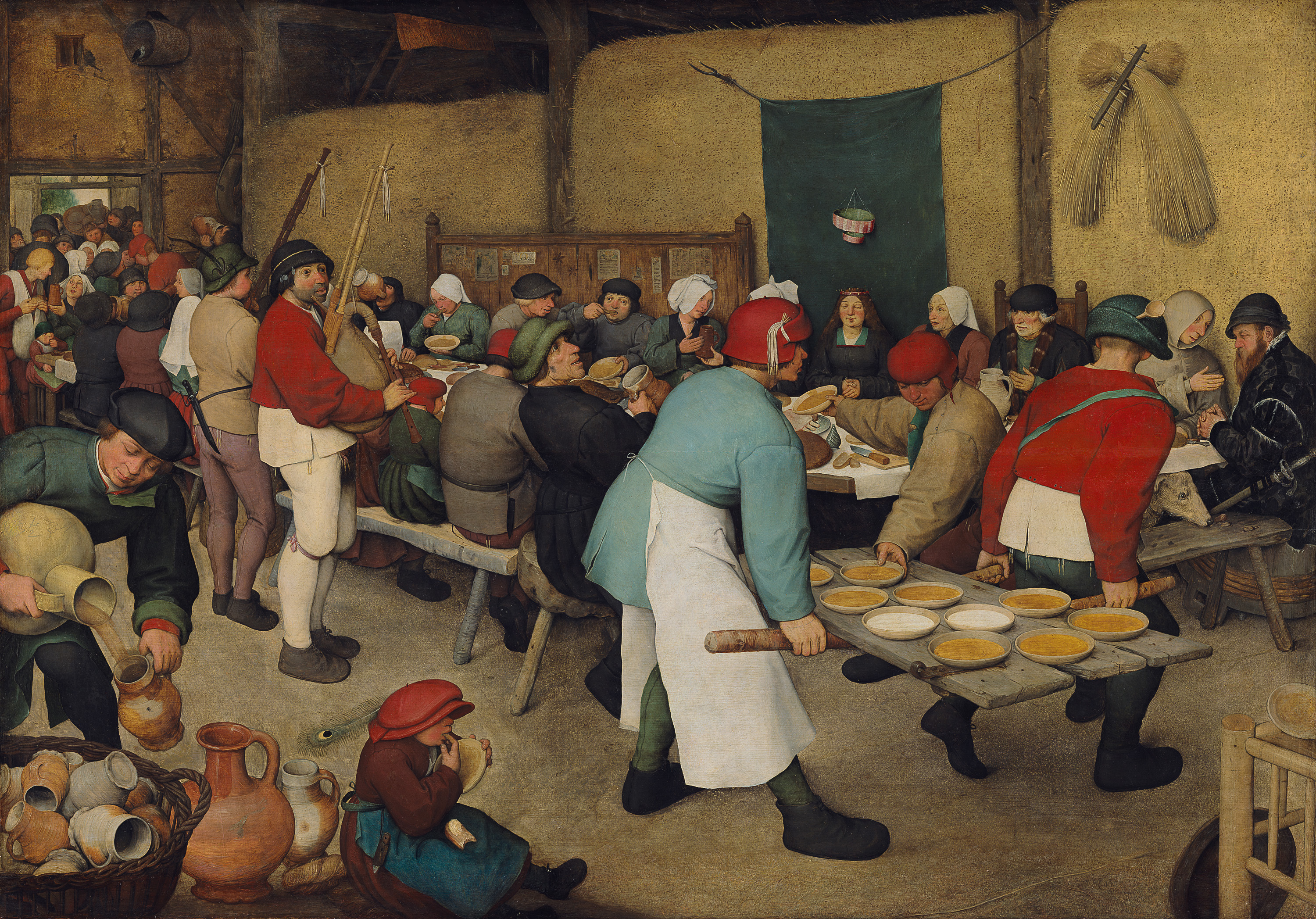
Le Repas de noces, de Pieter Brueghel l'Ancien.

#### Allemagne
- Altdorfer : 
  - La Nativité
  - Sainte Famille avec les saints Agapit et Laurent
  - Vierge à l'Enfant
  - La Mise au Tombeau
  - La Résurrection du Christ
- Cranach l'Ancien : 
  - Le Paradis
  - Judith avec la tête d'Holopherne
  - L'Electeur Auguste de Saxe
  - Les princesses Sybille, Emilie et Sidoine de Saxe
  - Chasse au cerf de l'électeur Frédéric le Sage
  - Le Festin d'Hérode
  - Crucifixion
- Dürer : 
  - Portrait de Johann Kleberger
  - Martyre des dix mille chrétiens
  - Portrait de l'Empereur Maximilien Ier
  - Portrait d'une jeune femme vénitienne
  - L'Avarice
  - Adoration de la Sainte Trinité
  - Vierge à l'Enfant avec une poire
- Holbein le Jeune : 
  - Portrait de Jane Seymour, reine d'Angleterre
  - Le Docteur John Chambers
- Holbein l'Ancien : Portrait d'un jeune marchand
- Baldung : 
  - Les Trois Âges de la Vie et la Mort
  - Portrait d'un jeune homme
  - Repos pendant la Fuite en Égypte
- Schongauer : Sainte Famille

Renaissance en Allemagne
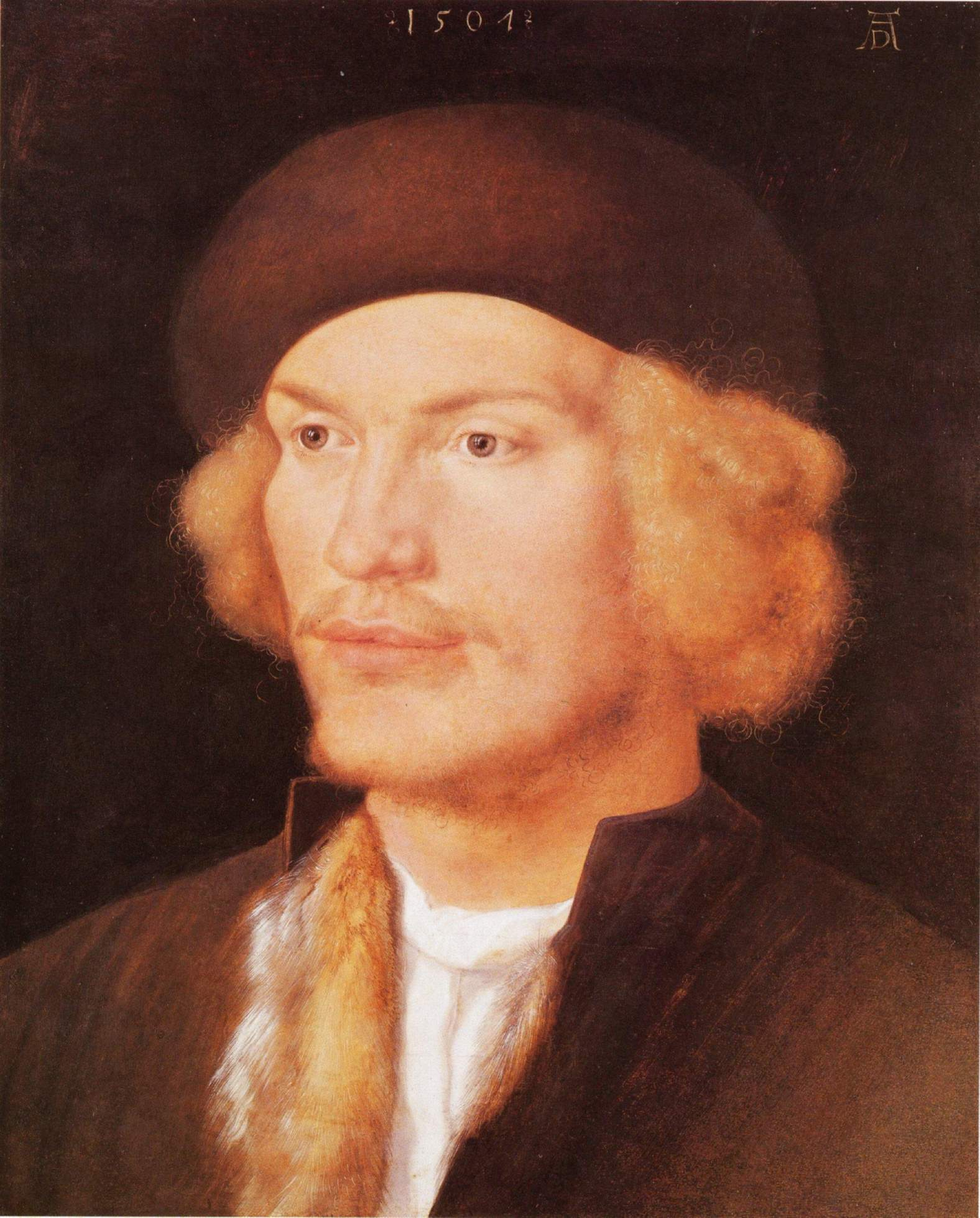
Albrecht Dürer (1471-1528), Portrait d'un jeune homme, 1507.
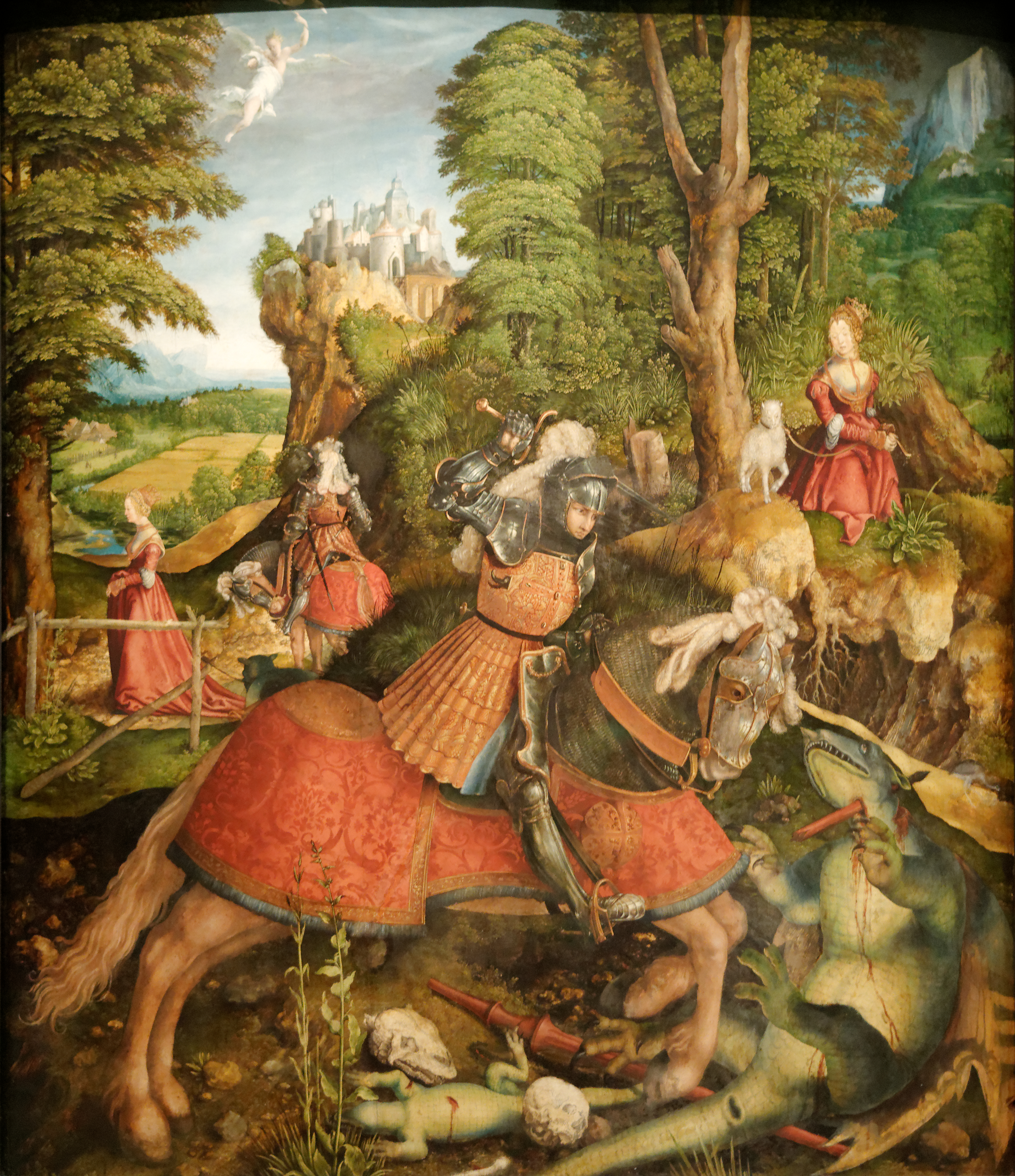
Leonhard Beck, (vers 1480-1542), Saint Georges et le dragon.
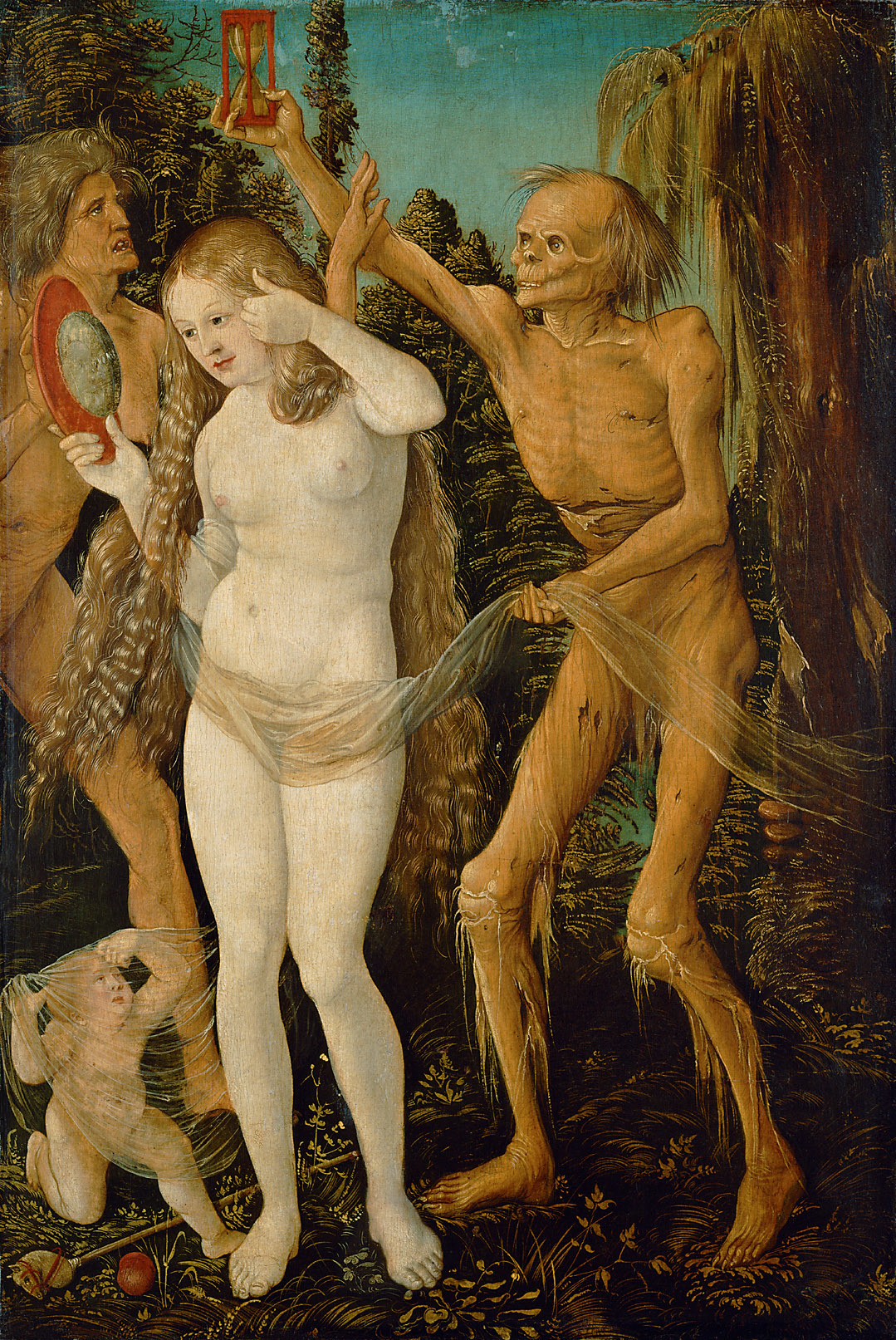
Hans Baldung (vers 1484-1545), Les Trois Âges de la Vie et la Mort, vers 1509-1510.
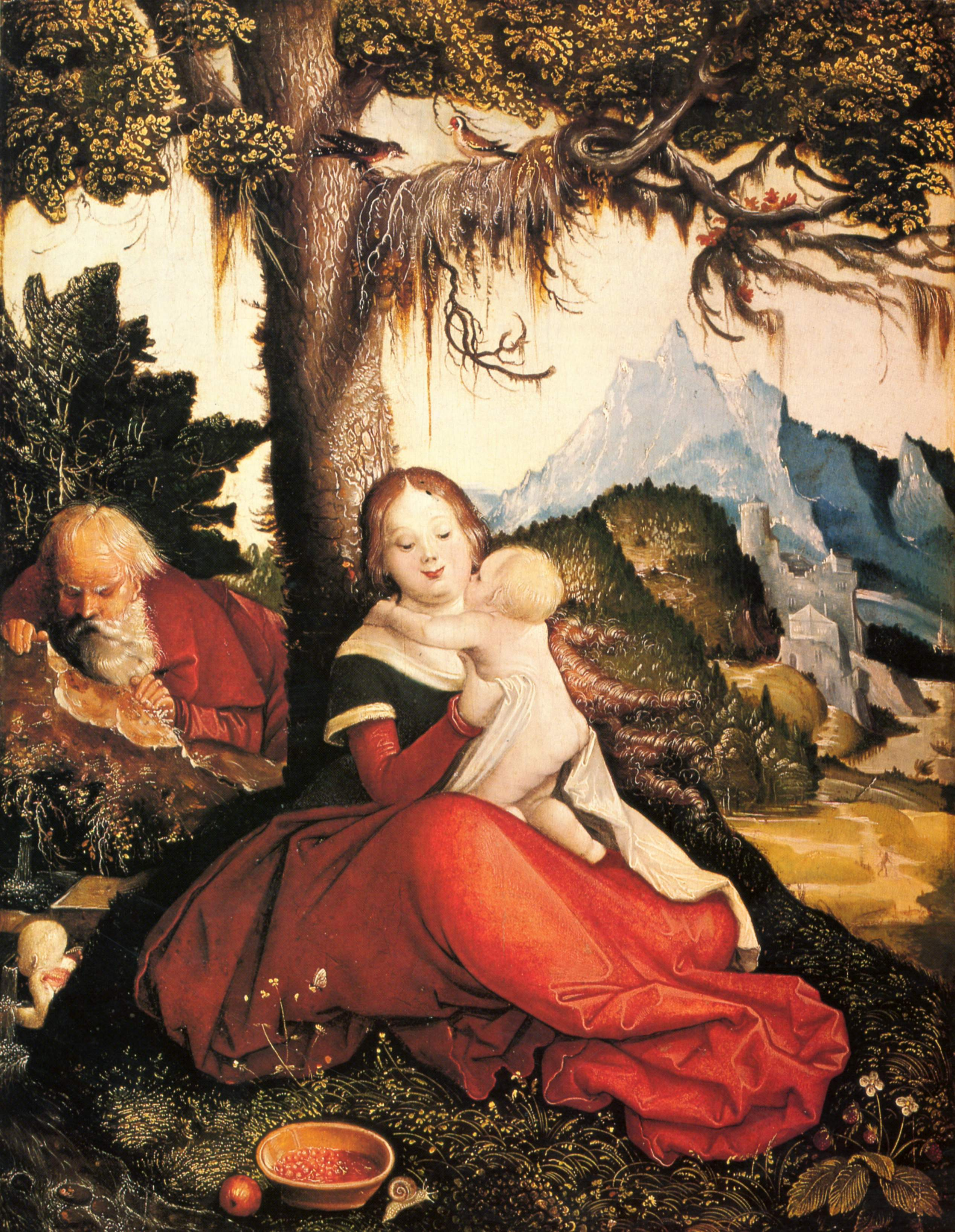
Hans Baldung (vers 1484-1545), Repos pendant la Fuite en Égypte, 1511-1514.
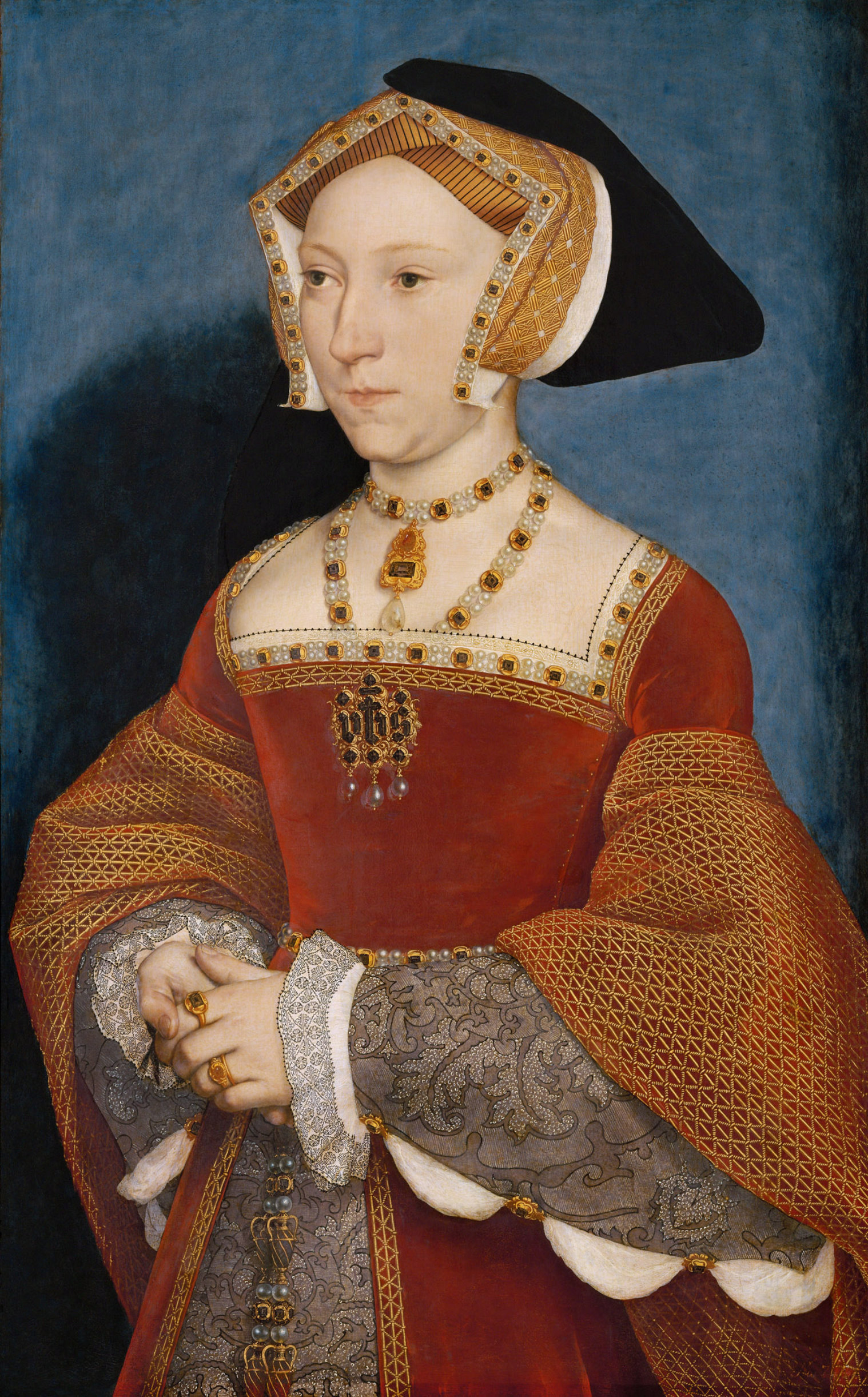
Hans Holbein le Jeune (1497-1543), Portrait de Jane Seymour, reine d'Angleterre, 1536-1537.
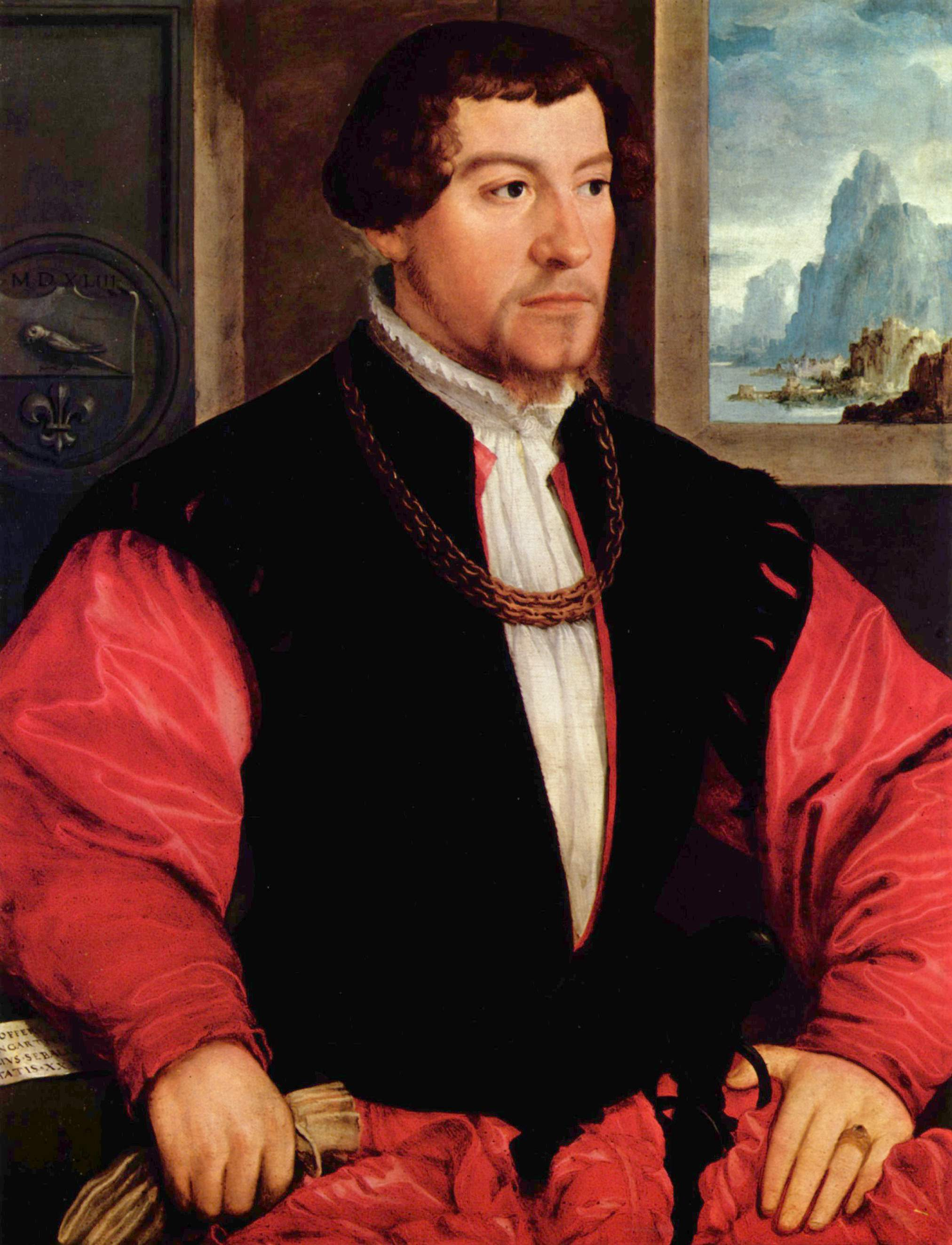
Christoph Amberger (1505-1562), Portrait de Christoph Baumgartner, 1543.
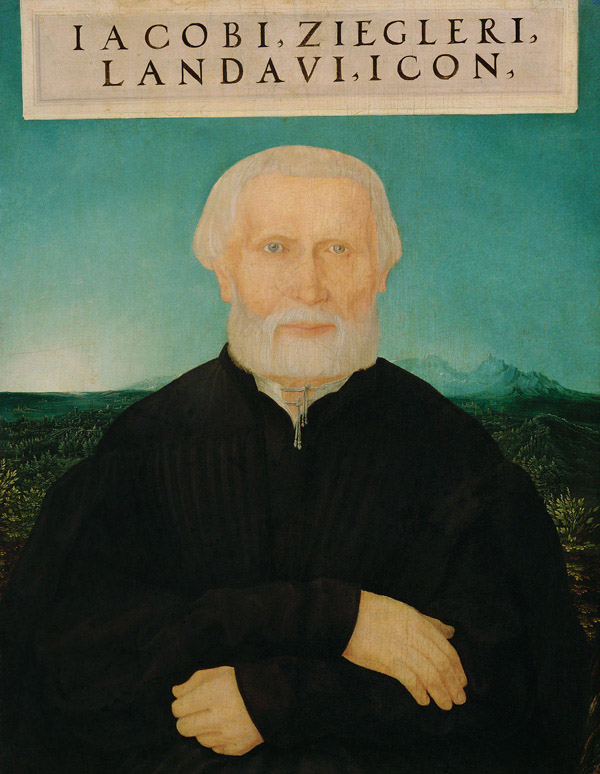
Wolf Huber (1485-1553), Portrait de Jacob Ziegler, 1544-1549.

#### France
- Jean Fouquet : Portrait du bouffon Gonella
- Corneille de Lyon : Homme au gant et au col de fourrure

Renaissance en France
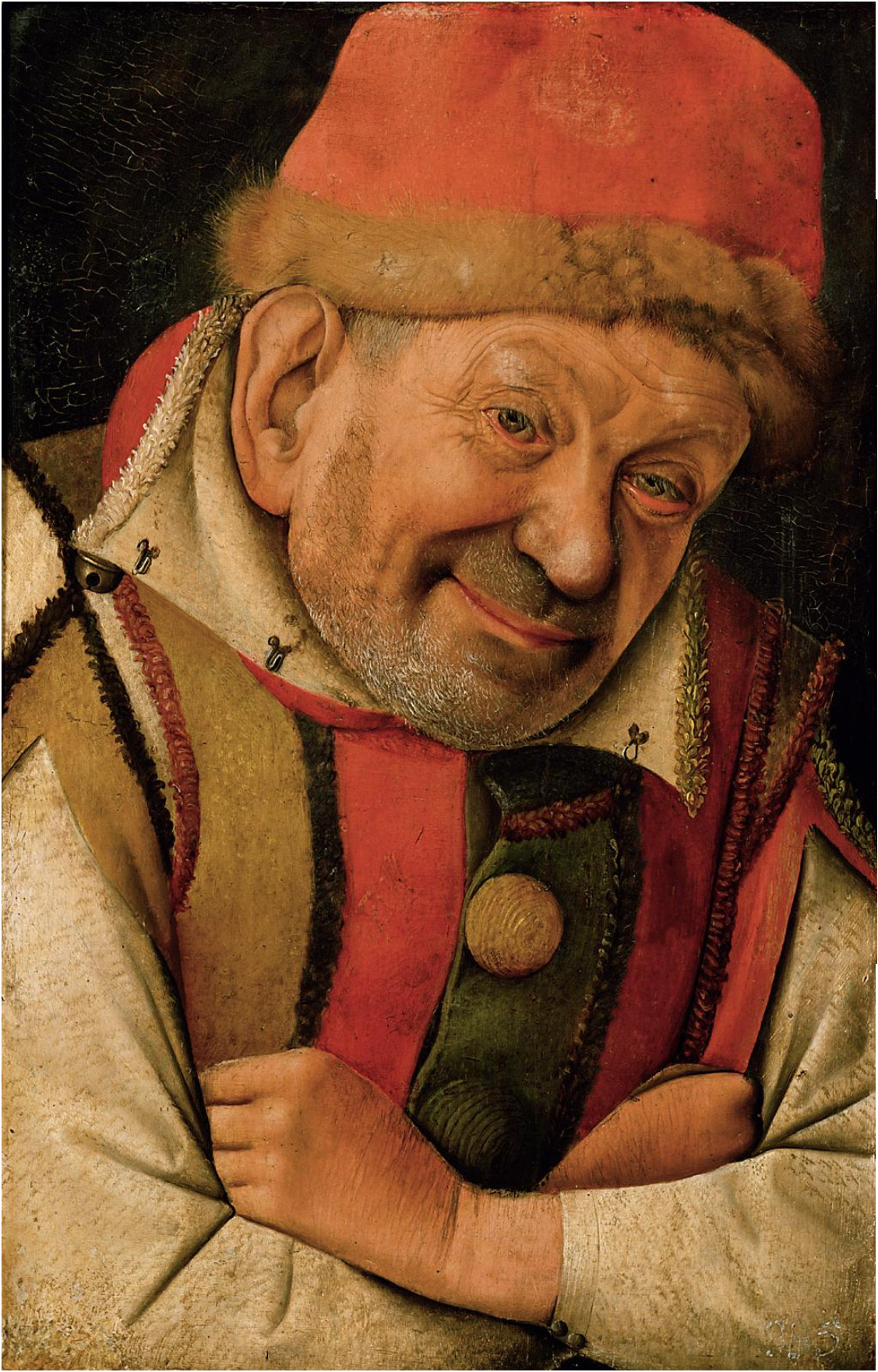
Portrait du bouffon Gonella, tableau attribué à Jean Fouquet, vers 1440-1445.

### La Renaissance en Italie
- Sofonisba Anguissola : Autoportrait
- Giovanni Bellini : Jeune femme à sa toilette (ou Jeune Femme nue au miroir)
- Pâris Bordone : Femme en robe verte
- Bronzino : Sainte Famille
- Le Corrège : 
  - Jupiter et Io
  - L'Enlèvement de Ganymède
- Giorgione : 
  - Laura
  - Les Trois Philosophes
  - Garçon à la flèche
  - Portrait d'homme en arme
  - Portrait de Francesco Maria della Rovere
- Lotto : 
  - Jeune homme devant un rideau blanc
  - Vierge à l'Enfant avec saints et un ange
- Le Parmesan : 
  - Autoportrait au miroir convexe
  - Cupidon fabriquant son arc
  - Portrait de Cecilia Gozzadini
  - Homme tenant un livre
  - La Chute de Paul
- Mantegna : Saint Sébastien
- Messine : 
  - Ecce Homo
  - Retable de San Cassiano
- Le Pérugin : 
  - La Vierge à l'Enfant entre Sainte Catherine d'Alexandrie et une sainte
  - Le Baptême du Christ (ru)
- Pisanello : Portrait de Sigismond de Luxembourg
- Raphaël : La Madone à la Prairie (ou Madone du Belvédère)
- Titien :  
  - Danaé
  - Tarquin et Lucrèce 
  - Portrait d'Isabelle d'Este
  - Violante
  - Jeune femme nue se coiffant
  - Jeune femme à la fourrure
  - Jeune femme avec veste noire
  - Portrait de Jacopo Strada
  - Portrait d'homme
  - Diane et Callisto
  - Le Bravo
  - Vénus, Mars et Cupidon
  - Le Christ et la femme adultère
  - Ecce Homo
- Le Tintoret : 
  - Portrait de Lorenzo Soranzo
  - Suzanne au bain
  - Suzanne et les Vieillards
- Cosme Tura : Christ mort soutenu par deux anges

Renaissance en Italie du Nord
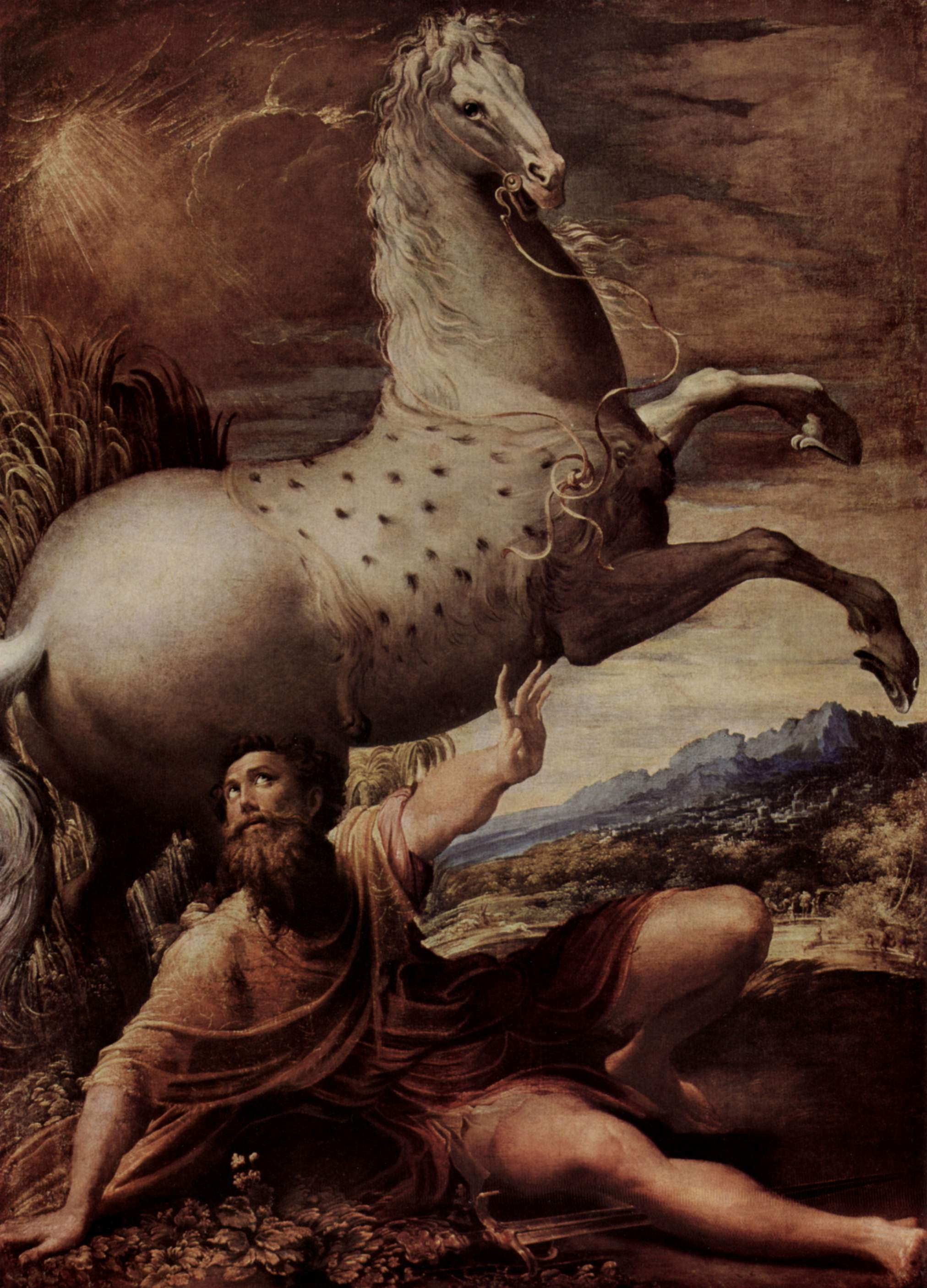
Parmigianino, (1509-1571), Conversion de saint Paul, vers 1552.
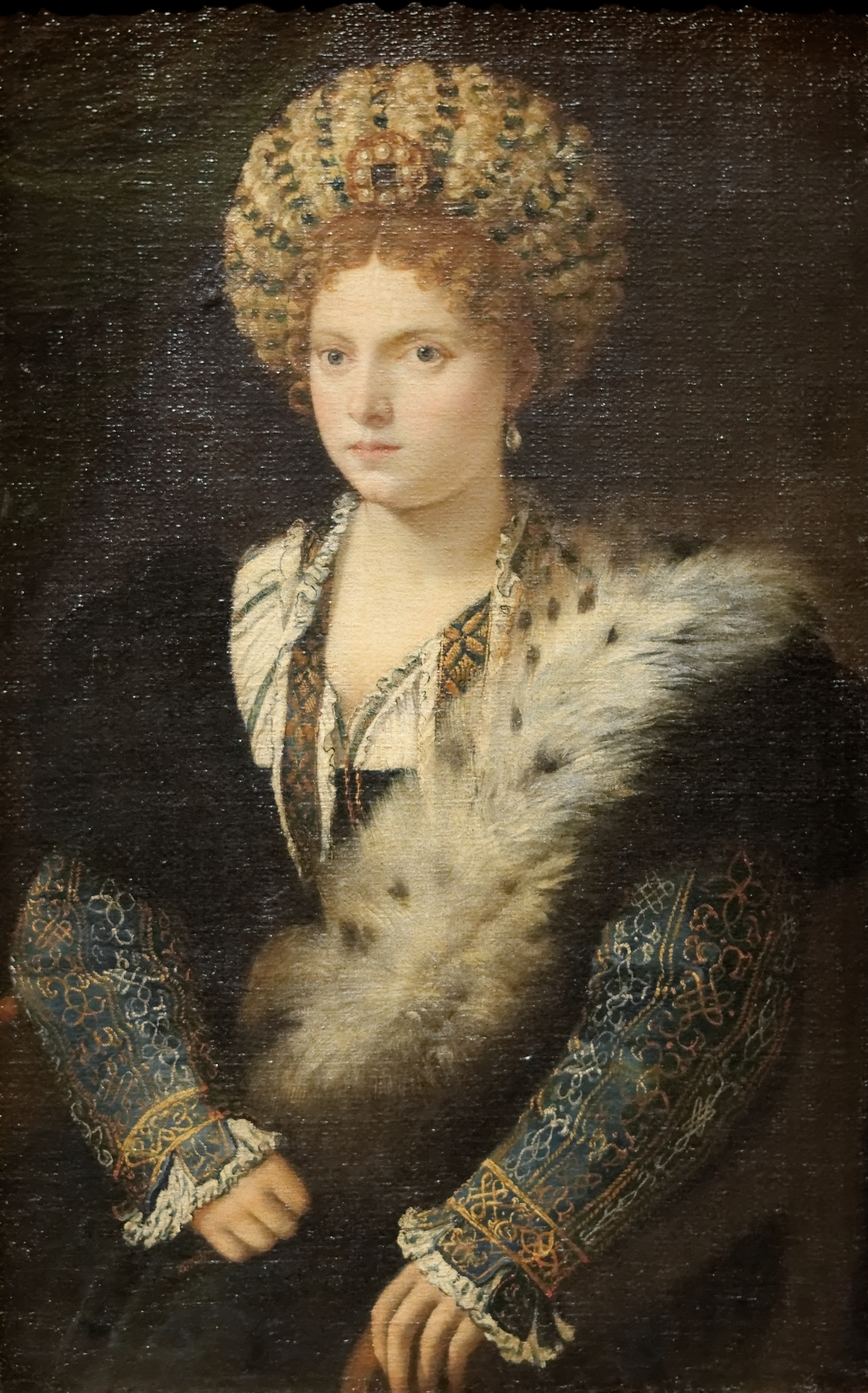
Titien (1490-1576), Portrait d'Isabella d'Este, 1534-1536, Venise.
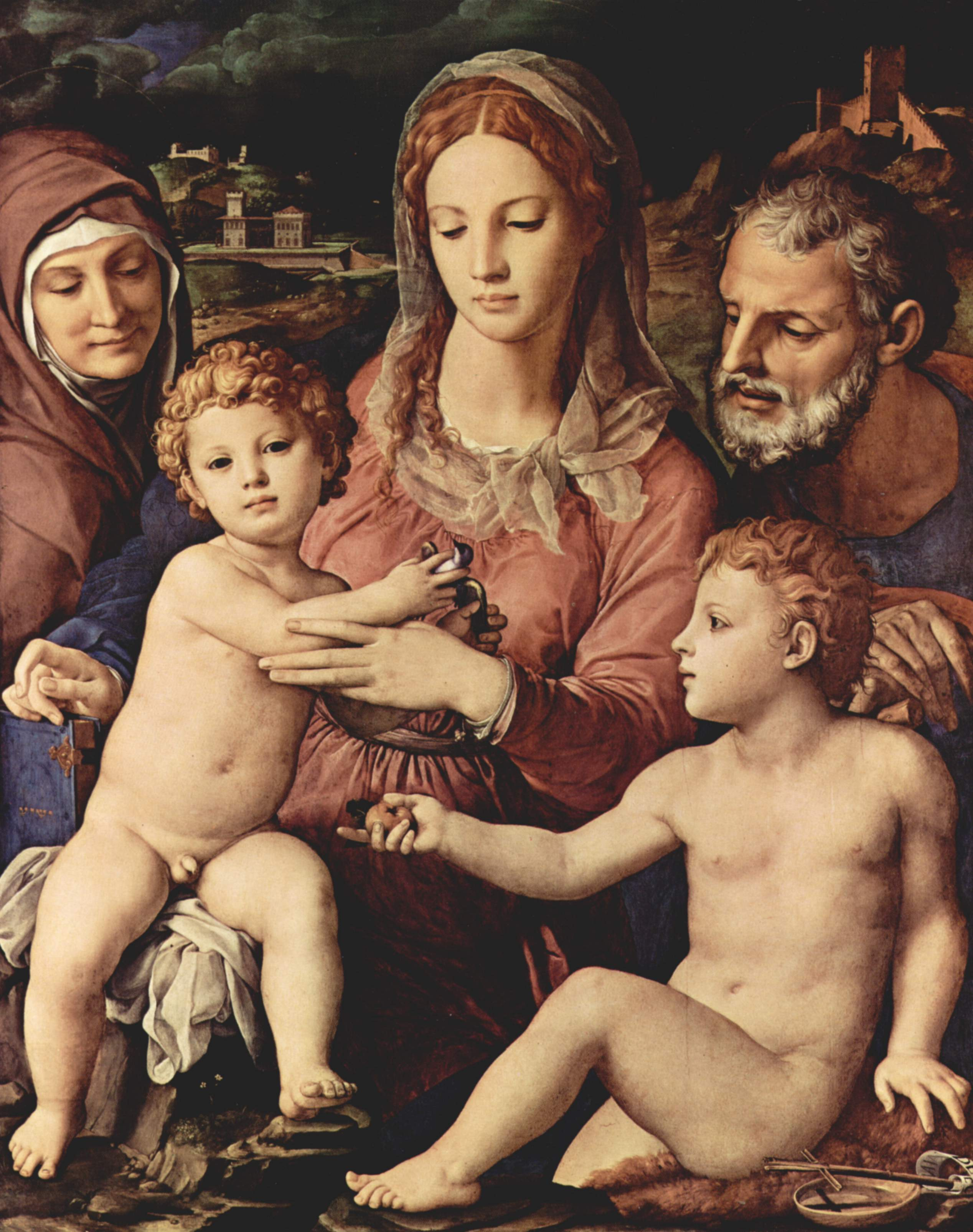
Agnolo Bronzino (1503-1572), Sainte Famille, 1550, Florence.
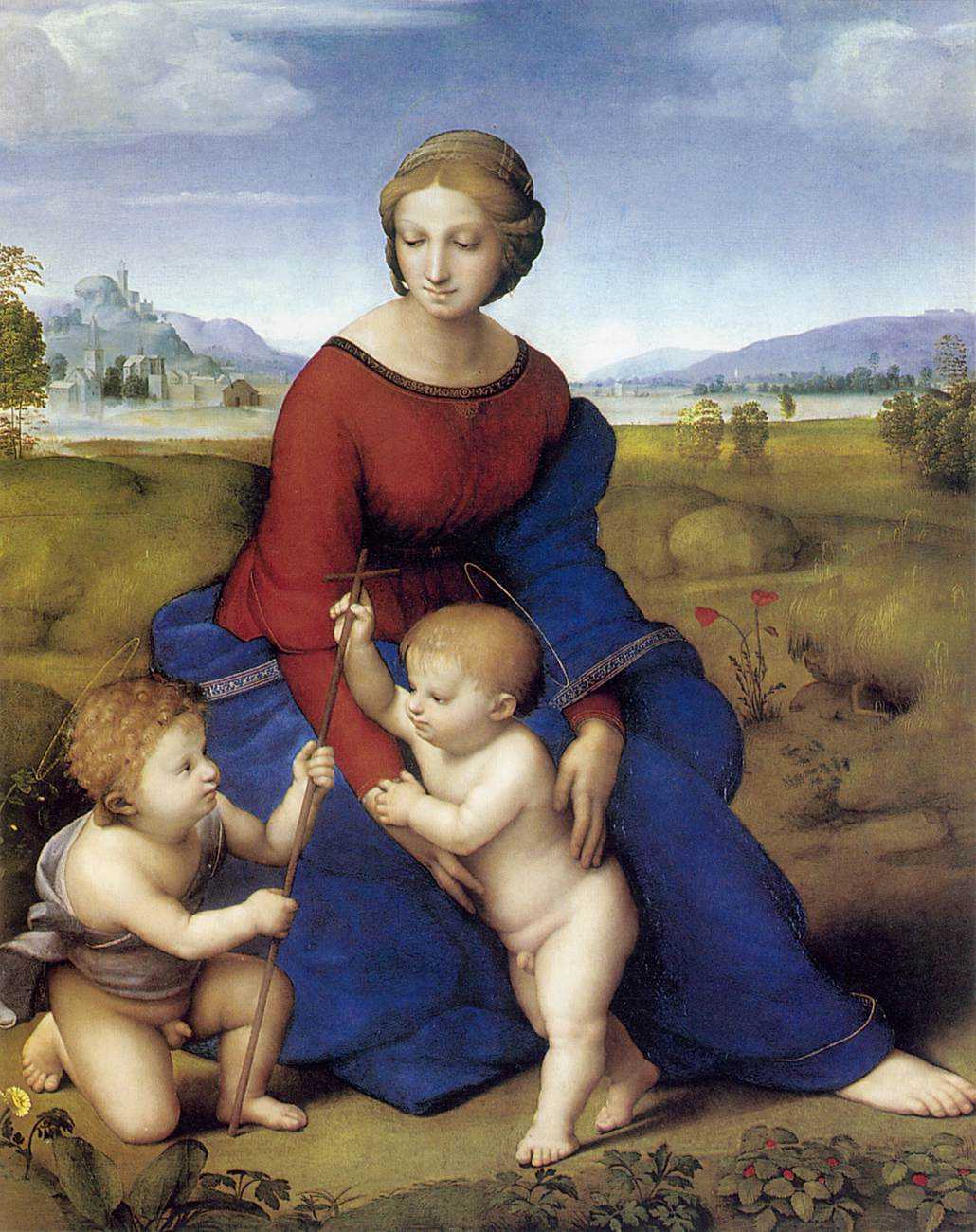
La Madone à la prairie ou Vierge du Belvédère, de Raphaël.
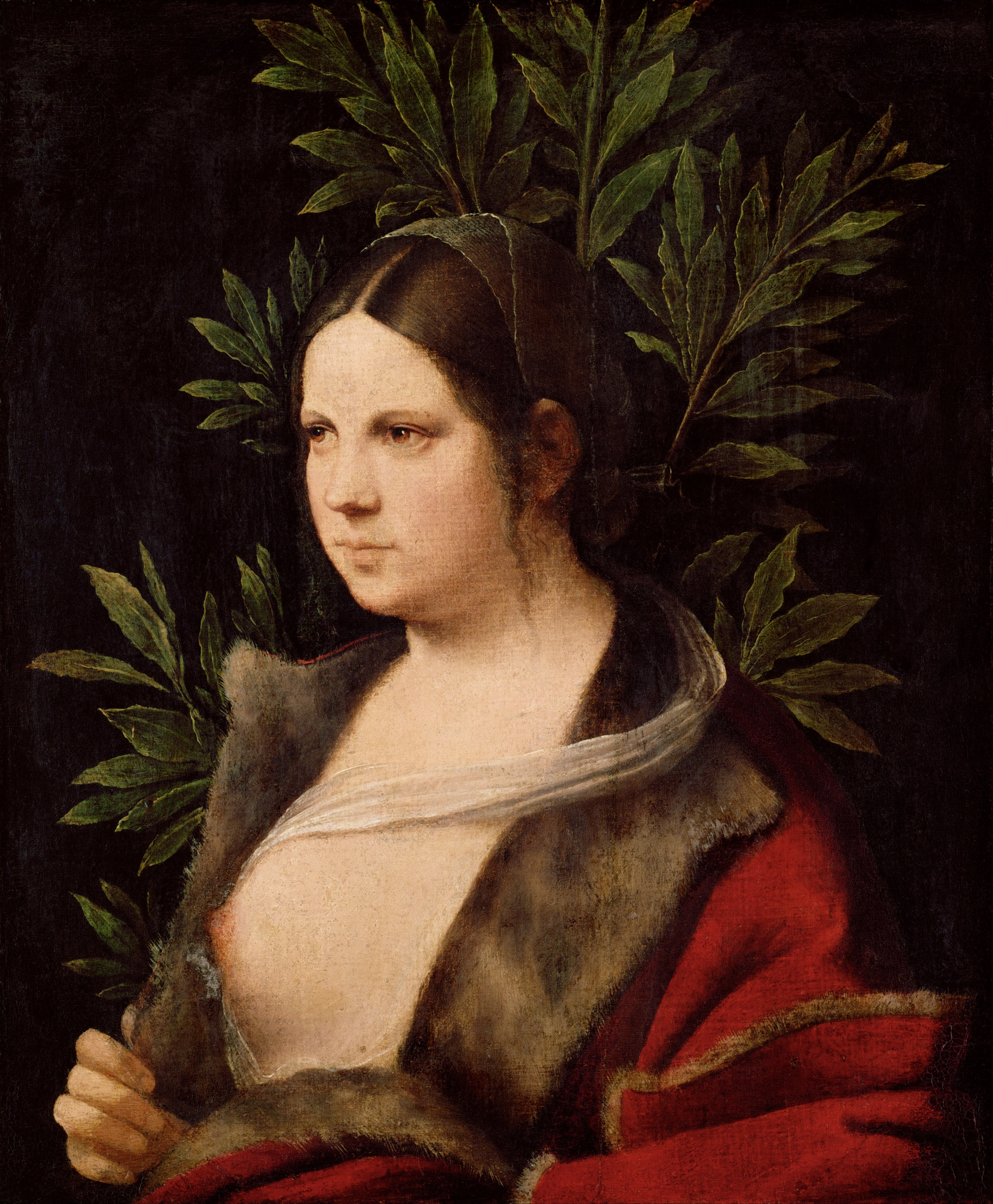
Laura, de Giorgione.

Renaissance en Italie du Sud
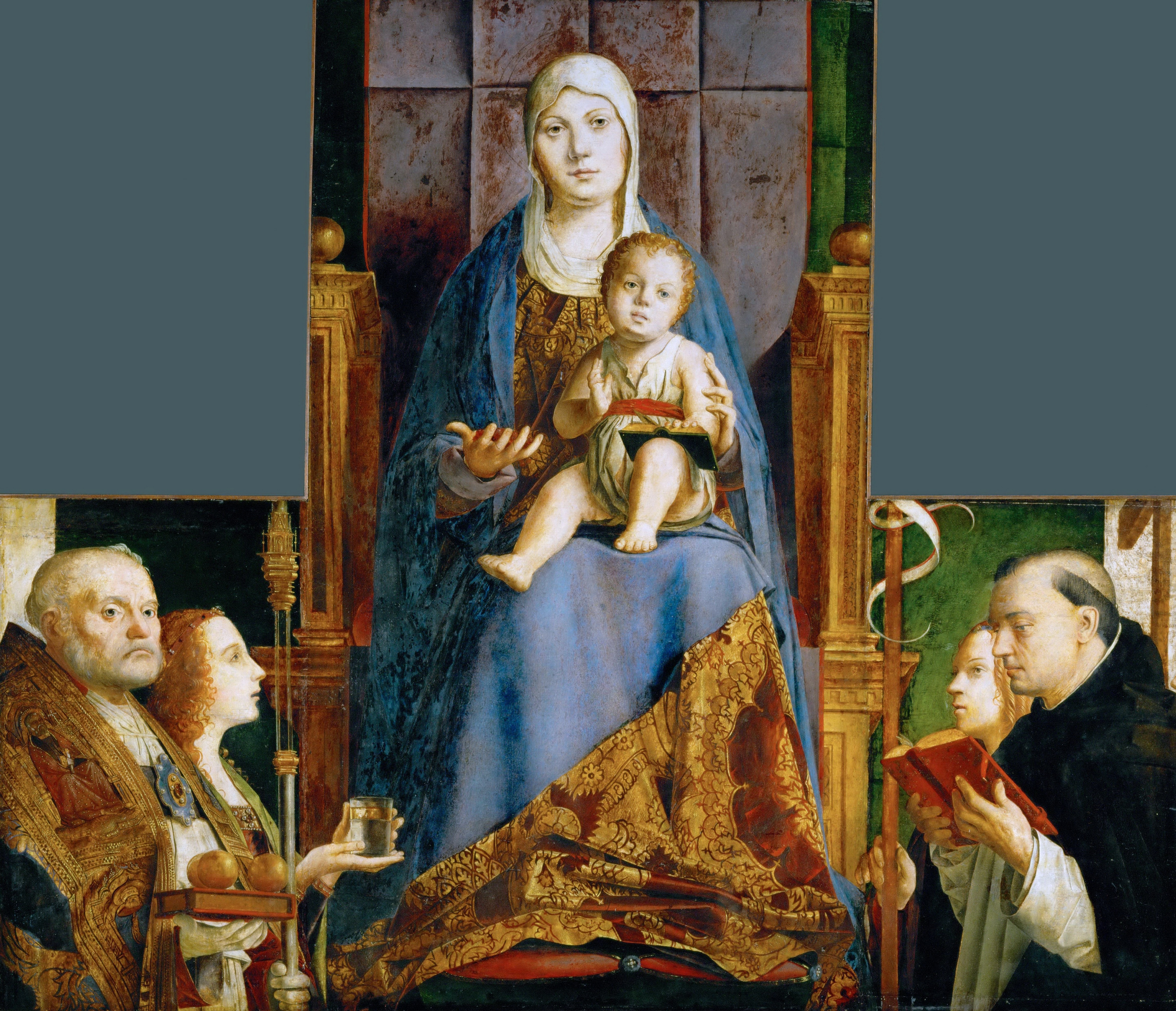
Antonello da Messina, fragment du retable de San Cassiano à Venise (1475-1476).

### Lexviiesiècle

#### Pays Bas
- Rembrandt :
  - Autoportraits (1652 et 1657)
  - Titus
- Rubens : 
  - Autoportrait
  - La Fête de Vénus
  - L'Empereur Théodose et Saint Ambroise
  - Hélène Fourment sortant du bain (ou la Petite Fourrure)
  - Portrait d'Isabelle d'Este
  - Angélique et l'Ermite
  - Les Quatre Continents
  - Paysage avec Philémon et Baucis
  - Retable de saint Ildefonse
- Hals : Portrait d'un jeune homme
- Hooch : Femme avec enfant et femme de ménage
- Jordaens : La Fête de l'Epiphanie

- Hobbema : Paysage avec gué

- Teniers le Jeune : L'Archiduc Léopold-Guillaume dans sa pinacothèque à Bruxelles
- Van Dyck : plus de 25 tableaux, dont : 
  - Samson et Dalila
  - La Capture de Samson
  - Thétis recevant d'Héphaïstos les armes d'Achille
  - Portrait de Francisco de Moncada
  - Portrait de Charles Louis, prince palatin
  - Nicolas Lanier
  - Vénus dans la forge de Vulcain
- Vermeer : 
  - L'Art de la peinture
- Van Ruysdael : Bois

#### Italie
- Le Caravage : 
  - David avec la tête de Goliath
  - La Madone du Rosaire
  - Le Couronnement d'Epines
- Véronèse : 
  - Lucrèce
  - Judith avec la tête d'Holopherne
  - Vénus et Cupidon
  - Résurrection à Naïn du fils de la veuve
  - L'Onction de David
- Arcimboldo : 
  - Les Saisons : L'Hiver, L’Été, Le Printemps
  - Les Eléments : Le Feu ; L'Eau
- Bronzino : Sainte Famille avec sainte Anne

Le XVIIe siècle baroque en Flandres et Pays-Bas

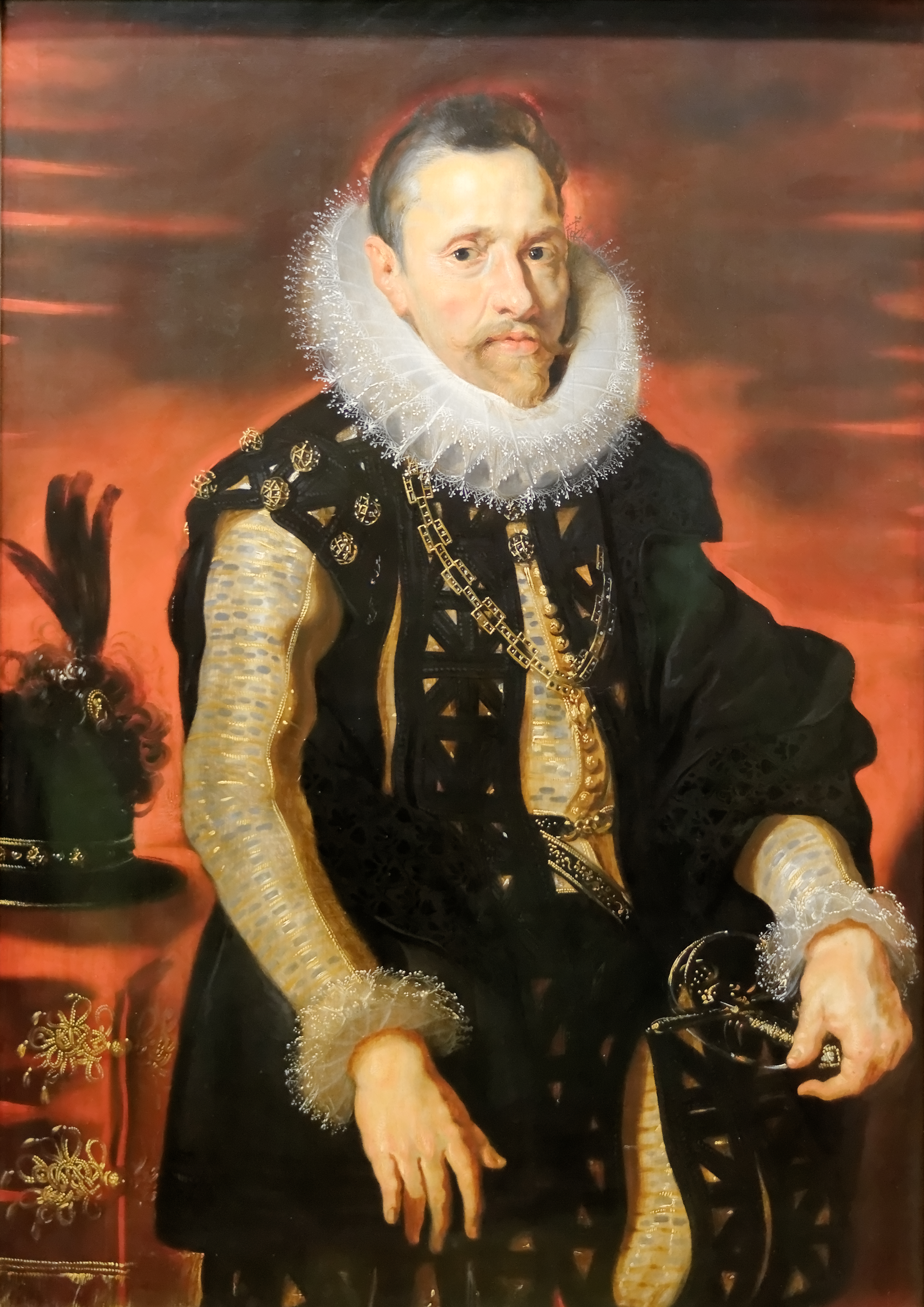
Rubens (1577-1640), Portrait de l'archiduc Albert, régent des Pays-Bas, 1609.
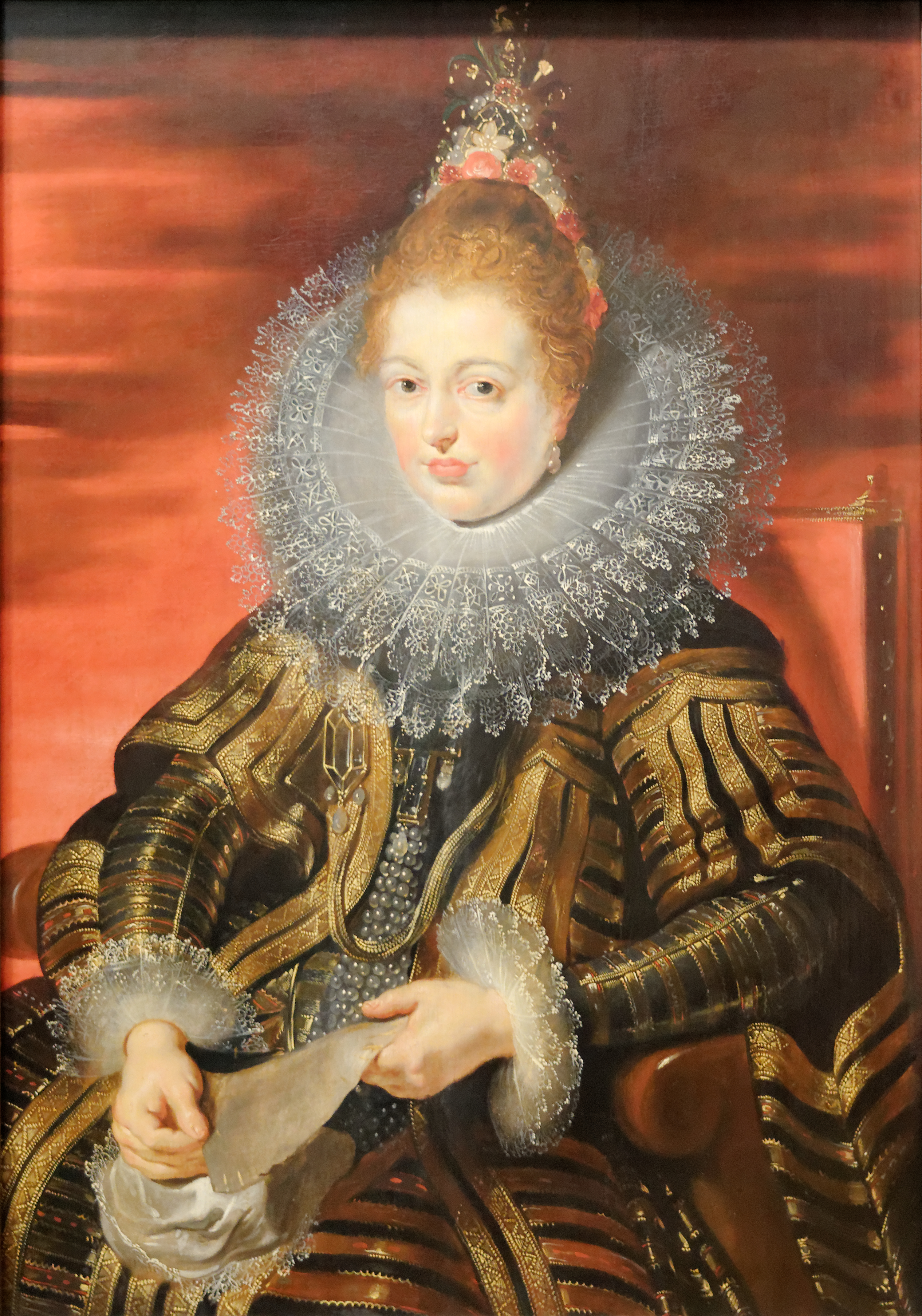
Rubens (1577-1640), Portrait de l'infante Clara Eugénie, régente des Pays-Bas, 1609.
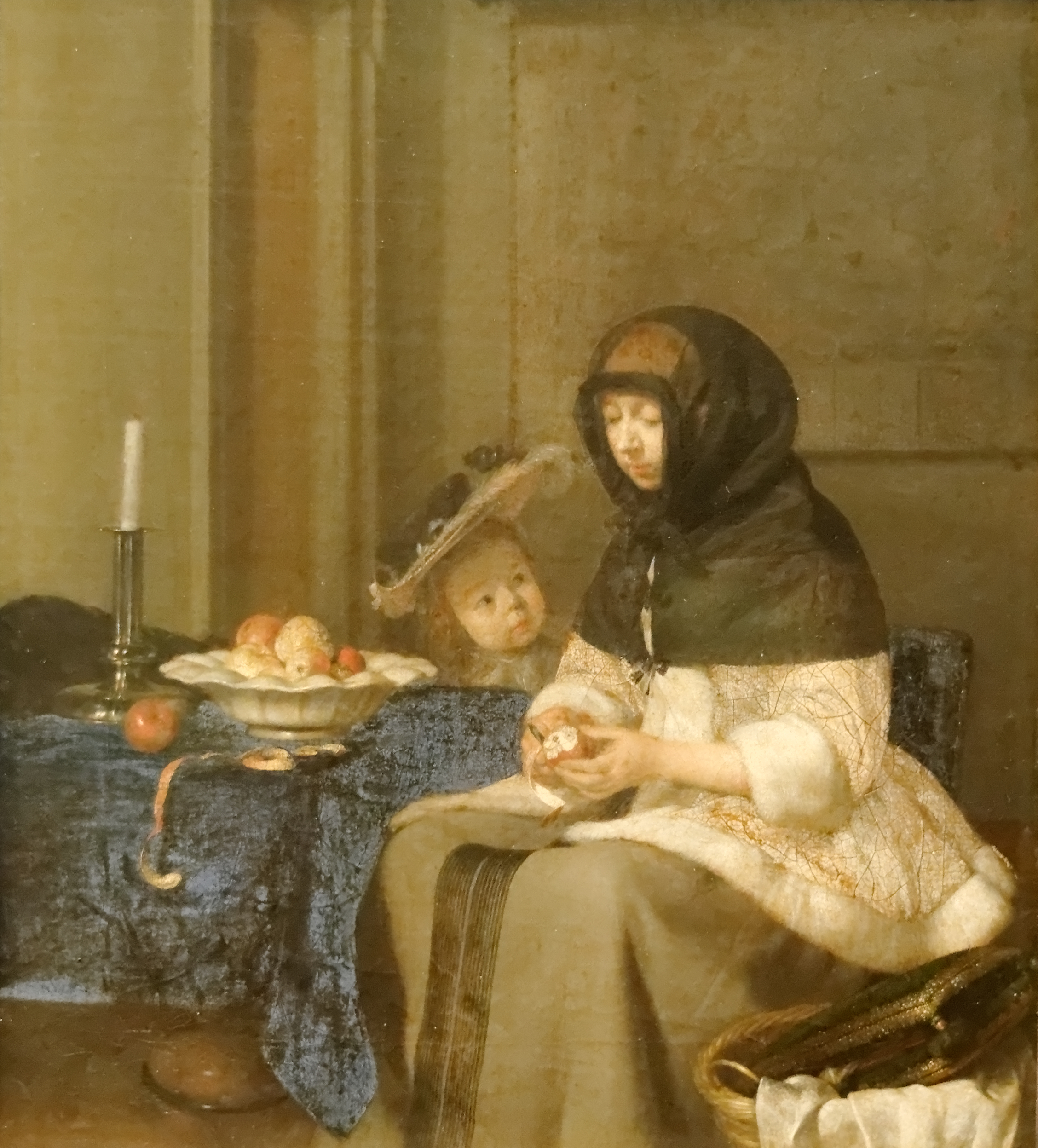
Gerard ter Borch, La Peleuse de pomme.
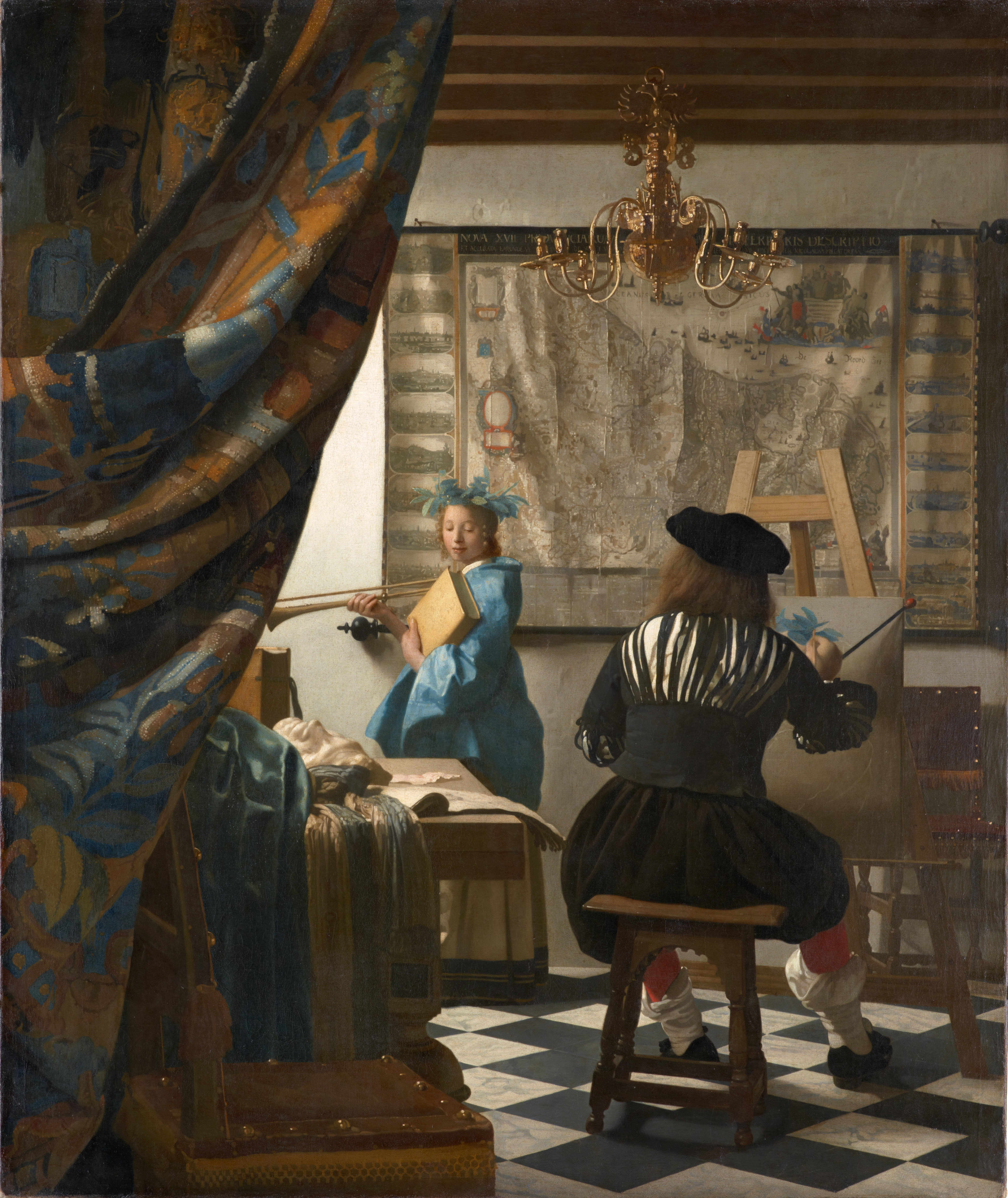
Johannes Vermeer, L'Art de la peinture ou Allégorie de la Peinture, 1666.
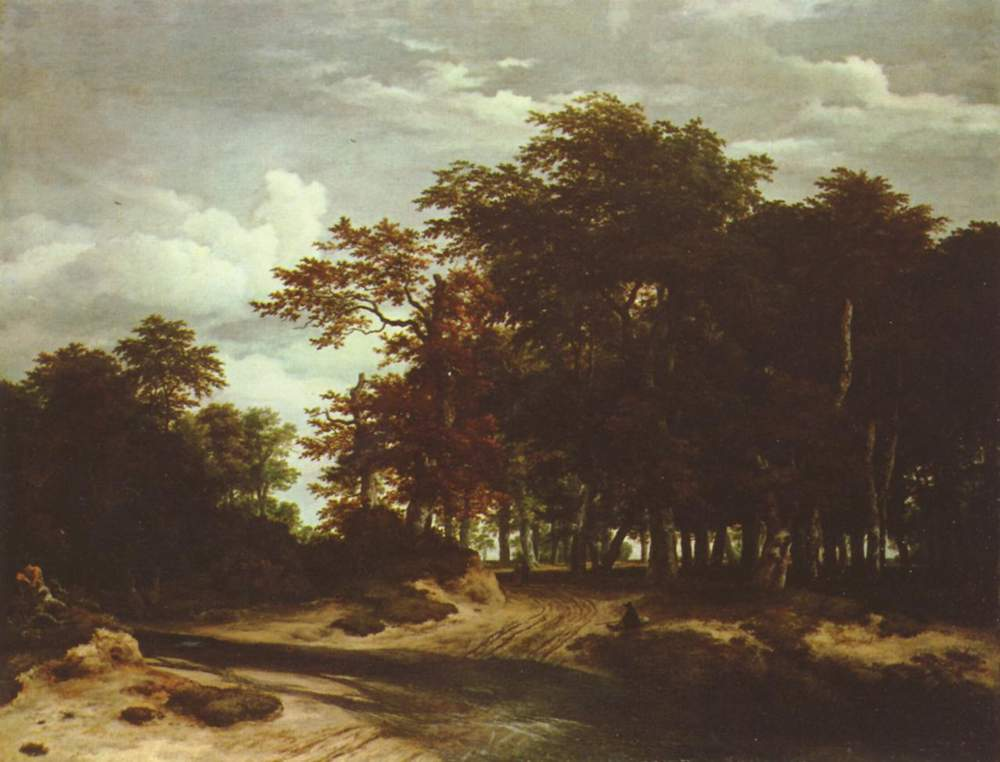
Jacob van Ruisdael, 1628-1682, Bois.

Tableaux d'Antoine van Dyck
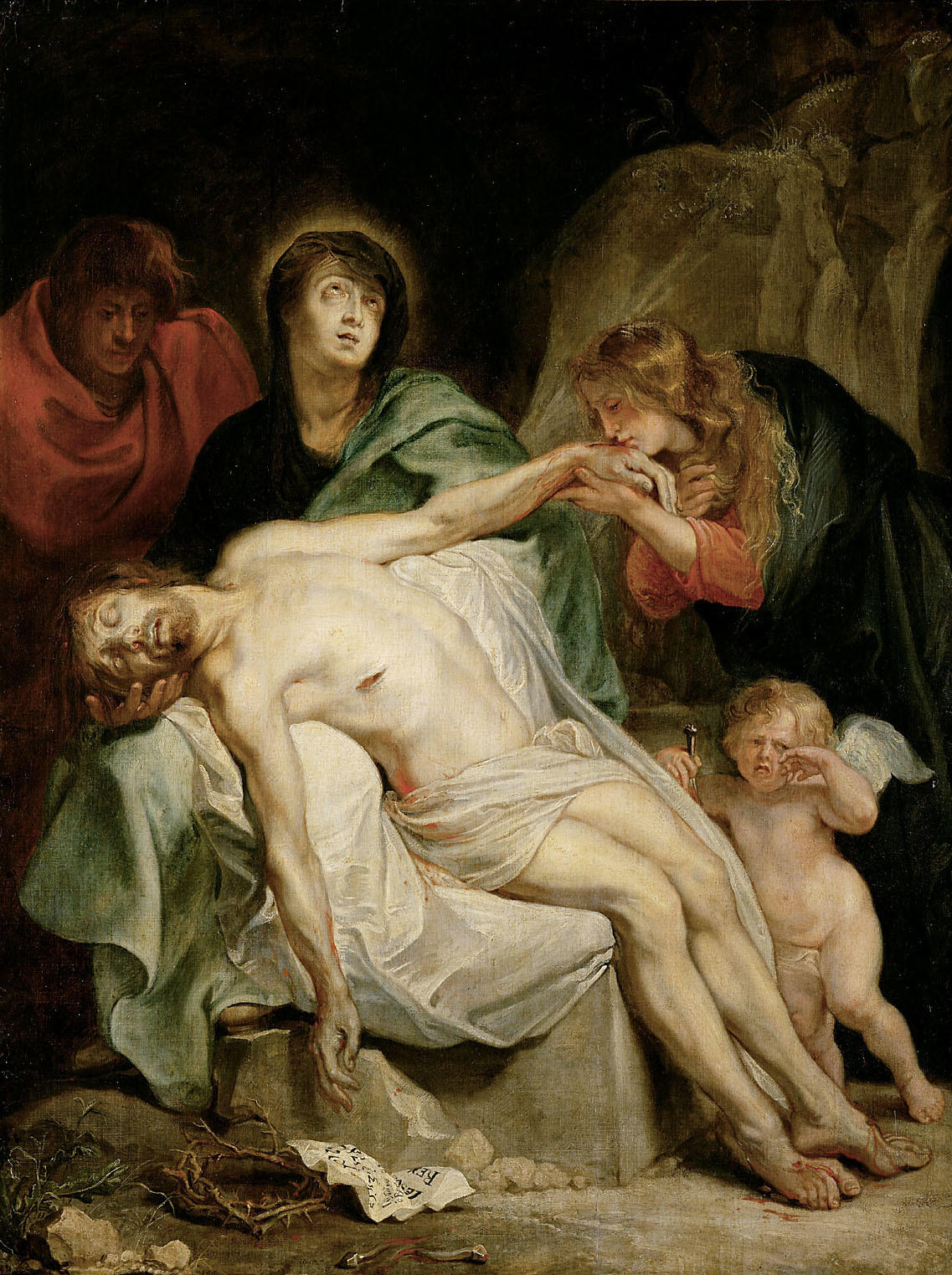
Pietà, 1618-1620.
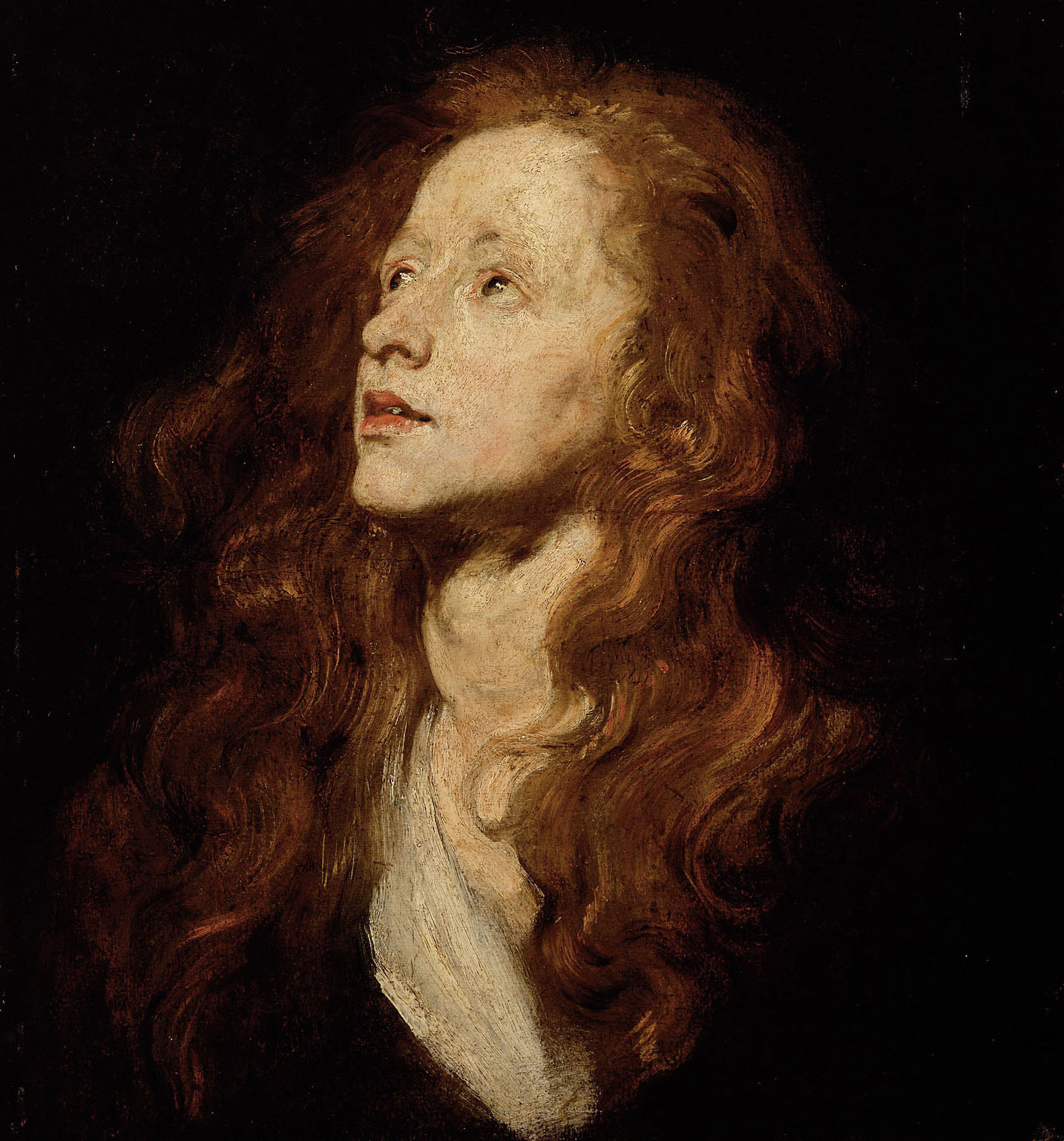
Tête de femme rousse, 1618-1620.
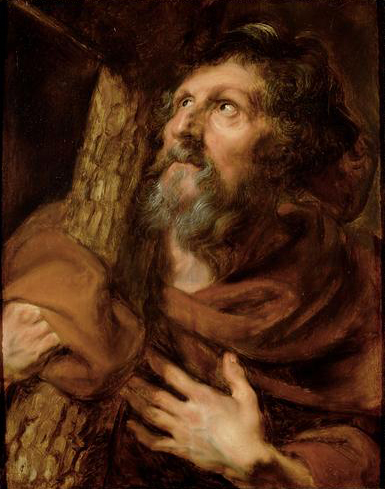
Saint Philippe, 1619-1621.
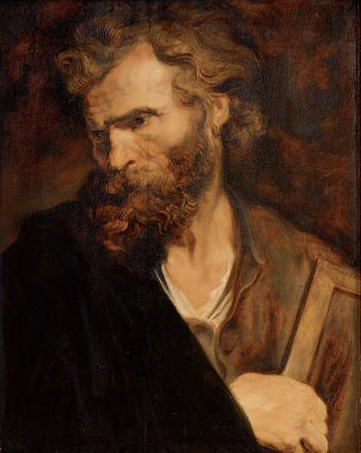
L'Apôtre Jude-Thadée, 1619-1621.
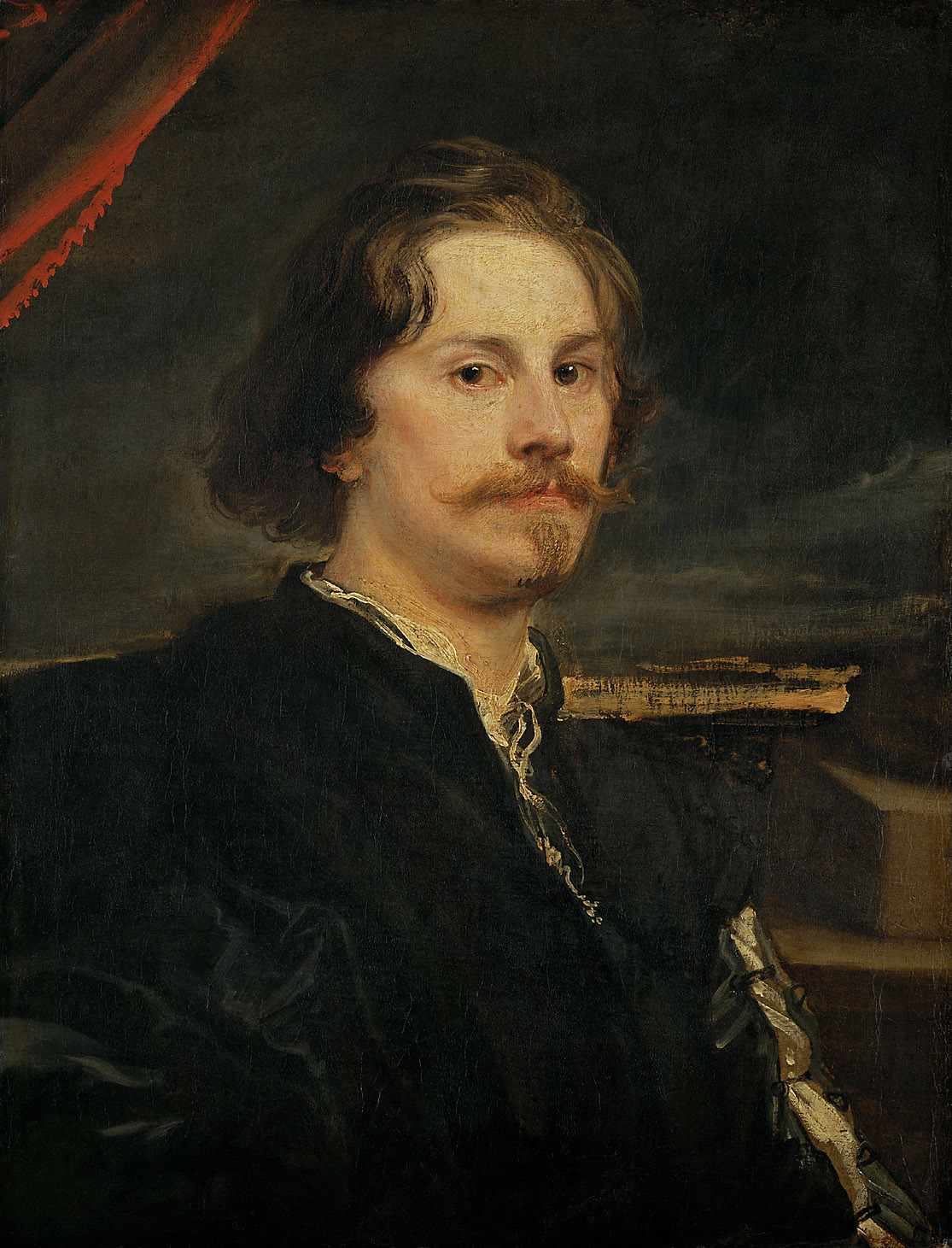
Paul de Vos ?, 1620-1621.
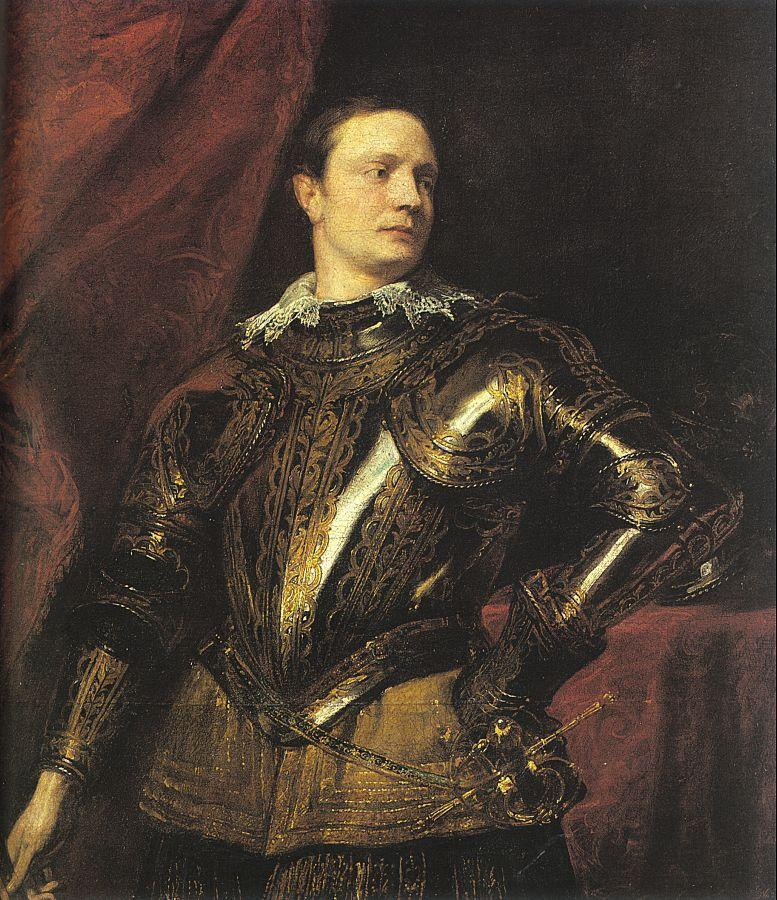
Jeune général, 1622-1624.
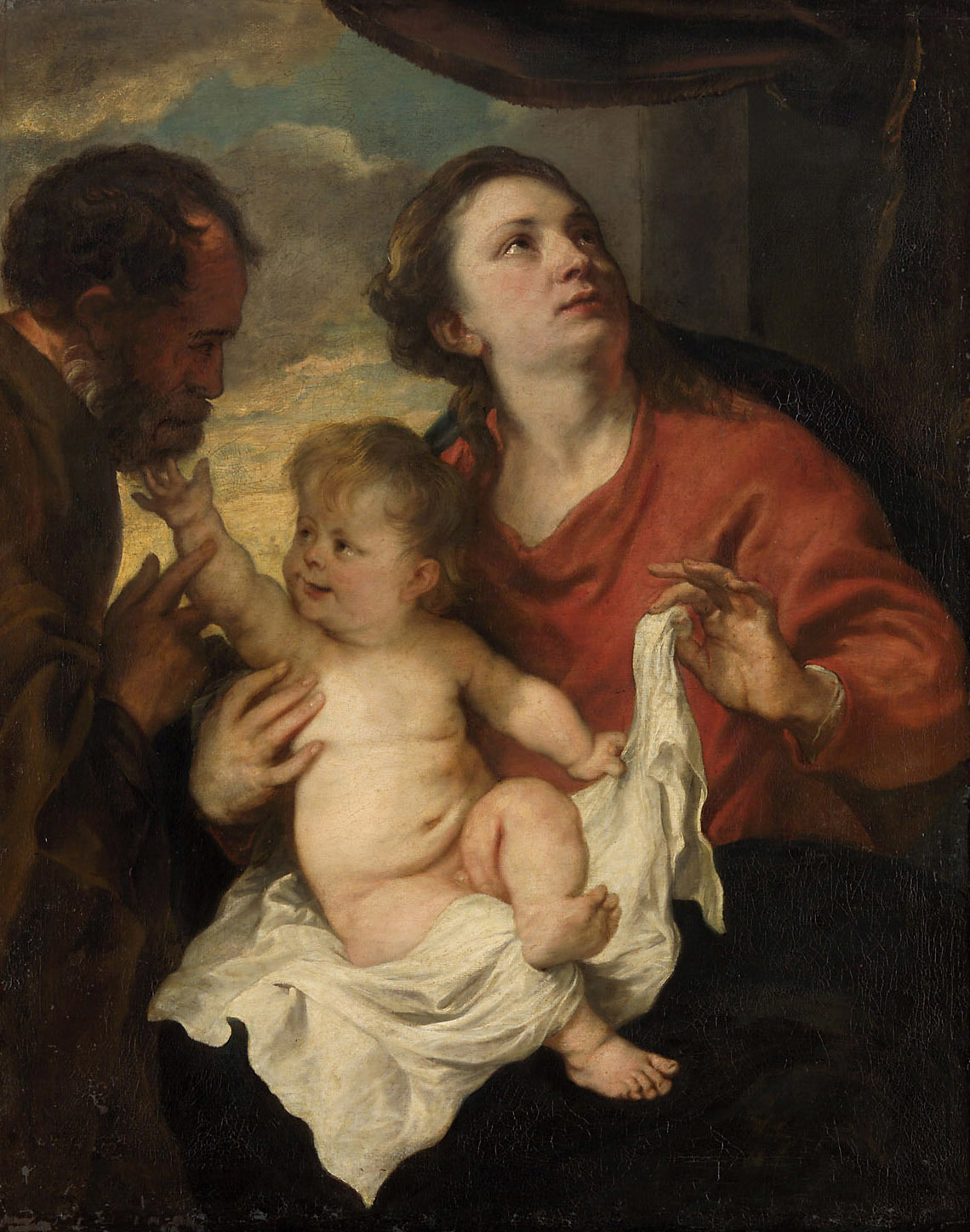
Sainte Famille,  1626-1628.
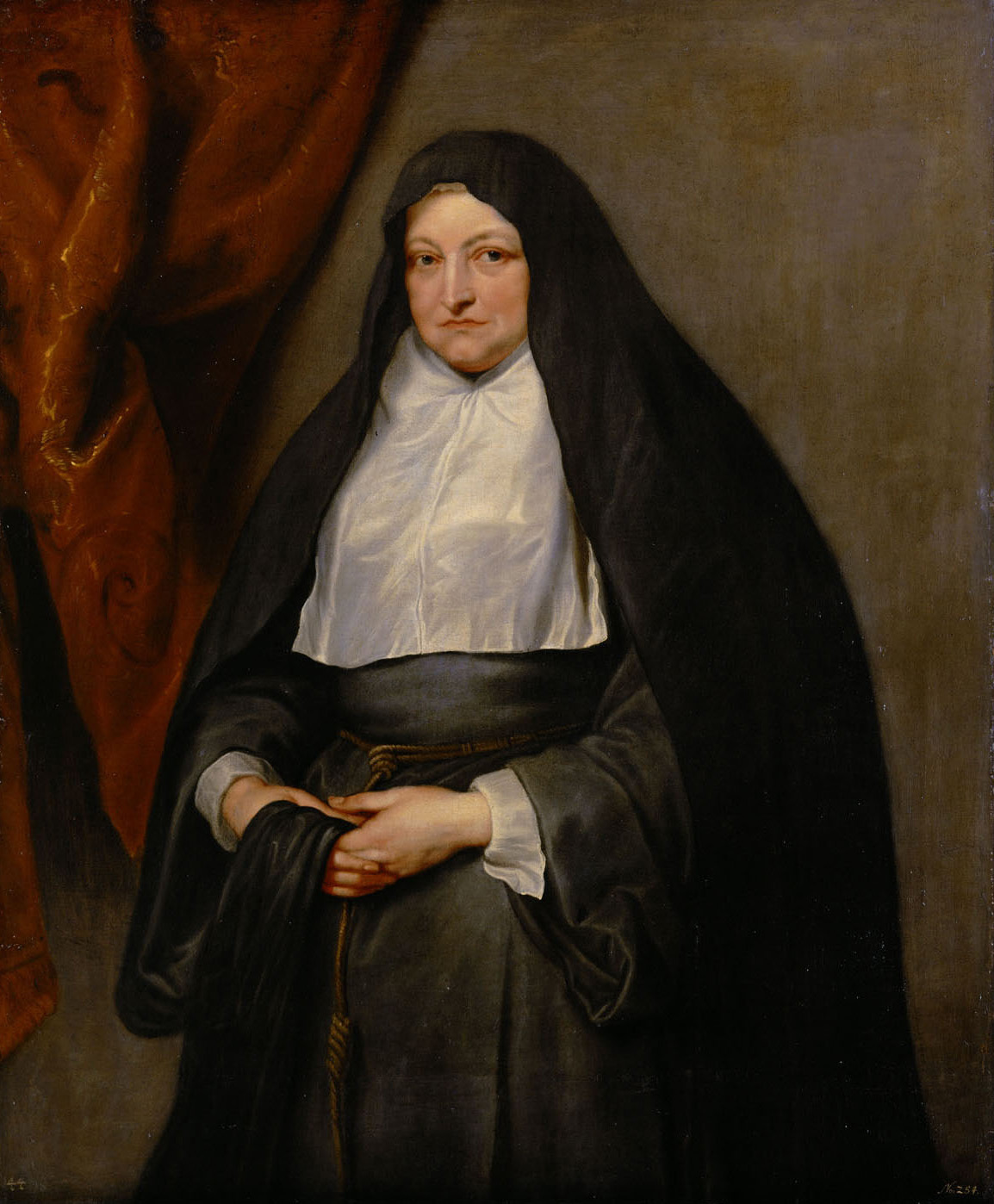
Isabelle-Claire-Eugénie de Habsbourg, 1627.
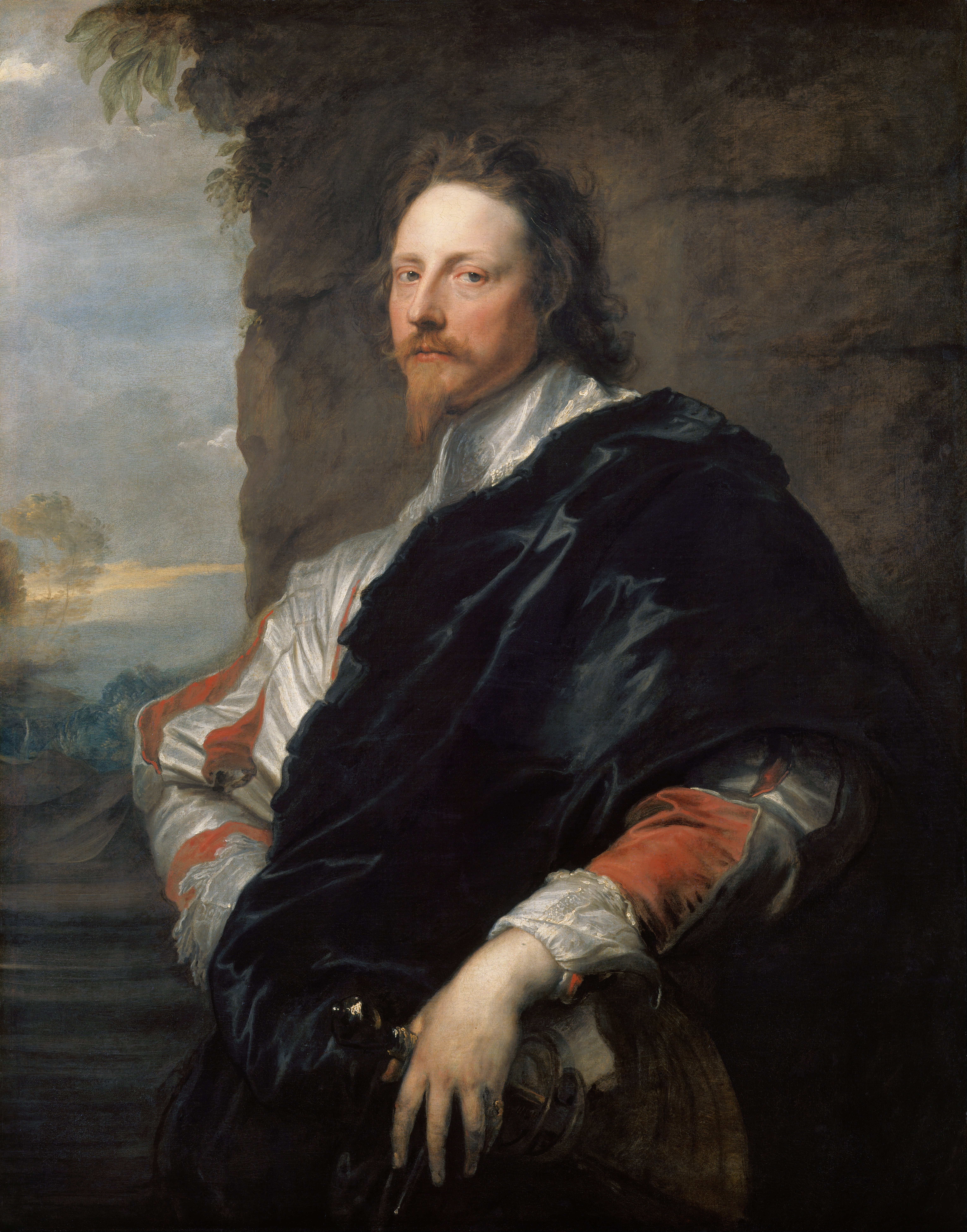
Nicolas Lanier, 1628.
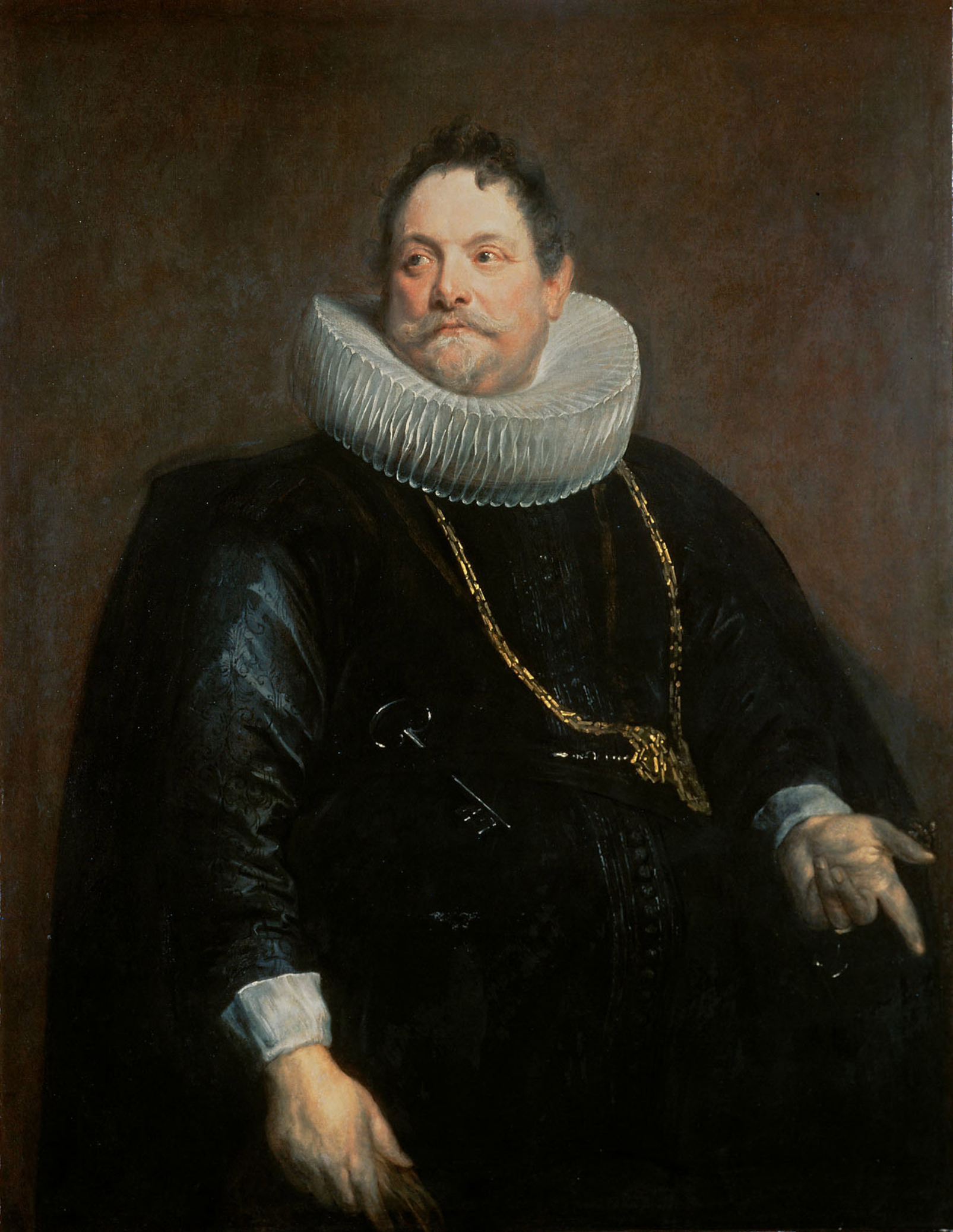
Jan Van Montfort, 1628.
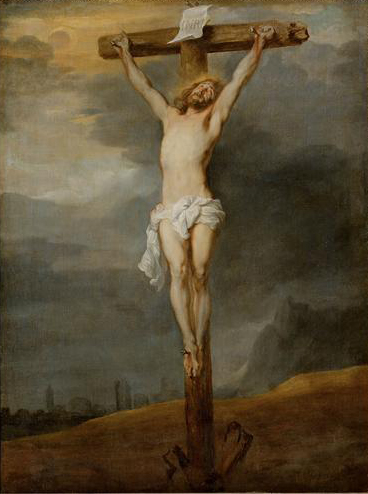
Le Christ en Croix, 1628-1630.
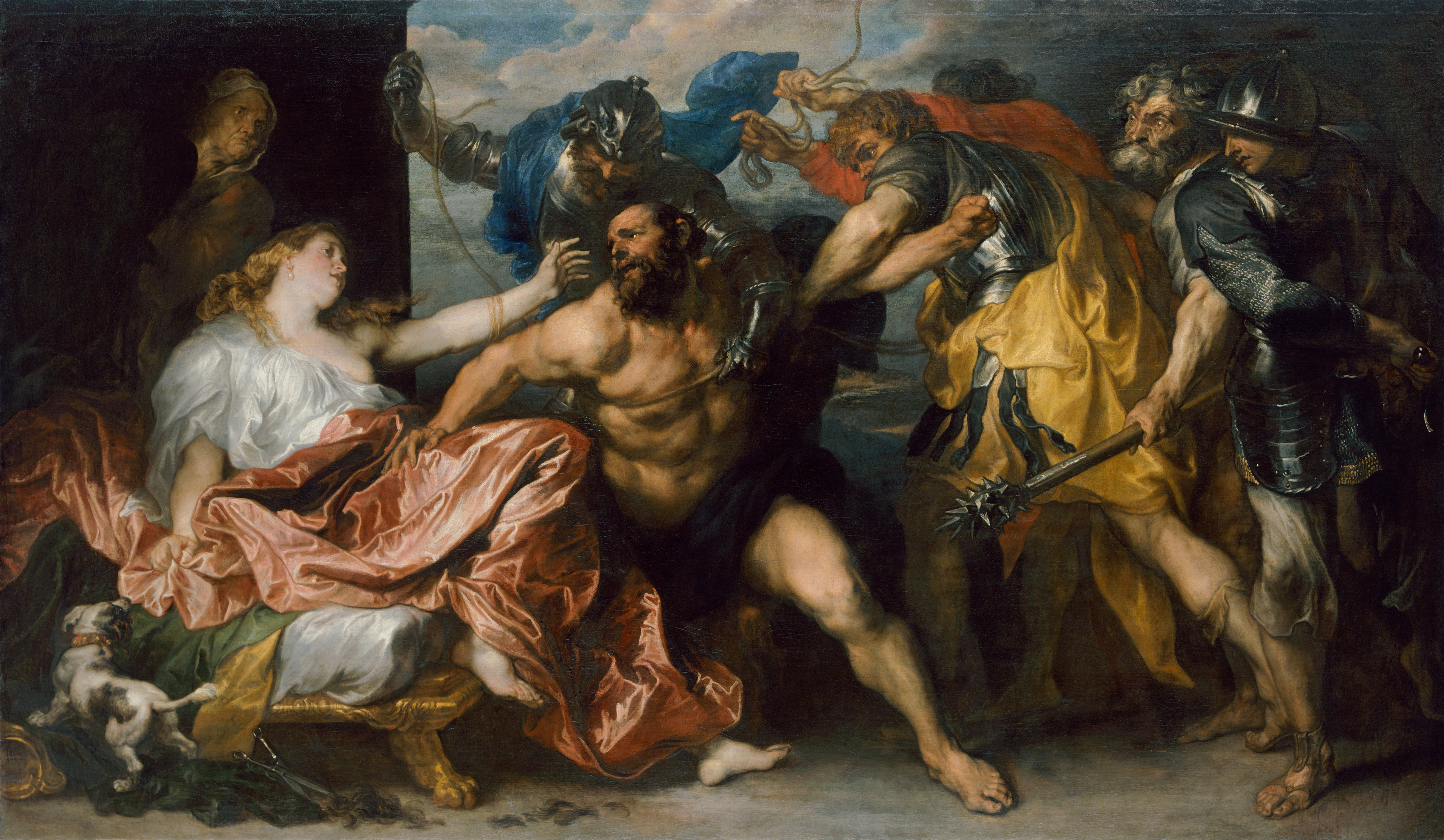
La Capture de Samson, 1628-1630.
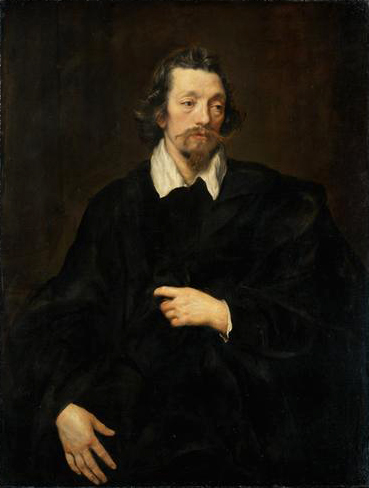
Jacomo de Cachiopin, 1628-1629.
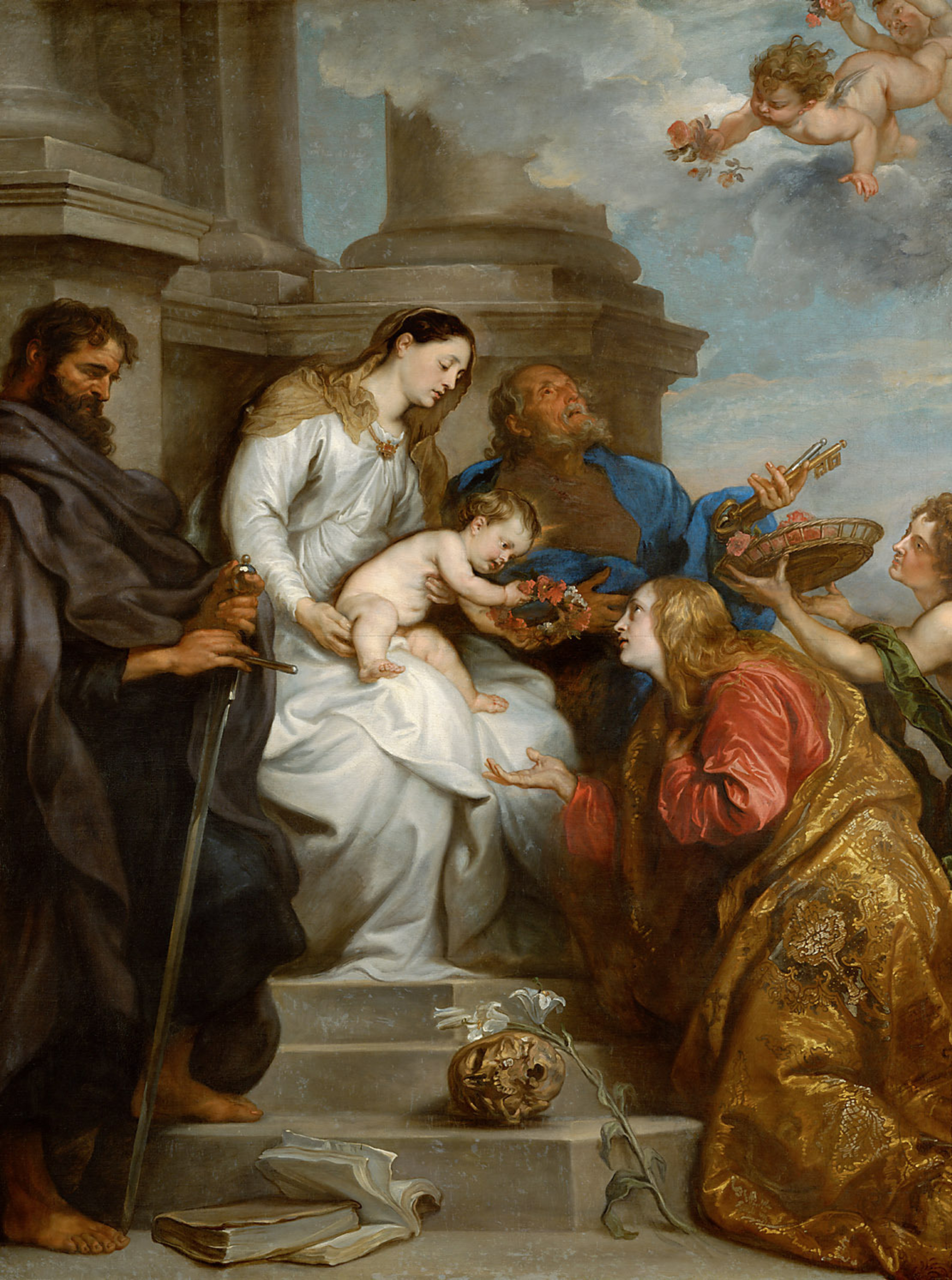
Madone avec saints, 1629.
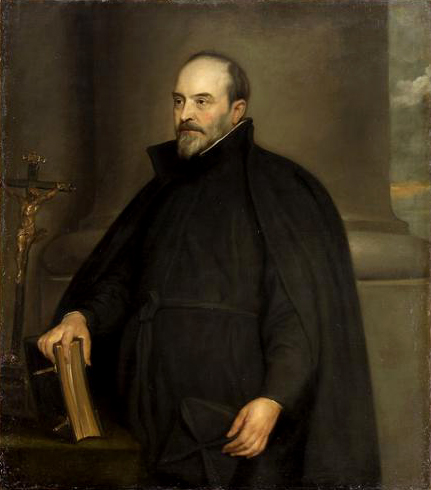
Carolus Scribani S. J., v. 1629.
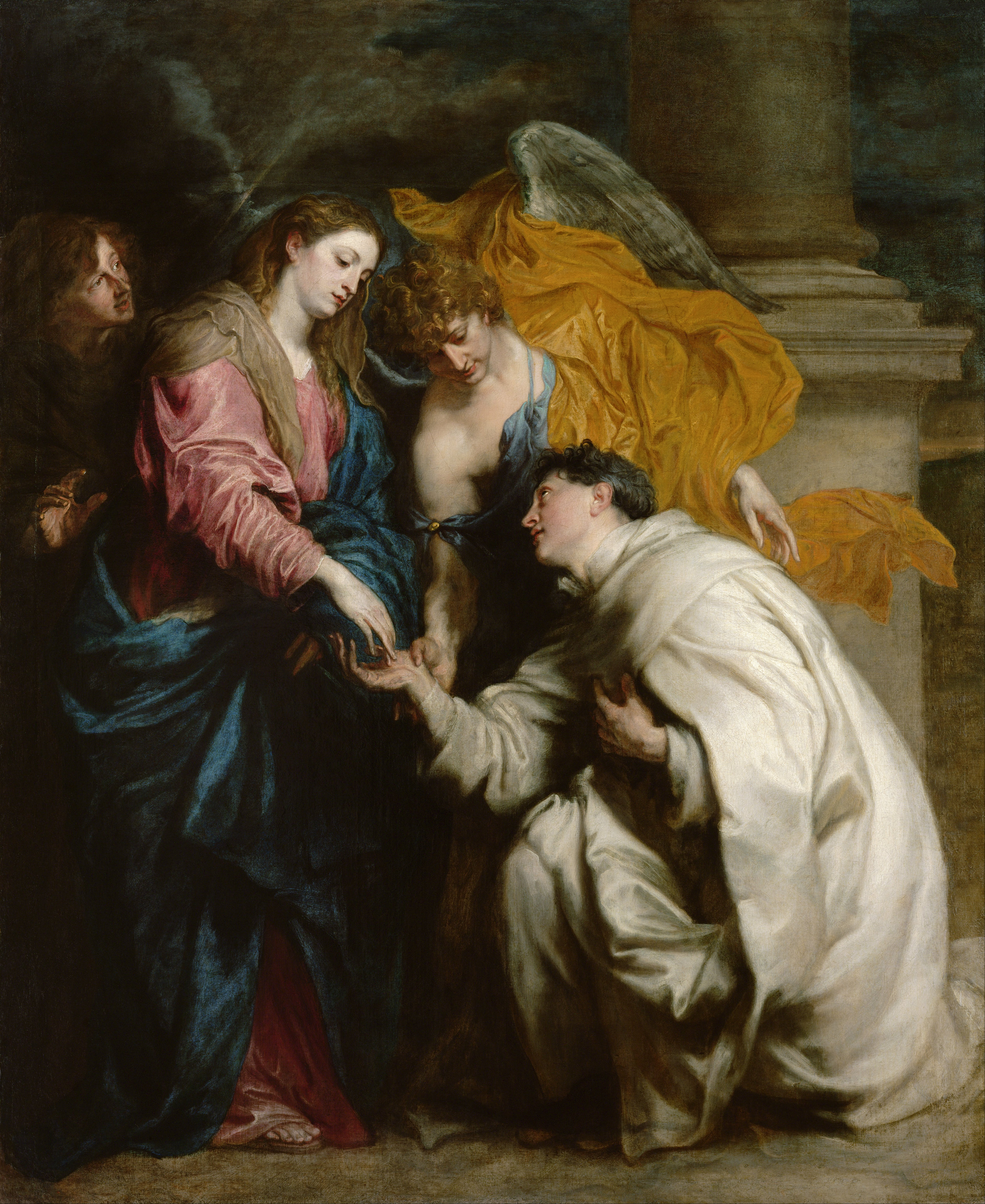
Le Mariage mystique du Bienheureux Hermann Joseph, 1629-1630.
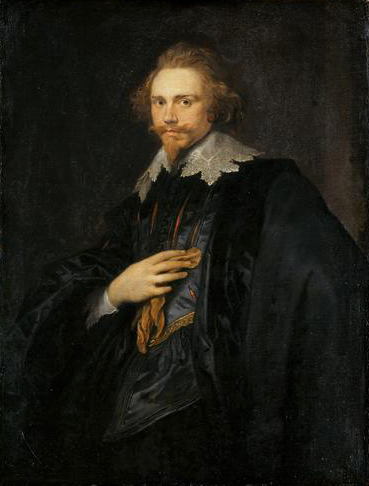
Jeune homme, v. 1630.
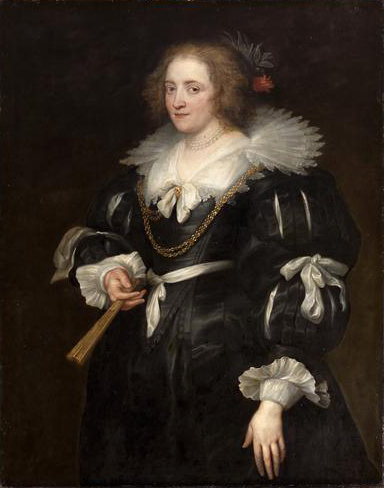
Jeune femme, 1630-1632.
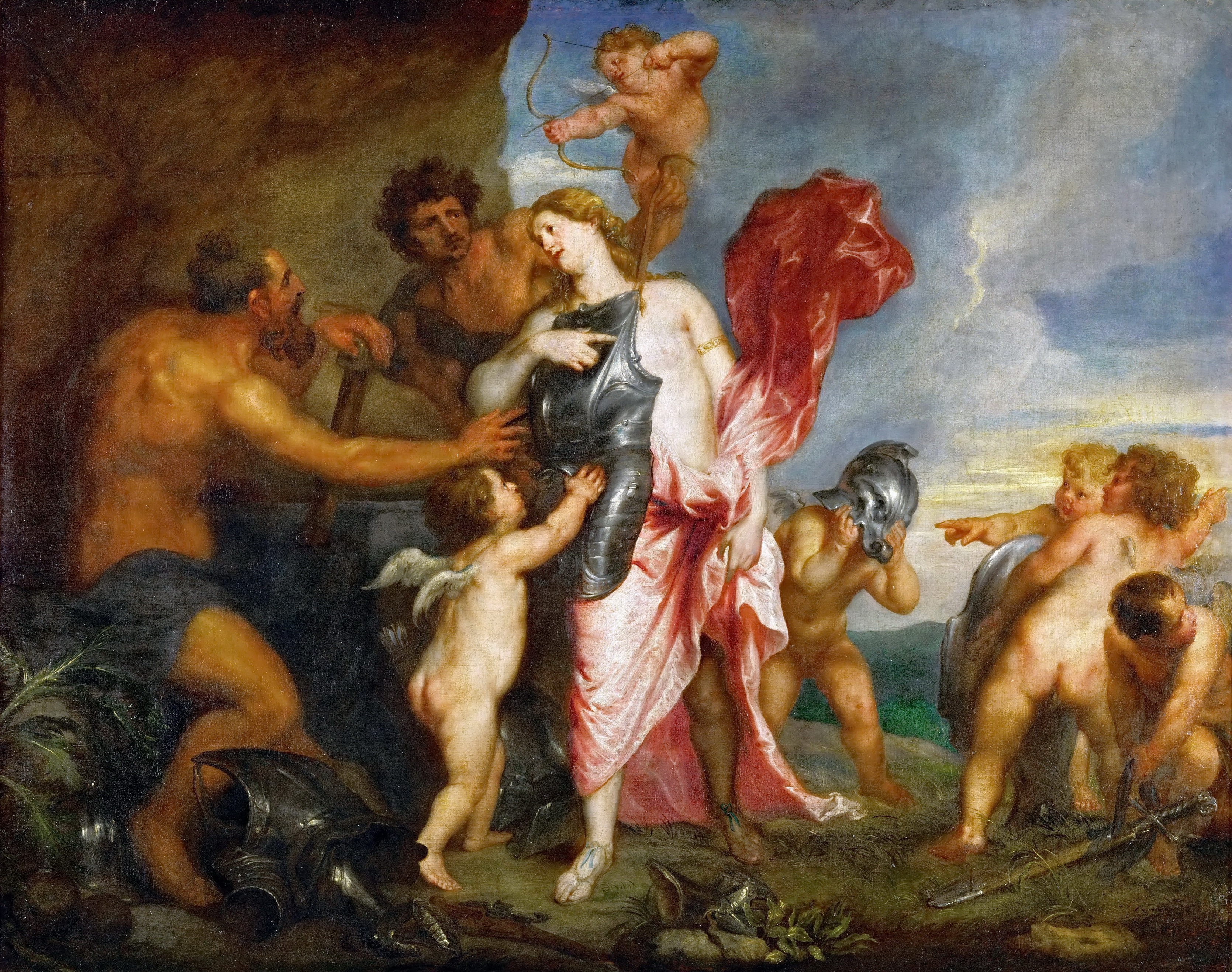
Thétis demandant à Vulcain des armes pour Achille, 1630-1632.
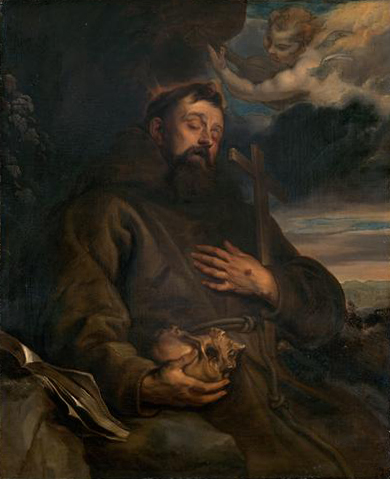
Saint François d'Assise en extase, 1630-1632.
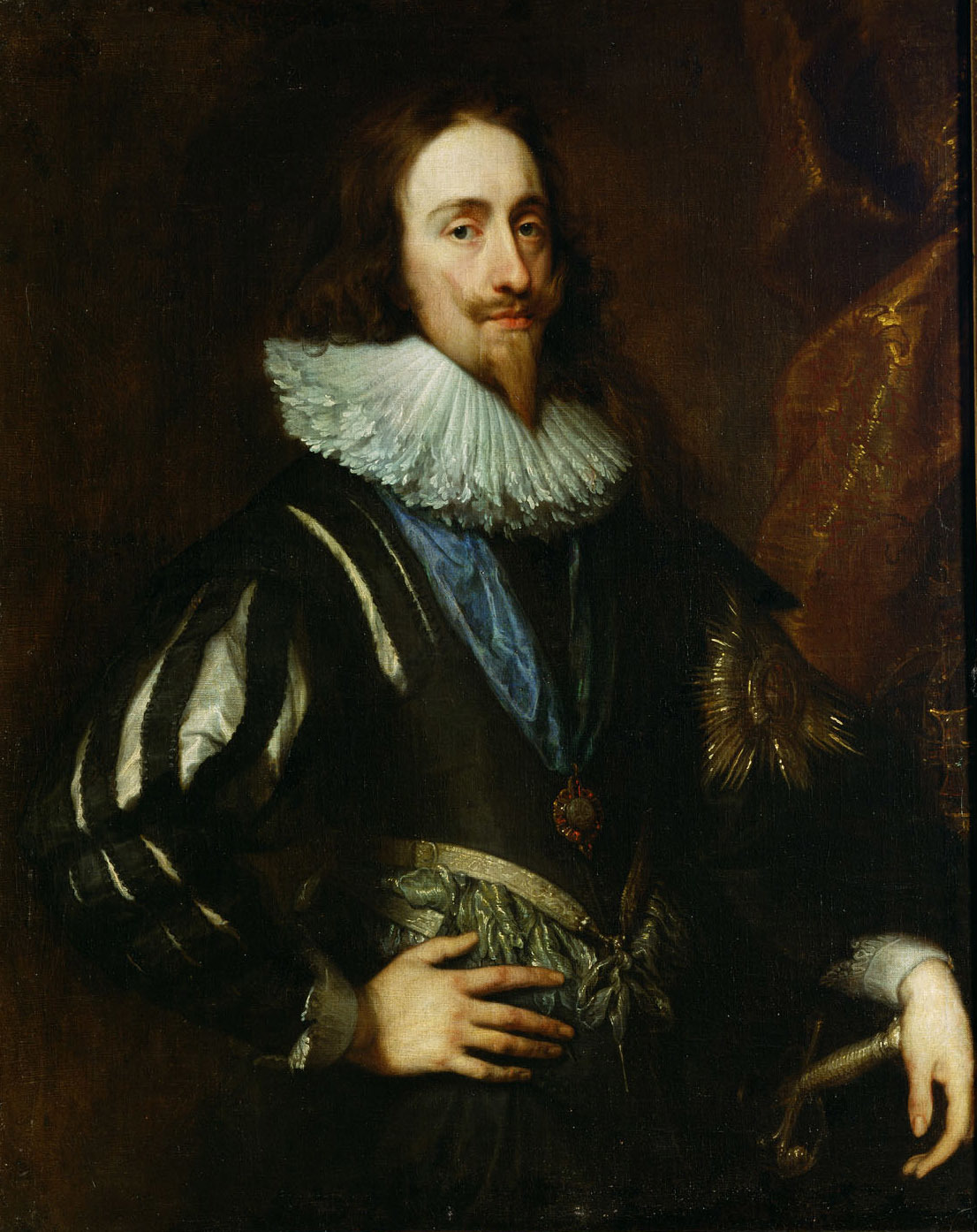
Charles Ier d'Angleterre, le coude en avant, v. 1632.
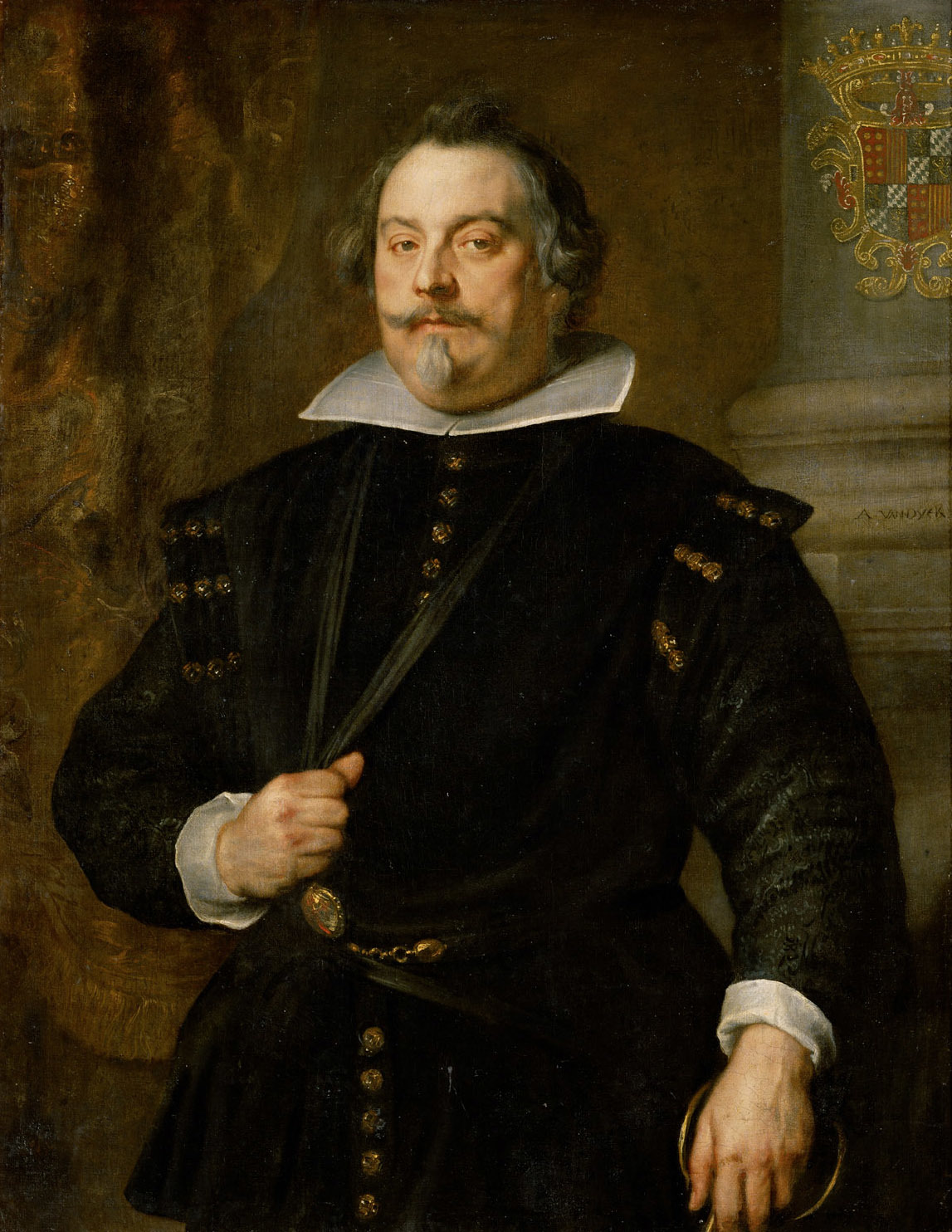
Marquis Francisco de Moncada, 1633-1634.
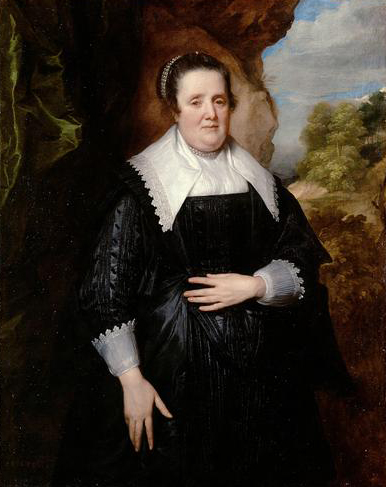
Femme âgée, 1634.
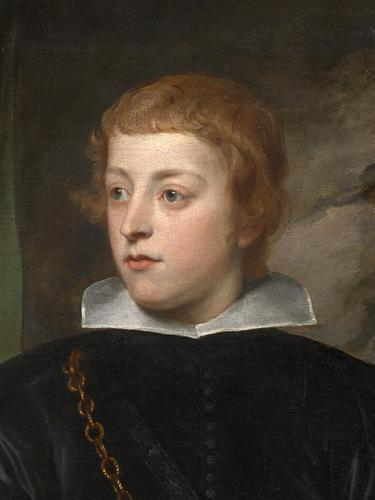
Filippo Francesco d'Este, 1634-1635.
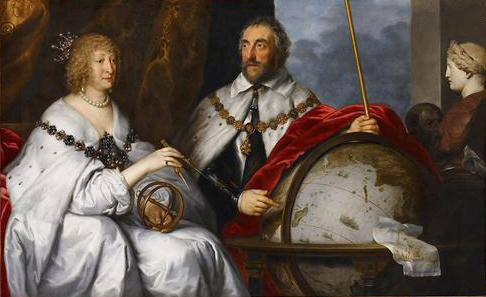
Thomas Howard et sa femme, 1639-1640.

#### Espagne
- Diego Velasquez :
  - L'Infante Marguerite en bleu
  - L'Infante Marguerite en robe blanche
  - L'Infante Marguerite en robe rose
  - L'Infante Marie Thérèse
  - Le Prince Philippe Prosper
  - Philippe IV, roi d'Espagne
  - Portrait d'Isabelle d'Espagne

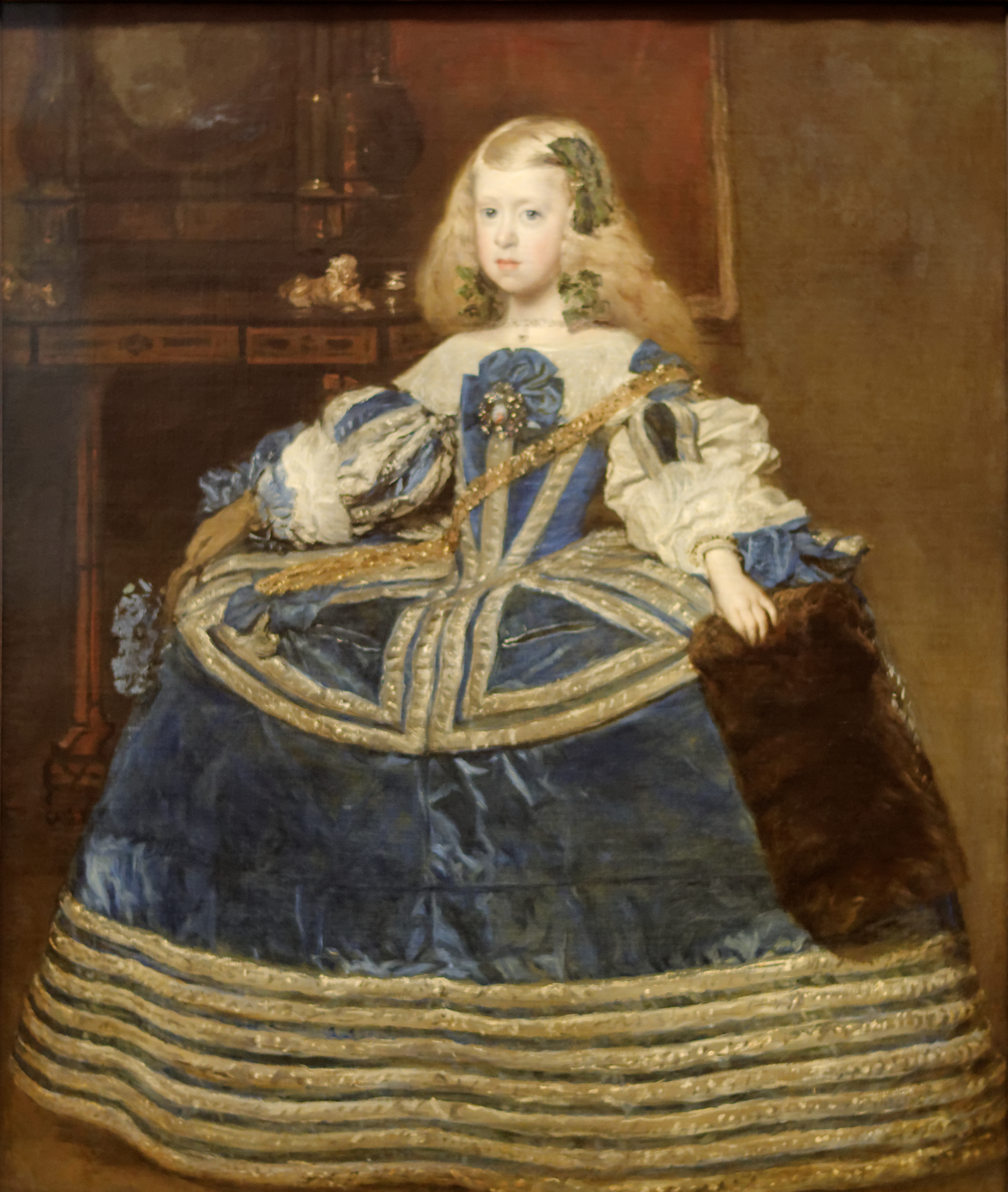
L'Infante Marguerite en bleu, Diego Vélasquez (1659).
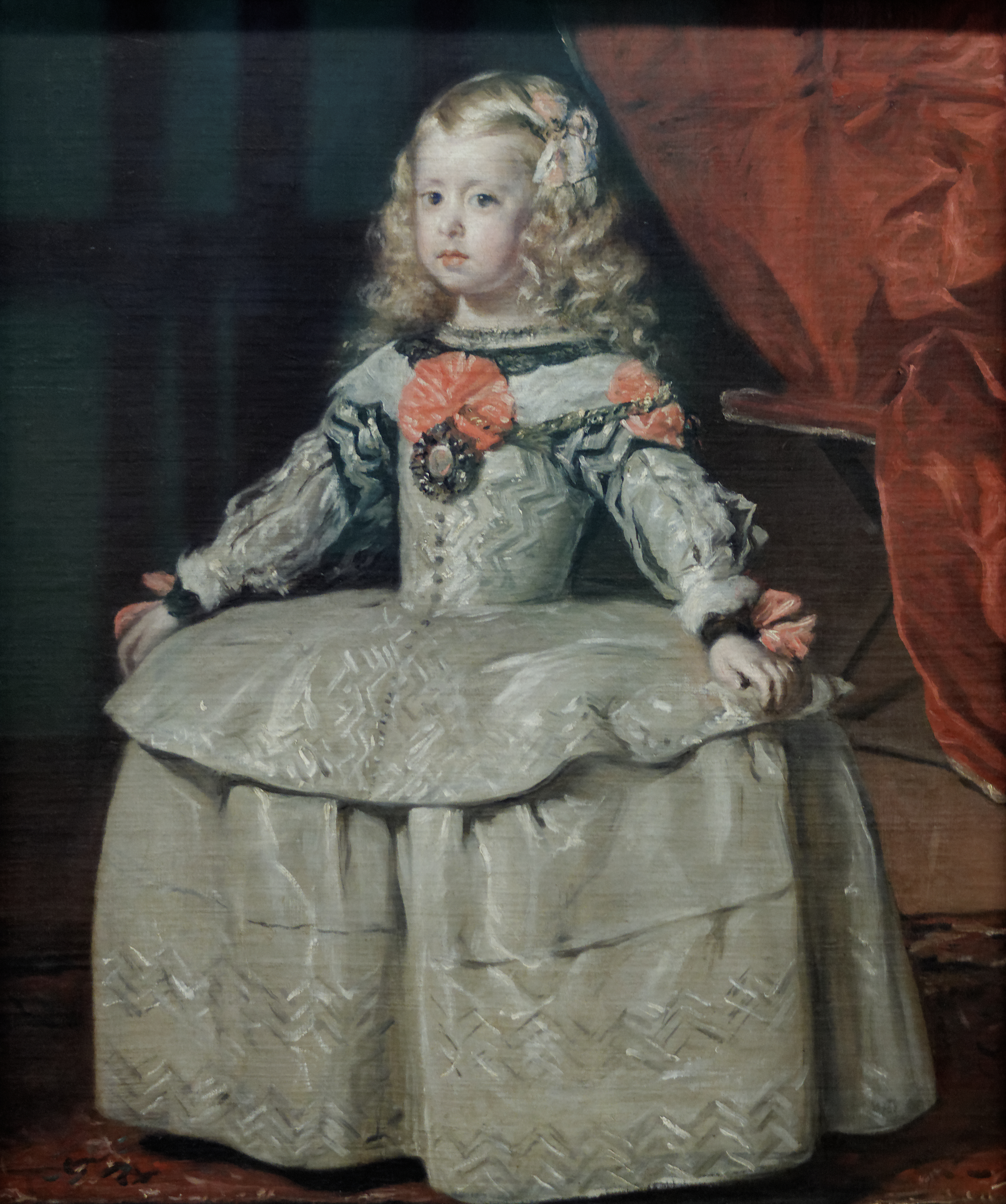
L'Infante Marguerite en robe blanche, Diego Velasquez.
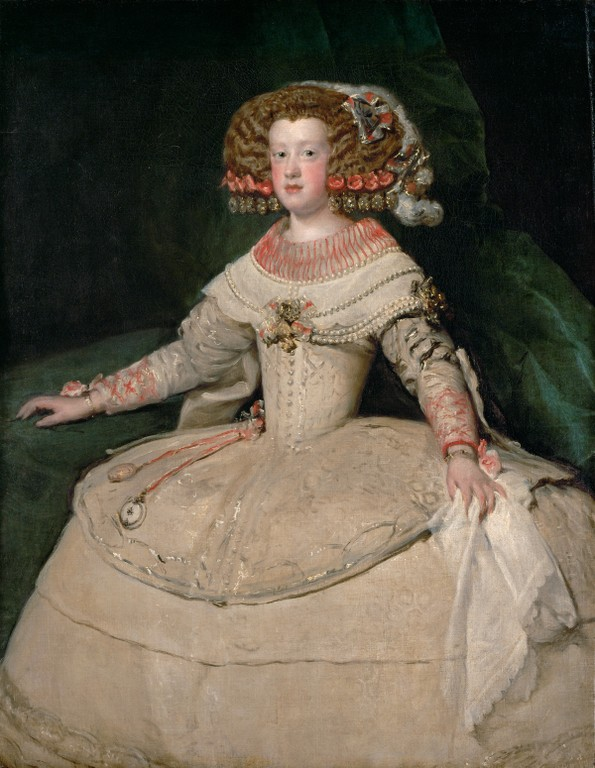
L'Infante Marie-Thérèse, Diego Velasquez.

#### France
- Poussin : 
  - Destruction du Temple de Jérusalem par Titus
- Vouet :
  - Marthe et Marie-Madeleine

### LeXVIIIesiècle

#### France
- Nattier : 
  - La Princesse Marie Isabelle de Parme
- Vigée Lebrun : 
  - L'Archiduchesse Marie-Antoinette, reine de France

#### Italie
- Bernardo Bellotto : 
  - Vue de Vienne : l'université et l'église des Jésuites
  - Vienne vue du Belvédère
  - L'Eglise des Dominicains à Vienne
  - Le Palais impérial de Schönbrunn côté cour d'honneur
  - Le Palais impérial de Schönbrunn côté jardin
  - La Place de l'Université à Vienne
  - Le Freyung à Vienne
  - La Douane à Venise
- Guardi : 
  - Port de l'Arsenal à Venise
  - Place Saint Marc à Venise
  - Miracle d'un saint Dominicain
- Tiepolo :
  - Étéocle et Polynice
  - Hannibal devant la tête d'Hasdrubal
  - La Mort de Brutus

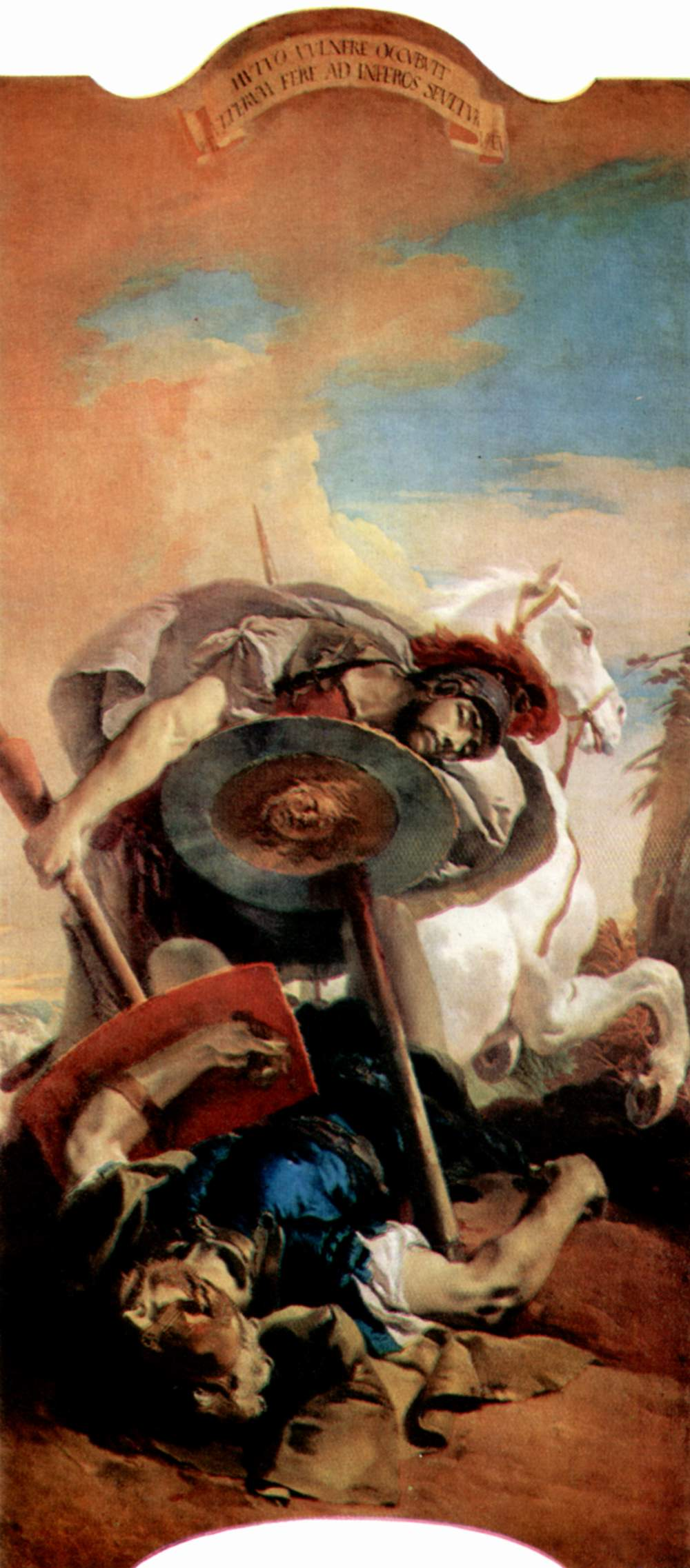
Giovanni Battista Tiepolo, Etéocle et Polynice, 1725-1730.
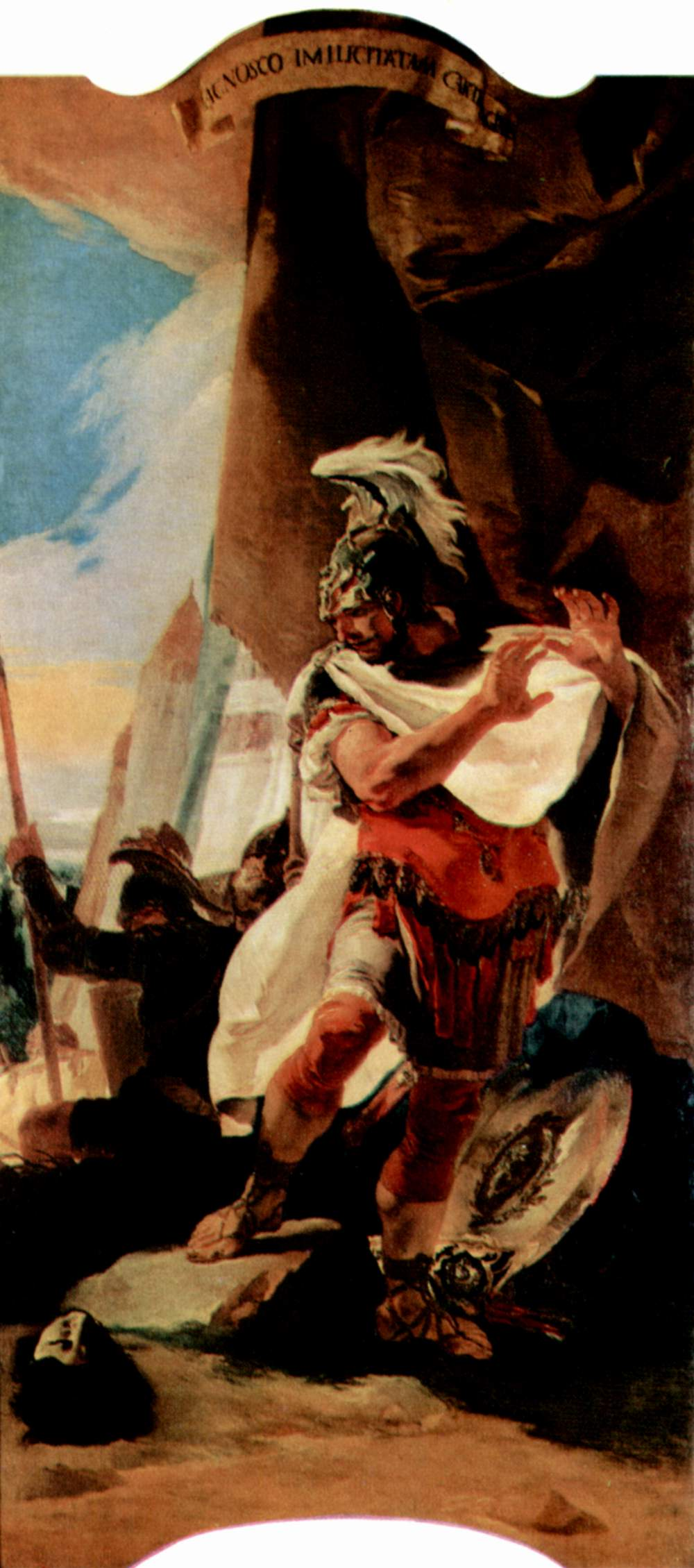
Giovanni Battista Tiepolo, Hannibal devant la tête d'Hasdrubal, 1725-1730.
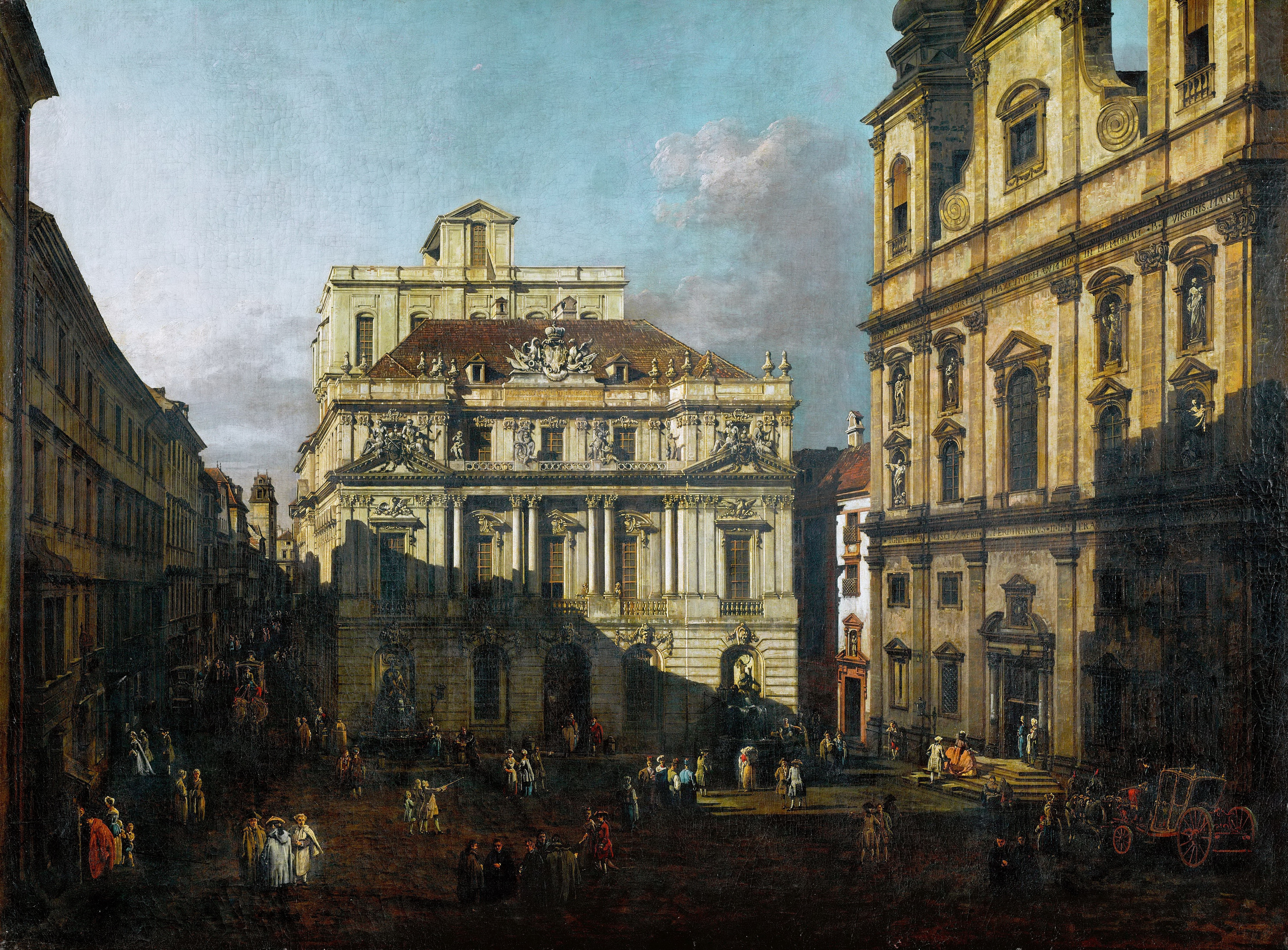
Bellotto, Vue de Vienne : l'université et l'église des Jésuites, vers 1759.
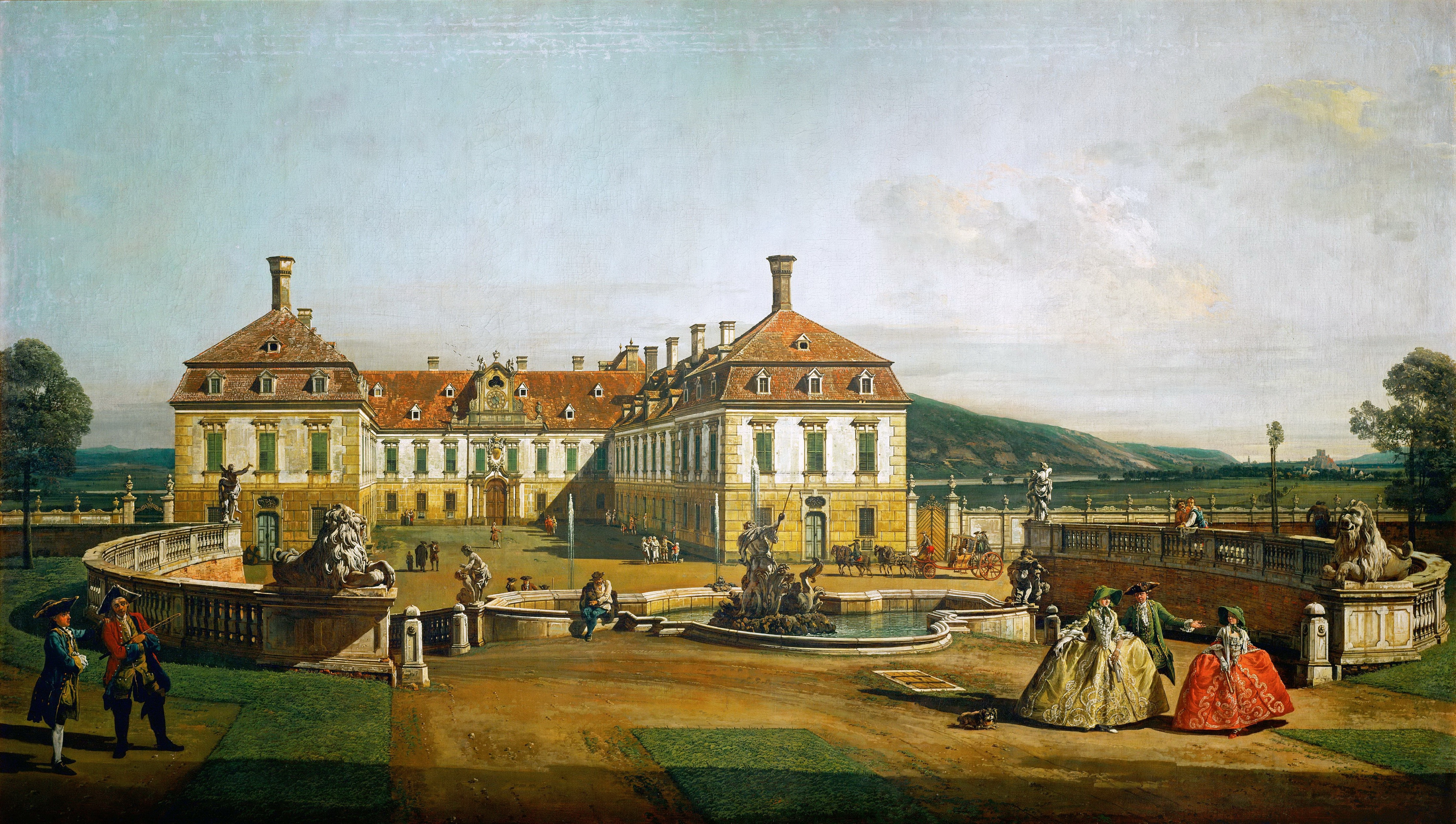
Bellotto, Vue de Vienne, vers 1760.

#### Grande-Bretagne
- Gainsborough : 
  - Campagne dans le Suffolk

Allemagne
- Mengs :
  - L'Infante Marie Thérèse de Naples
  - L'Apôtre Pierre